# パルコ
株式会社パルコ（英: PARCO CO., LTD.）は、ファッションビルの「PARCO（パルコ）」 を全国で展開する日本の企業。PARCO以外の商業施設も展開している。大丸松坂屋百貨店などを傘下に持つJ.フロント リテイリングの100%子会社である。 かつては旧セゾングループ（西武流通グループ）の一員であった。
商業登記上の本店は東京都豊島区南池袋一丁目（池袋パルコ）に、本社オフィスは渋谷区神泉町に所在する。

## 概要
国内外の主に大都市中心部でファッションビル「PARCO」を18店舗、「ZERO GATE」を9店舗展開している。他に、PARCO劇場、シネクイント、CLUB QUATTRO、TOKYO FM渋谷スペイン坂スタジオ、radio drive plusなどの劇場やライブハウス、ラジオ番組、PARCO出版、パルコブックセンター（のちリブロに統合）など、文化・ソフト事業も幅広く手がけてきた。特に旗艦店である渋谷パルコは渋谷カルチャーの代名詞的存在であり、渋谷が現在のように若者の街として成長する原動力となった。
かつて堤清二が率いた西武百貨店を中核としたセゾングループの一角を成したが、パルコについては直接関与せず、全面的に増田通二に託して自由を与えた経緯から、独特の個性が出来上がった。セゾン系本流とは別にパルコ独自の劇場や出版社を持ち、広告手法も異なった。PARCOは若年層、西武百貨店は中高年層を主な顧客ターゲットにして棲み分けがなされているが、西武百貨店がない地域にある一部のPARCOでは、ターゲット層をやや上の年齢層まで広げている。
2011年以降、「PARCO」とは別業態の「ZERO GATE」（ゼロゲート）という中低層商業ビルの展開を進めている。
百貨店の大丸と松坂屋が合併して誕生したJ.フロント リテイリングが2012年に株式を取得し、徐々に出資比率を高めていった。2020年には100%の株式を取得しついにJ.フロントの完全子会社となった。これをきっかけにそれまで大丸松坂屋百貨店などが管轄していた不動産事業をパルコに移管し、グループ資源の集約化を目指している。他にも百貨店の店舗内にパルコを入居させるなど、小売事業である百貨店と不動産事業のファッションビルの協業を進めている。2020年には大丸心斎橋店北館で心斎橋パルコが復活した。

## 沿革

### 池袋ステーションビルからパルコへ
パルコ発祥の店、旧国鉄・池袋駅の駅ビル開発を目的に設立された「池袋ステーションビル」が前身。当初はホテルを核テナントとする予定であったが、途中で方針を転換。京都の百貨店丸物（後の近鉄百貨店）から出資を受け入れ、1957年（昭和32年）「東京丸物」の店名でオープンした。
1969年（昭和44年）、業績低迷を理由に丸物が撤退し、小佐野賢治の仲介で西武百貨店の資本参加を仰ぐことになった。同年、池袋の東京丸物の跡地にファッションビルパルコ1号店が開店した。
なお、丸物傘下から西武百貨店の傘下になった百貨店として豊橋丸物（西武百貨店の傘下に入ったのち豊橋西武。豊橋市にあった）があり、2003年（平成15年）まで営業していた。現在は建て替えられココラフロントとなっている。

### セゾングループ解体後
セゾングループの解体後は森トラストグループが筆頭株主となり、旧セゾングループではクレディセゾンが主要株主となった。また同社は子会社で、洋楽に強く文化人らに定評があったCDショップ運営会社のWAVEをタワーレコードに売却、さらに洋書や思想書に定評があり、文化戦略の一翼を担った個性派書店チェーンのLIBROを日本出版販売株式会社に売却するなど、各事業から撤退している。森トラスト資本参加後はリニューアルを強化、売り場のテーマ性を明確にし収益性を高めた。
2005年より「中期経営5カ年計画」を推進し、主に政令指定都市への連続出店を展開した。その第1弾として、2007年（平成19年）3月15日に新規出店としては10年ぶりとなる「静岡PARCO」を静岡市の西武百貨店静岡店跡に開店した。同年10月10日にはさいたま市に「浦和PARCO」、2008年（平成20年）8月23日には東北地方の拠点都市である仙台市に「仙台PARCO」を開店した。2010年（平成22年）3月19日には、九州地方の拠点都市である福岡市天神の岩田屋旧本館跡にも「福岡PARCO」をオープンさせた。
2010年からの中期経営計画では京浜・京阪神の未出店エリアへの出店、地域特性に応じた既存店舗の業態特化、アジアを中心とした海外進出などを挙げている。

### 資本提携を巡る思惑
当時の大株主だった森トラストではパルコへの出資比率を50%弱まで引き上げたい考えがあり、2010年1月にはパルコに対して第三者割当増資による出資比率引き上げを打診したものの、パルコ経営陣はこれを拒否。それどころか、2010年8月には日本政策投資銀行との資本提携を発表し、転換社債の発行により同社がパルコの事実上の第2位株主になった（潜在株式の18.71%を所有）。このため森トラストはこの提携に反対の意向を示した。
2011年2月にはイオンが、パルコの発行済株式の12.31%を取得したことを発表した。イオンではパルコとの協力により都市型ショッピングセンターや海外展開の強化を進めたいとの意向を示し、森トラストも「イオンが現在表明している内容に特に異論はない」として、イオンとの提携に前向きな姿勢を示したことから、その後協議を進め3月17日には経営陣の刷新やフォーラス・ビブレといったイオン側の既存施設のパルコへの移管等を含む具体的な提携案を提出したものの、パルコ側はこれを拒否した。
しかし経営陣の刷新について森トラストがイオン案に同意することを表明するなど、両社合計で約45%の株式を保有するイオン・森トラスト側の提案が成立する可能性が高まったため、同年4月20日に森トラスト・イオンとパルコとの間で社長の更迭を含む合意書が締結され、イオンとの業務提携に向けた検討を行うこととなった。ただその後具体的な提携交渉は進まず、状況は膠着状態となった。

### J.フロント リテイリング傘下へ
2012年2月24日、森トラストが保有するパルコ株の全てをJ.フロント リテイリングが取得する方針が発表され、筆頭株主となった（取得：3月23日）。さらに7月5日にJ.フロント リテイリングによる株式公開買い付け（TOB）と資本業務提携を発表、8月21日にはTOBが成立してJ.フロントが株式の65%を保有する親会社となった。なお既存の大株主については、日本政策投資銀行がTOBに応じ株式の大半を売却したのに対し、イオンはTOBに応じず、株式保有を継続した。
J.フロント傘下の大丸・松坂屋等の百貨店とパルコの協業も進んでいる。2013年の夏には、名古屋PARCOと隣接する松坂屋名古屋店においてクリアランスセールのコラボレーションやホームページの相互リンクが行われている。また、J.フロントの傘下になった事に伴い、2014年9月1日から全国百貨店共通商品券や大丸・松坂屋の商品券についても利用可能になった。2017年秋に新装オープンした松坂屋上野店の新南館にはパルコの大人向け業態「PARCO_ya」（パルコヤ）がキーテナントとして入居した。なお、浦和PARCO（2007年開業）内には傘下入りする前から大丸がテナント（食品フロア）として入居していたが、2017年7月31日に退店している。2019年にリニューアルされた大丸心斎橋店本館はテナントの割合を高めた店舗構成になっており、パルコのファッションビル事業のノウハウが活かされている。2020年11月には大丸心斎橋店北館が「心斎橋PARCO」としてリニューアルされる。
これら協業の進展を受けて、J.フロントは2019年12月、完全子会社化を目的としてパルコに対し再度TOBを実施する事を表明。前回のTOBに応募しなかったイオンやクレディセゾンなどの大株主も賛同したため、2020年2月18日にTOBが成立。上場廃止を経て、パルコはJ.フロントの完全子会社となった。J.フロントの不動産事業はパルコに移管され、一元化された。なお、イオンTOB賛同後の2020年8月25日には松本パルコとイオンモール松本が共同でショッピング企画の開催を発表しており関係改善がうかがえる。
2023年3月1日、会社分割によりゼロゲート事業部などのデベロッパー事業をJ.フロント都市開発へ承継。また、これに伴う組織再編を行った。

### 年表
- 1953年（昭和28年）2月 - 「池袋ステーションビル株式会社」（現在のJR東日本の関連会社とは無関係）として設立。
- 1954年（昭和29年）10月 - 株式会社丸物（現・近鉄百貨店）が出資。
- 1957年（昭和32年）
  - 5月 - 商号を「株式会社東京丸物」に変更。
  - 12月 - 百貨店「東京丸物」が開店。
- 1963年（昭和38年）7月 - 株式を店頭登録。
- 1969年（昭和44年）
  - 6月 - 百貨店「東京丸物」が閉店。
  - 11月 - 1号店「池袋PARCO」が開店。
- 1970年（昭和45年）4月 - 商号を「株式会社パルコ」に変更。
- 1977年（昭和52年）5月8日 - 台北1号店「新光巴而可百貨（新光PARCO百貨店）」台湾の新光グループと提携したが開店。
- 1987年（昭和62年）1月 - 東京証券取引所市場第二部に鞍替え。
- 1988年（昭和63年）8月 - 東京証券取引所市場第一部指定。
- 1990年（平成2年）- 西友から地方専門店ビル「ウォーク」を継承[28]。
- 1991年（平成3年）- 台北1号店「新光巴而可百貨（新光PARCO百貨店）」が閉店。（1990年代にオーバーローン事件と火災により事業は閉鎖され、取り壊された。元のサイトは相鉄グランドフレッサホテルホテルに再建。）
- 1995年（平成7年）- 西洋環境開発の子会社であったウェイブの株式を購入[28]。
- 1996年（平成8年）- 西洋環境開発の子会社であった日本乗馬倶楽部の株式を購入[28]。
- 1998年（平成10年）- リブロの経営を西友から引き受ける[28]。
- 2001年（平成13年）2月 - ウォークを解散[28]。
- 2002年（平成14年）2月 - 日本乗馬倶楽部をMBOによって株式を売却[28]。
- 2003年（平成15年）
  - 7月15日 - リブロを日販に売却。
  - 7月30日 - 子会社であった株式会社アクロスを解散[29]。
- 2004年（平成16年）
  - 2月29日 - 子会社であった株式会社クレストンホテル及び株式会社冨貴堂を解散[30]。
- 4月 - ウェイブをタワーレコードに売却。
- 2005年（平成17年）10月11日 - 本部を東京都渋谷区宇田川町4-3より同区神泉町8-16に移転。
- 2009年（平成21年）6月 - 完全子会社であった株式会社ホテルニュークレストン及び資産をHMIホテルグループに事業譲渡[31]。
- 2012年（平成24年）
  - 8月21日 - J.フロント リテイリングによるパルコに対するTOB（株式公開買付け）成立。
  - 8月27日 - J.フロント リテイリングの子会社化。
- 2016年（平成28年）
  - 11月30日 -「千葉パルコ」が閉店。
  - 12月1日 - VISAプリペイドカード「パルコプリカ」のサービスを開始。
- 2017年（平成29年）11月4日 -上野フロンティアタワーにパルコの新業態「PARCO_ya上野」をオープン[32][33]。
- 2019年（令和元年）6月27日 - 新業態として「サンエー浦添西海岸 PARCO CITY」（沖縄県浦添市、サンエーとの協業）開店[34]。
- 2020年（令和2年）
  - 2月18日 - J.フロント リテイリングが再度実施したパルコに対するTOB（株式公開買付け）成立[35]。
  - 3月18日 - 東京証券取引所市場第一部上場廃止[36]。
  - 3月23日 - 株式売渡請求により、J.フロント リテイリングの完全子会社となる。
  - 11月20日 - 同じJ.フロントグループの大丸心斎橋店 北館（旧・そごう心斎橋本店）跡地に心斎橋パルコをオープン。北側にあった初代店舗の閉鎖以来、9年ぶりの復活となる。
- 2021年（令和3年）
  - 1月31日 - VISAプリペイドカード「パルコプリカ」のサービス終了（残高払戻は同年4月30日まで）[37]。
- 2022年（令和4年）
  - 6月13日 - 名古屋市栄の未活用地「栄角地」の複合高層ビル建設計画の工事現場で安全祈願祭と起工式。低層階で高級商業施設運営予定。7月1日に着工、2026年3月完成予定[38]。
- 2023年（令和5年）
  - 3月1日 - ゼロゲート事業部などをJ.フロント都市開発へ継承[27]。
  - 2月28日 - 「津田沼パルコ」が閉店。
  - 4月25日 - 熊本パルコ跡地に新業態「HAB@（ハブアット）」が開店[39]。
- 2024年（令和6年）
  - 2月29日 - 「新所沢パルコ」が閉店。
- 2025年（令和7年）
  - 2月28日 - 「松本パルコ」が閉店[40]。

## 特徴

### 文化戦略

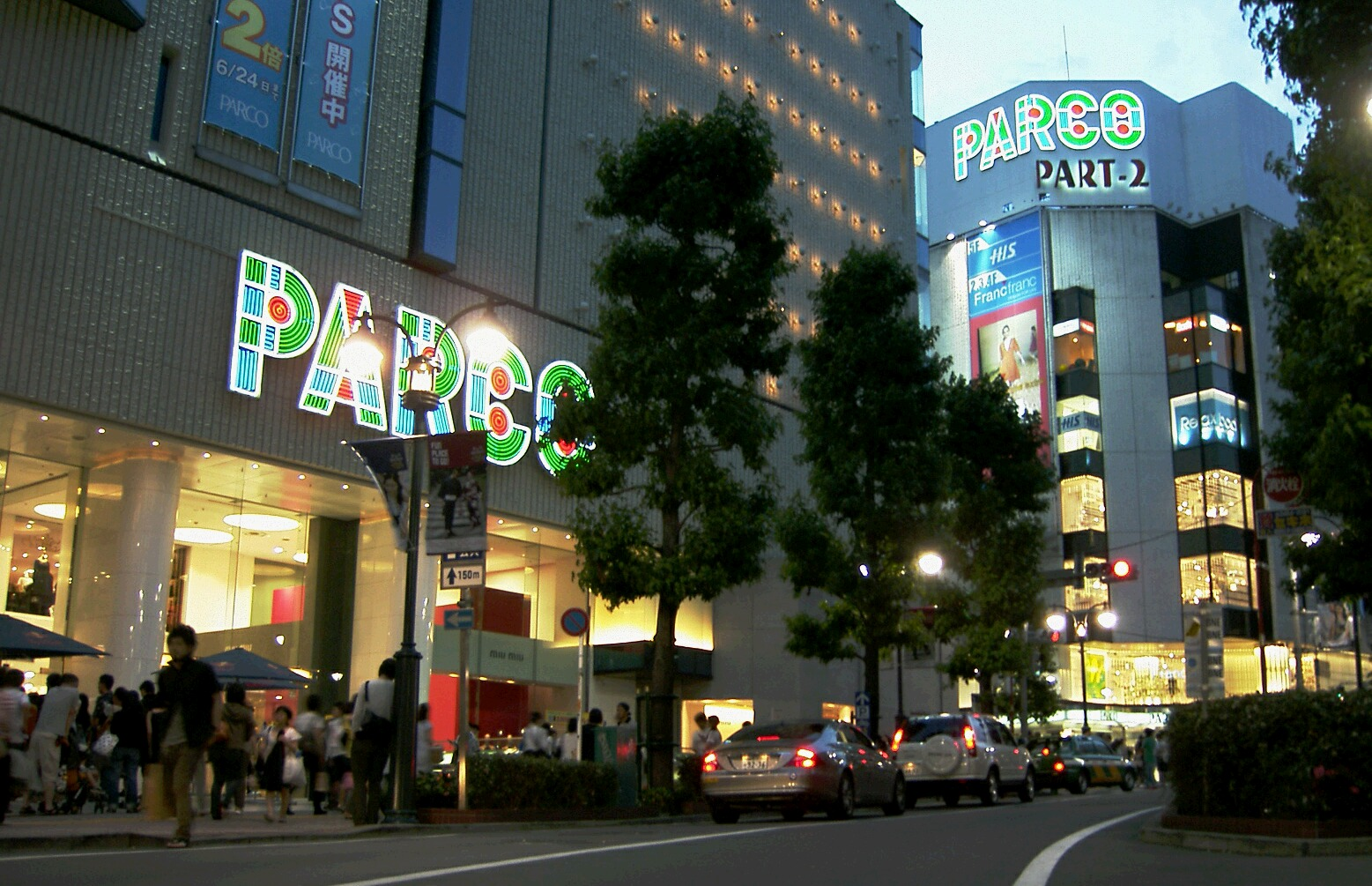
主力旗艦店舗・渋谷公園通り沿いにある渋谷PARCO。手前のビルがPART1、奥のビルがPART2

パルコが頭角を現すのは渋谷への進出からだと言われる。1960年代以降のセゾングループは拠点を渋谷に求めたが、東京都区部における当時の代表的な繁華街といえば新宿や銀座であり、異質な文化を求める若者は六本木に集まっていた。渋谷は坂に囲まれた複雑な地形にあり、当時としては商業集積地に適さないと予想され、渋谷進出を危惧する声は根強かった。そうした予測に反し、パルコは若者カルチャーやアートとクロスオーバーさせた斬新な展開で挑み、大きな反響を呼ぶことになる。
また、セゾングループ時代のパルコの斬新なテレビ広告はしばしば話題になった。その一つにニューヨークのハドソン川を内田裕也がスーツで泳ぐCMがあった。

### 渋谷公園通り
尾崎豊、竹内まりや、中島みゆき、平手友梨奈、B'z、山下達郎ら、数多くのミュージシャンの歌詞にも使われている「渋谷公園通り」は、パルコの店舗に面しており、その名称はパルコがイタリア語で「公園」を意味していることや、代々木公園に通じていることに由来する。

### スペイン坂
東京・渋谷にある坂の愛称。パルコなど、かつてのセゾングループの極めて計画的なイメージ戦略の下、1975年（昭和50年）に命名された。

### ダイハツとのタイアップ

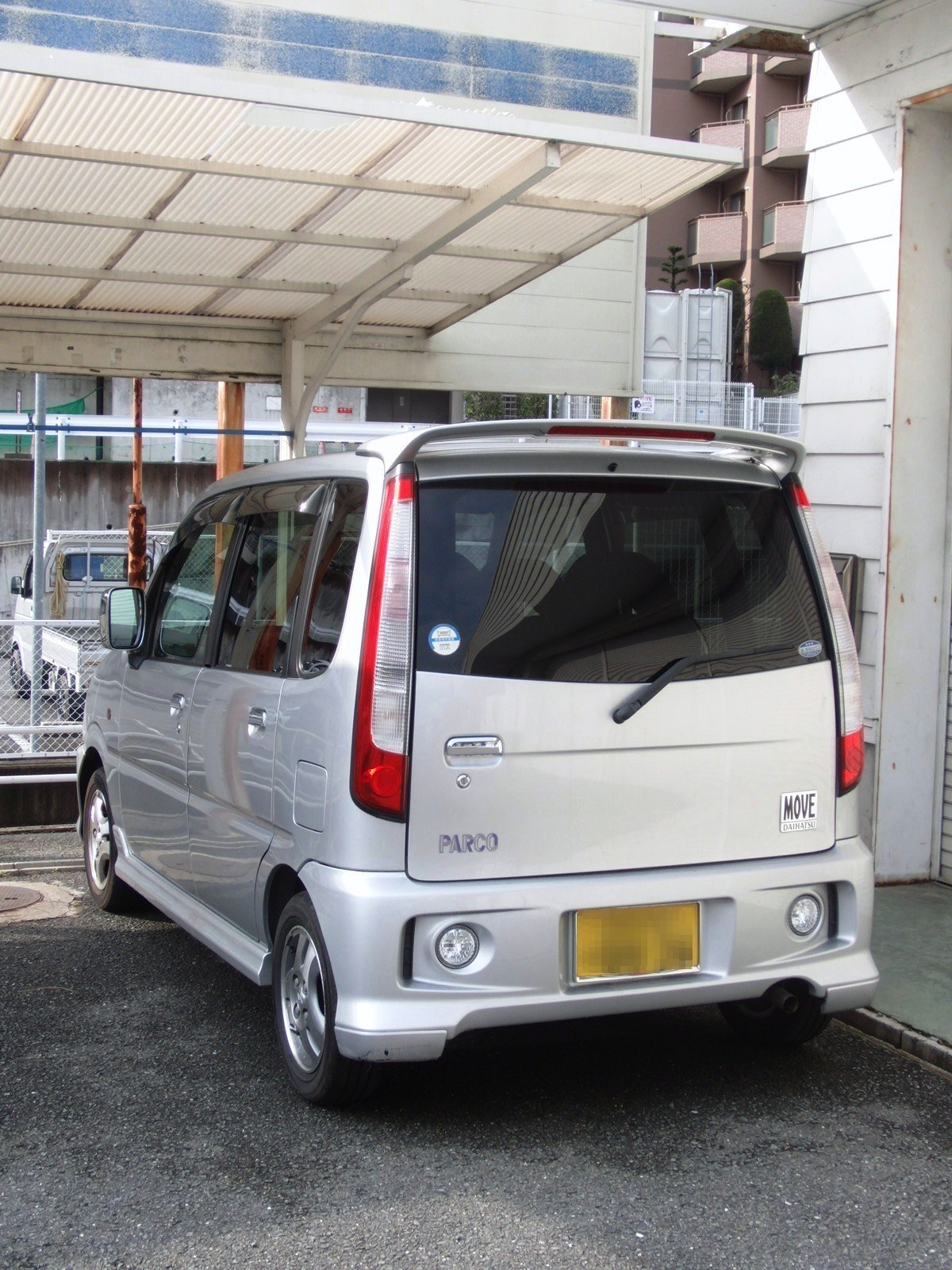
ムーヴパルコ

ダイハツ工業と提携し、1988年（昭和63年）にミラの特別仕様車が発売され、その後、1995年（平成7年）にはオプティ、2001年（平成13年）にはムーヴ、YRVにパルコ仕様グレードが設定された。また、過去にはパルコ全店舗でダイハツ車の展示会を行っていた。しかし、2002年（平成14年）にはセゾングループの経営再建とムーヴのフルモデルチェンジに伴って提携解消。

### PARCOオルガン坂大賞

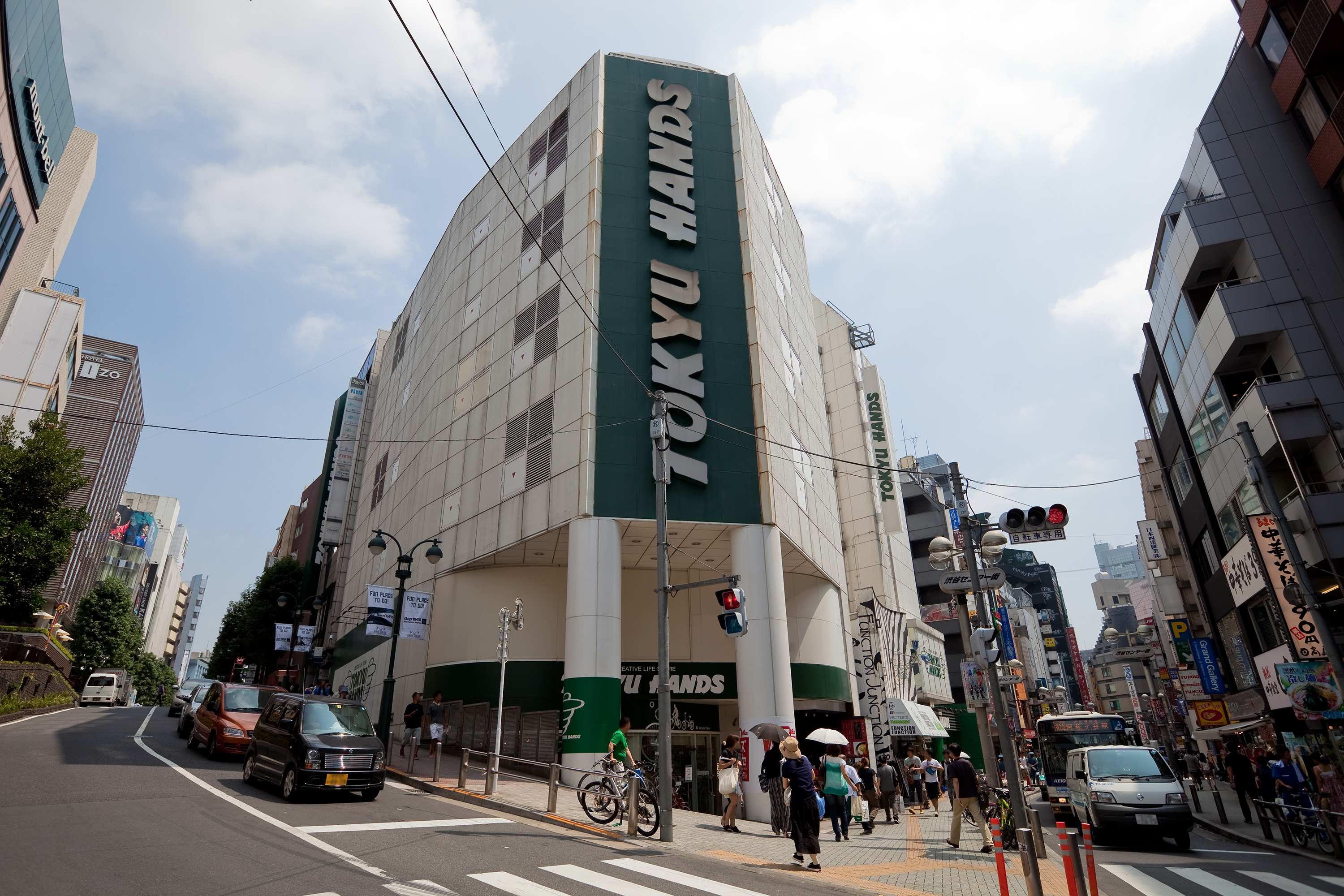
オルガン坂（ハンズ渋谷店の向かって左側）

PARCOオルガン坂大賞（パルコオルガンざかたいしょう）とは、1980年代に行われた公募音楽コンテストである。のちにプロとして活躍する幾組かのミュージシャンを輩出した。
「オルガン坂」とは渋谷にあるパルコ店舗「パルコPart1・Part3」が並ぶ坂の通称である。近隣の井ノ頭通り・ハンズ渋谷店前の交差点から坂を上り、Part1前の交差点までを指す。由来には周辺に音楽関連の店が多かったためと、ハンズの階段がオルガンの鍵盤のように見えるためという2説がある。
パルコ出版の雑誌『ビックリハウス』誌上では、1982年11月号で「第1回オルガン坂作詞大賞」が発表された。1984年には「第2回オルガン坂大賞」が開催されている。
1985年3月20日に行われた「第3回オルガン坂大賞」の発表コンサートは、パルコPart.1にあるPARCO劇場にて行われた。このときの審査員のひとりには立川直樹、応募者には後にZABADAKを結成する吉良知彦がいた。吉良は自主制作アルバム『AFTER THE MATTER』で応募し、このアルバムが多重録音作品であったため演奏をどうするか悩んだ結果、当日、後にZABADAKメンバーとなる上野洋子と口パクによる歌唱の合間にオリジナル曲「オハイオ殺人事件」の世界を表現した演劇風のパフォーマンスを行ったという。吉良はグランプリや2位の受賞は逃したが、後日審査員の立川に声をかけられ、東芝EMIからZABADAKとしてメジャーデビューした。
松井寛は高校生時に同賞に応募し、その際の審査員には坂本龍一、大貫妙子、菊池武夫がいた。松井は2位となり、その後PARCO音楽出版預かりの作曲・編曲家としてCM音楽を手掛けたのを経てプロの道を歩んだ。
その他の著名な出身者にはテイ・トウワ、中村由利子（23歳時に応募し、作詞作曲部門で受賞）がいる。

### PARCO SWIM DRESSキャンペーンガール
パルコが独自に展開する水着の販促活動。2003年（平成15年）より休止期間を挟み、毎年水着キャンペーンガールを1名選んでポスターモデルに起用している。中でも渋谷パルコの外壁には巨大看板が掲げられている。
一般に水着キャンペーンガールは新人モデルから選ばれるが、当キャンペーンガールは既に芸能界でキャリアを積んだタレントが主に選ばれる傾向にある。またホリプロからの起用が多い（☆印）。
歴代キャンペーンガール
- 2003年 森下千里
- 2004年 矢吹春奈
- 2007年 リア・ディゾン
- 2008年 芦名星☆
- 2009年 佐々木希
- 2010年 桐谷美玲
- 2011年 安田聖愛☆
- 2012年 優香☆
- 2013年 大野いと☆
- 2014年 小島瑠璃子☆（夏のグランバザールCMにも出演）
- 2016年 佐野ひなこ☆
- 2017年 佐藤美希☆
- 2018年 池田エライザ
- 2019年 足立梨花☆
- 2020年 関水渚☆

### マスコットキャラクター
- パルコアラ - 2000年代後半に登場したコアラのキャラクター。

## 店舗一覧（PARCO）

### PARCO（パルコ）業態
- フラグシップ（旗艦店舗）は渋谷店とされる[49]。
- 札幌店、仙台店、浦和店、池袋店、PARCO_ya上野店、吉祥寺店、渋谷店、錦糸町店、調布店、静岡店、名古屋店、心斎橋店、広島店、福岡店の14店舗は都市型店舗、それ以外はコミュニティ型店舗に分類される[50][51]。
- 会社による各店舗の正式呼称は次の通りになっている。
  - 営業・宣伝上（対消費者、対パブリシティ媒体など）→○○PARCO[52]
  - IR・企業広報・公的届出上（事業報告、株主総会招集通知、有価証券報告書、決算短信など）→○○パルコ
  - パルコ○○店やPARCO○○店という呼称は会社としては対外的に用いない。
  - 組織図上の部署名、あるいは複数店舗列挙時の便宜的略称としては○○店という[53]。
- 2024年度の売上高（テナント取扱高）は次のとおり[54]。

| 順位 | 店舗            | 売上高  |
| ---- | --------------- | ------- |
| 1位  | 渋谷PARCO       | 440億円 |
| 2位  | 心斎橋PARCO     | 380億円 |
| 3位  | 名古屋PARCO     | 360億円 |
| 4位  | 浦和PARCO       | 316億円 |
| 5位  | 池袋PARCO       | 287億円 |
| 6位  | 福岡PARCO       | 273億円 |
| 7位  | 仙台PARCO       | 209億円 |
| 8位  | 調布PARCO       | 193億円 |
| 9位  | 札幌PARCO       | 167億円 |
| 10位 | 広島PARCO       | 138億円 |
| 11位 | 錦糸町PARCO     | 113億円 |
| 12位 | PARCO_ya上野    | 94億円  |
| 13位 | 吉祥寺PARCO     | 84億円  |
| 14位 | 静岡PARCO       | 82億円  |
| 15位 | ひばりヶ丘PARCO | 68億円  |
| 16位 | 松本PARCO       | 34億円  |

### 現在のPARCO店舗

#### 店舗ギャラリー

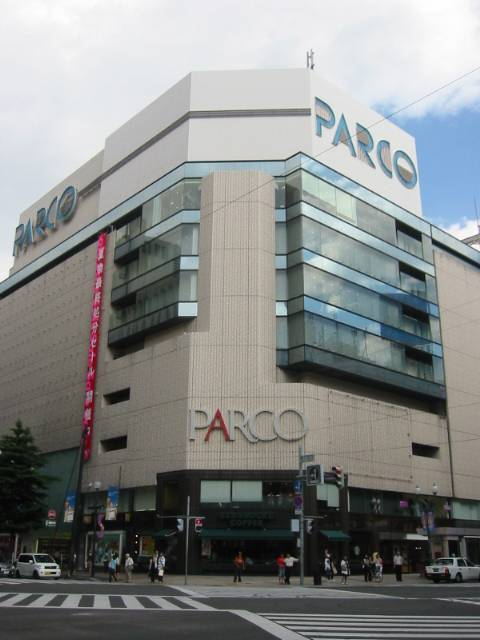
札幌PARCO
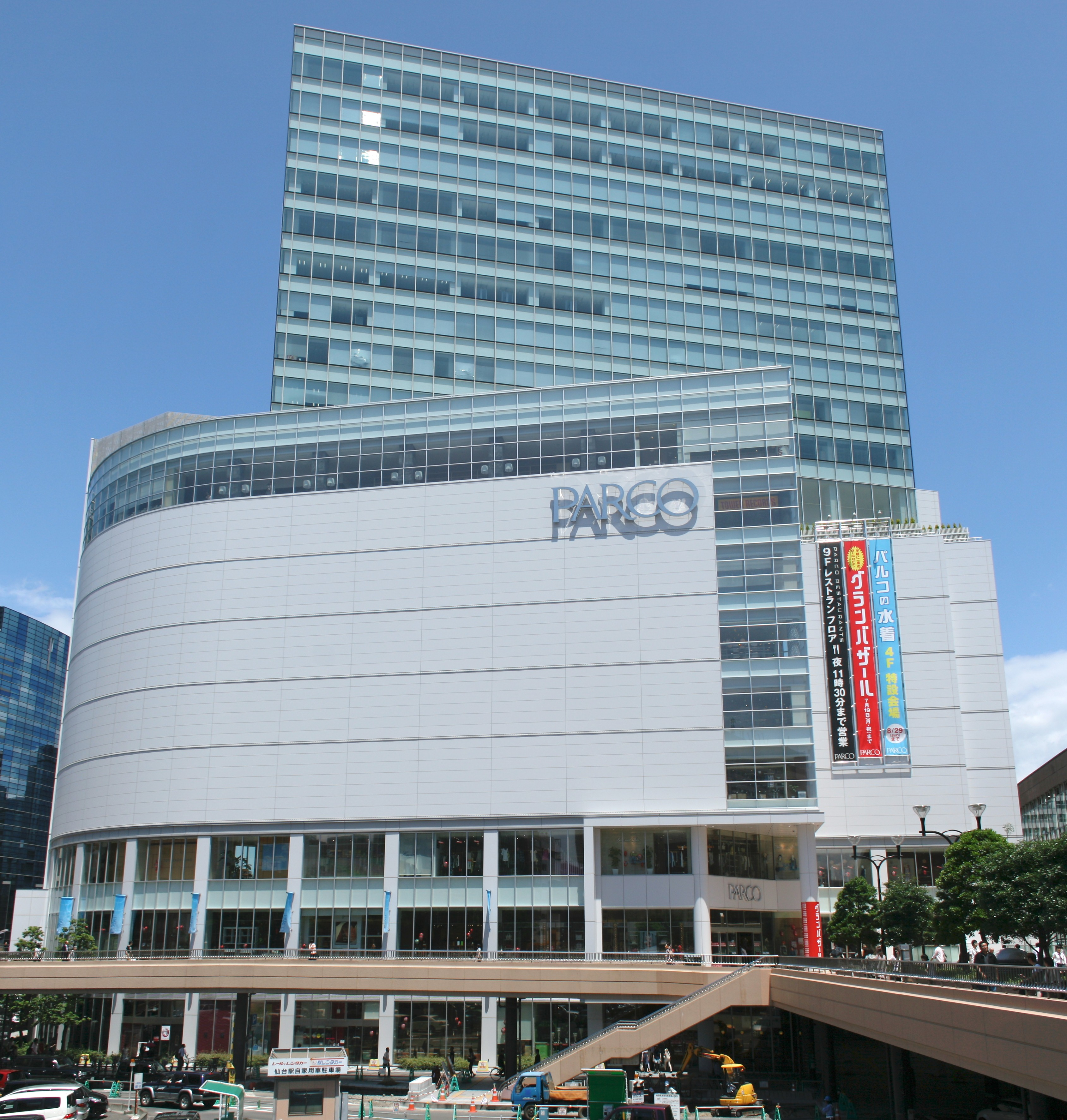
仙台PARCO
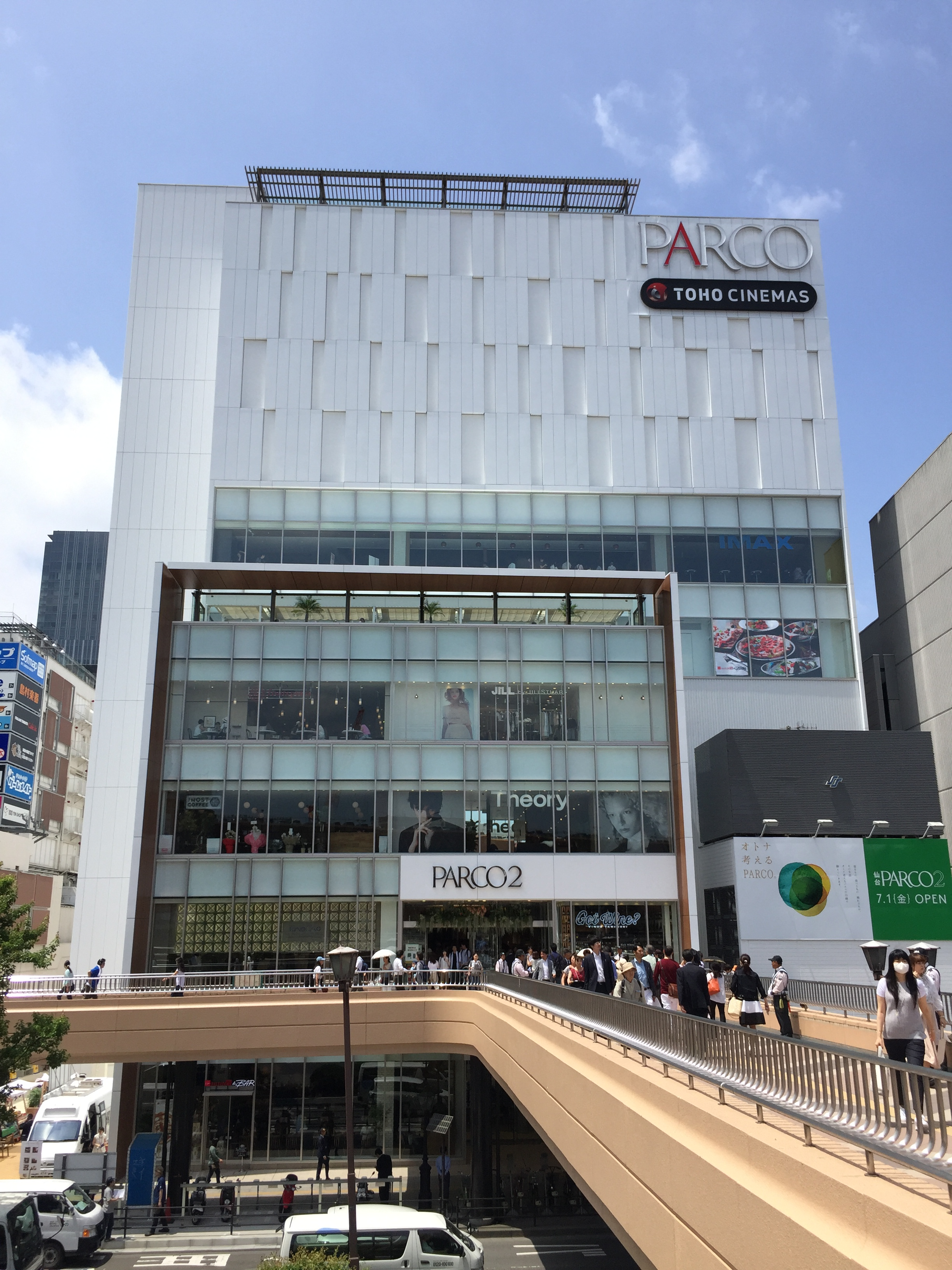
仙台PARCO2
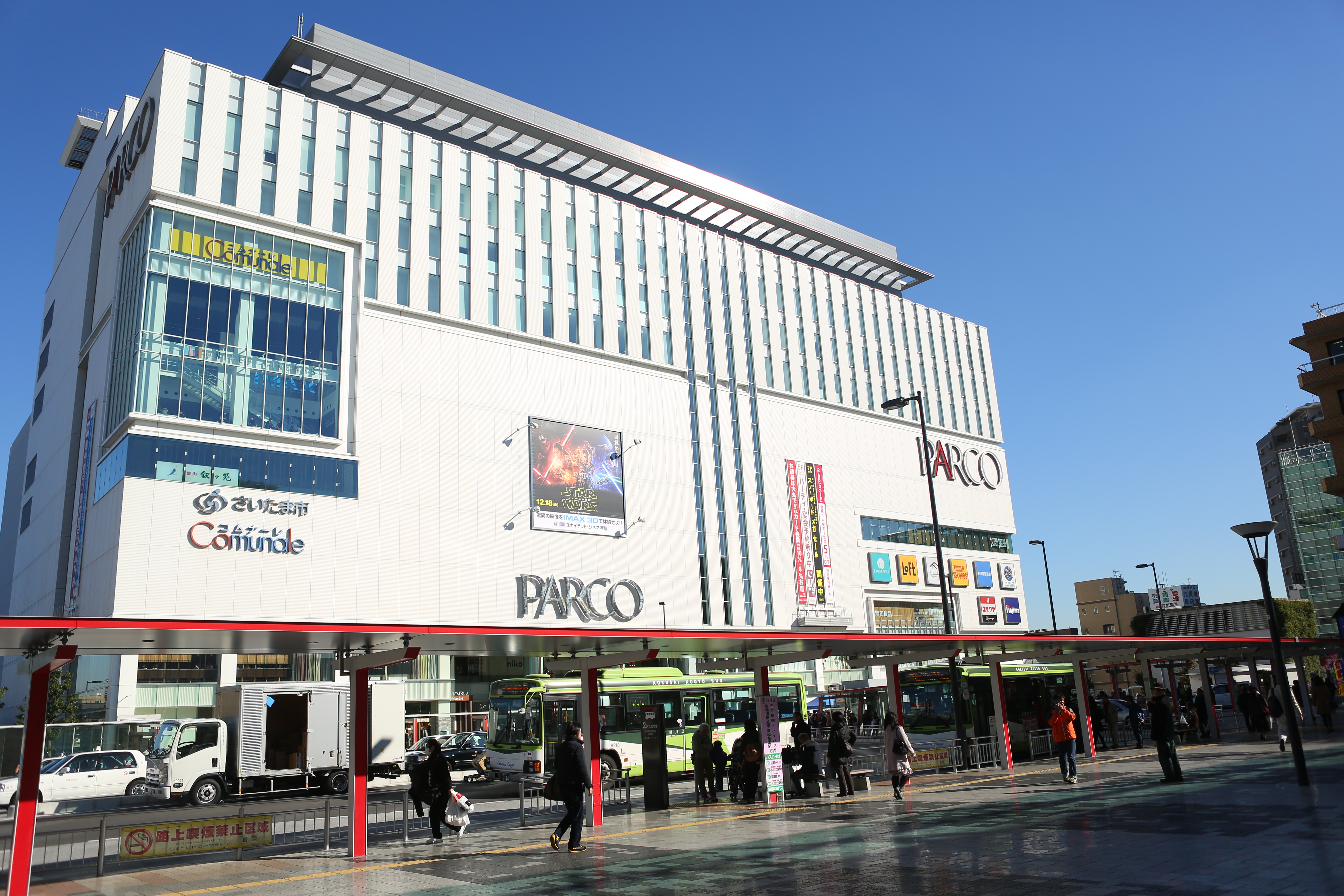
浦和PARCO
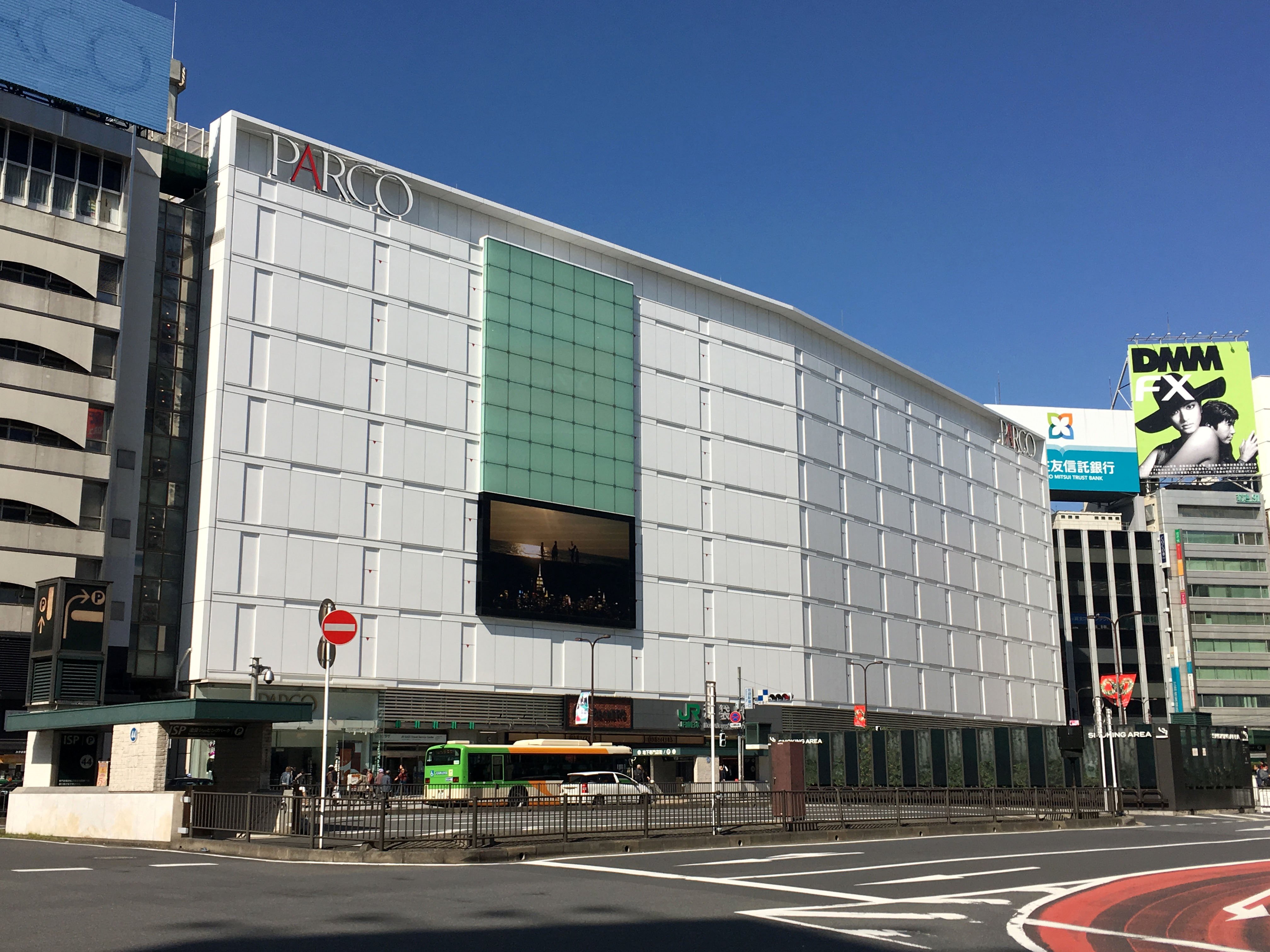
池袋PARCO
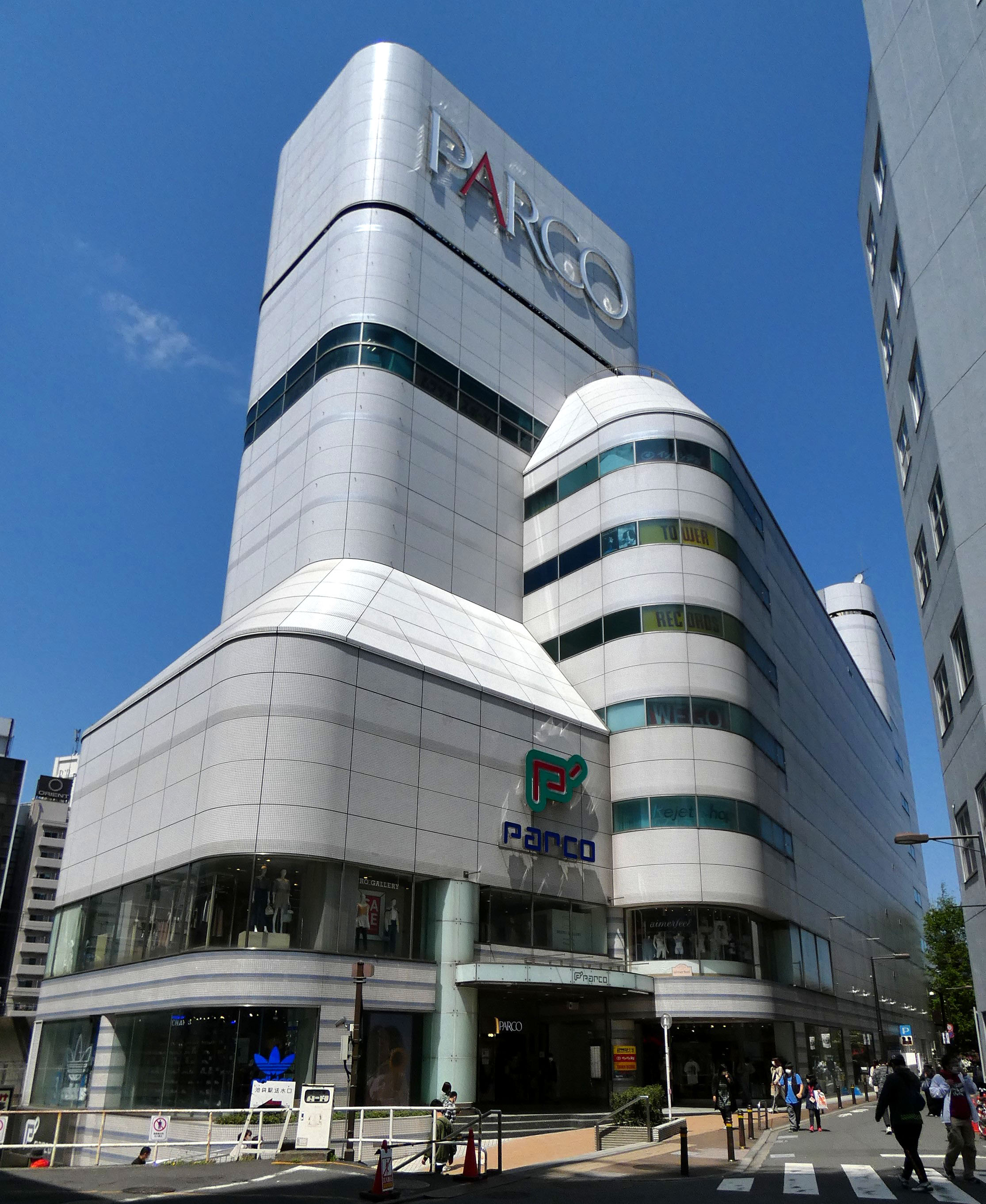
池袋PARCO別館 P'PARCO（ピーダッシュパルコ）
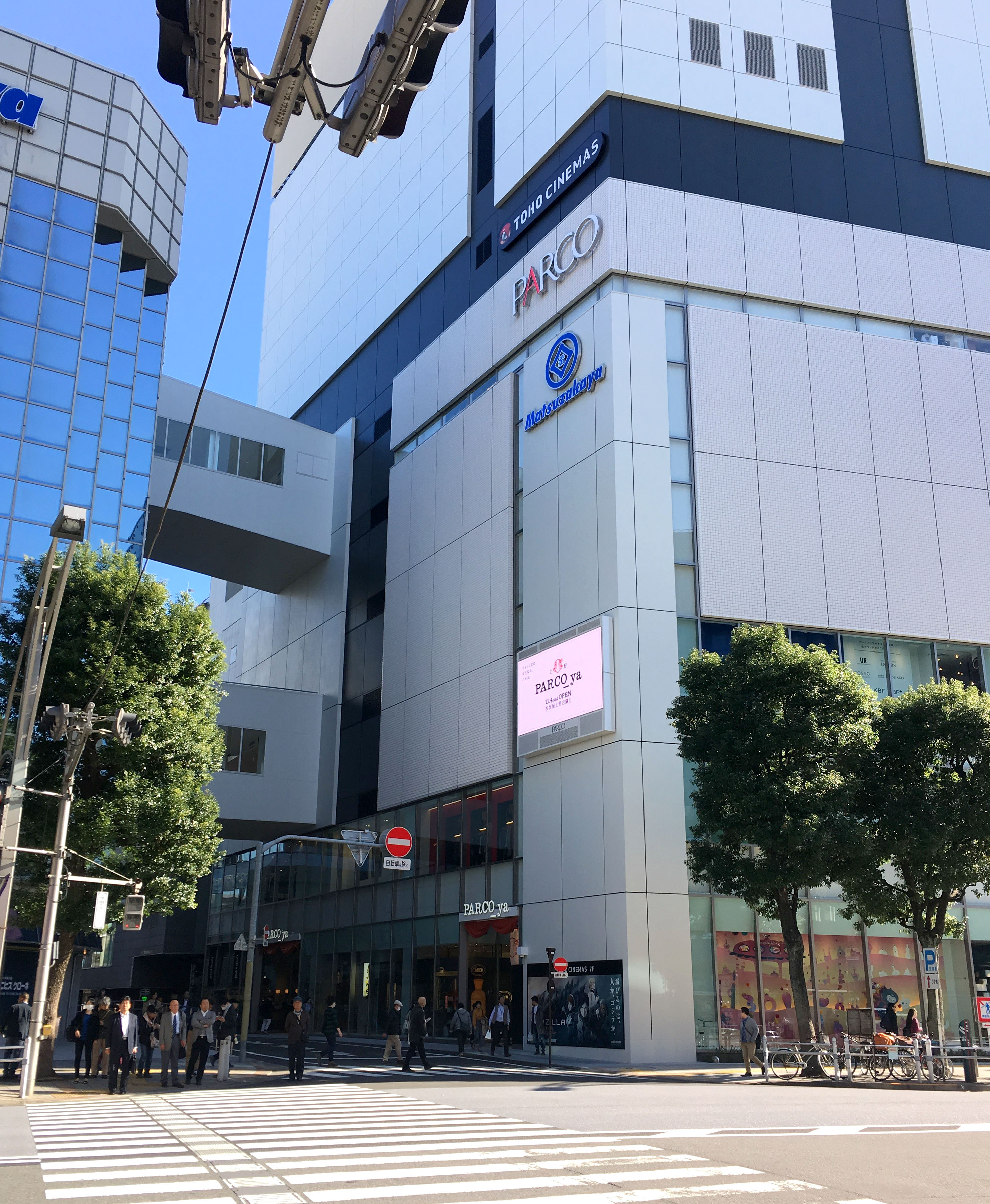
PARCO_ya上野
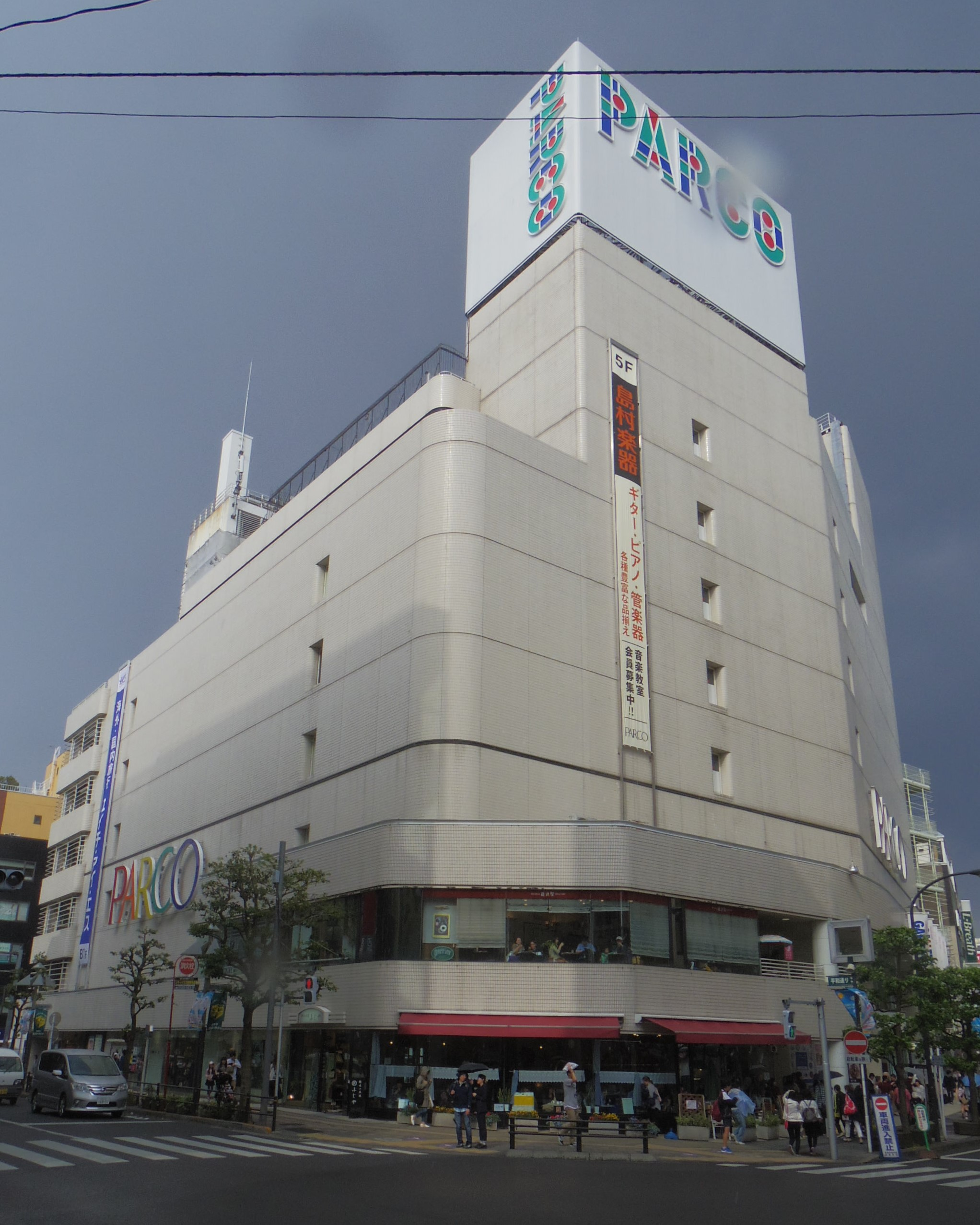
吉祥寺PARCO
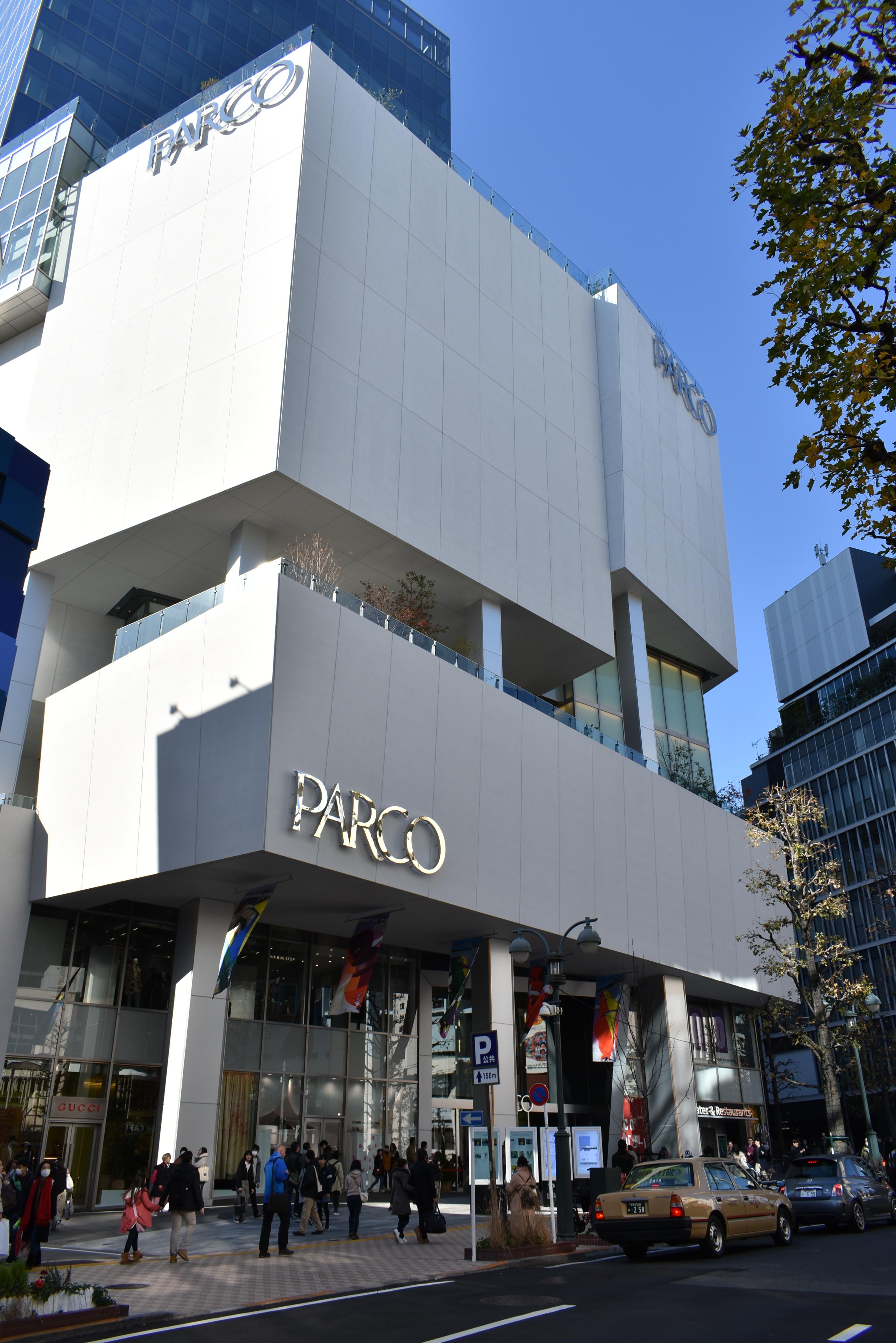
渋谷PARCO
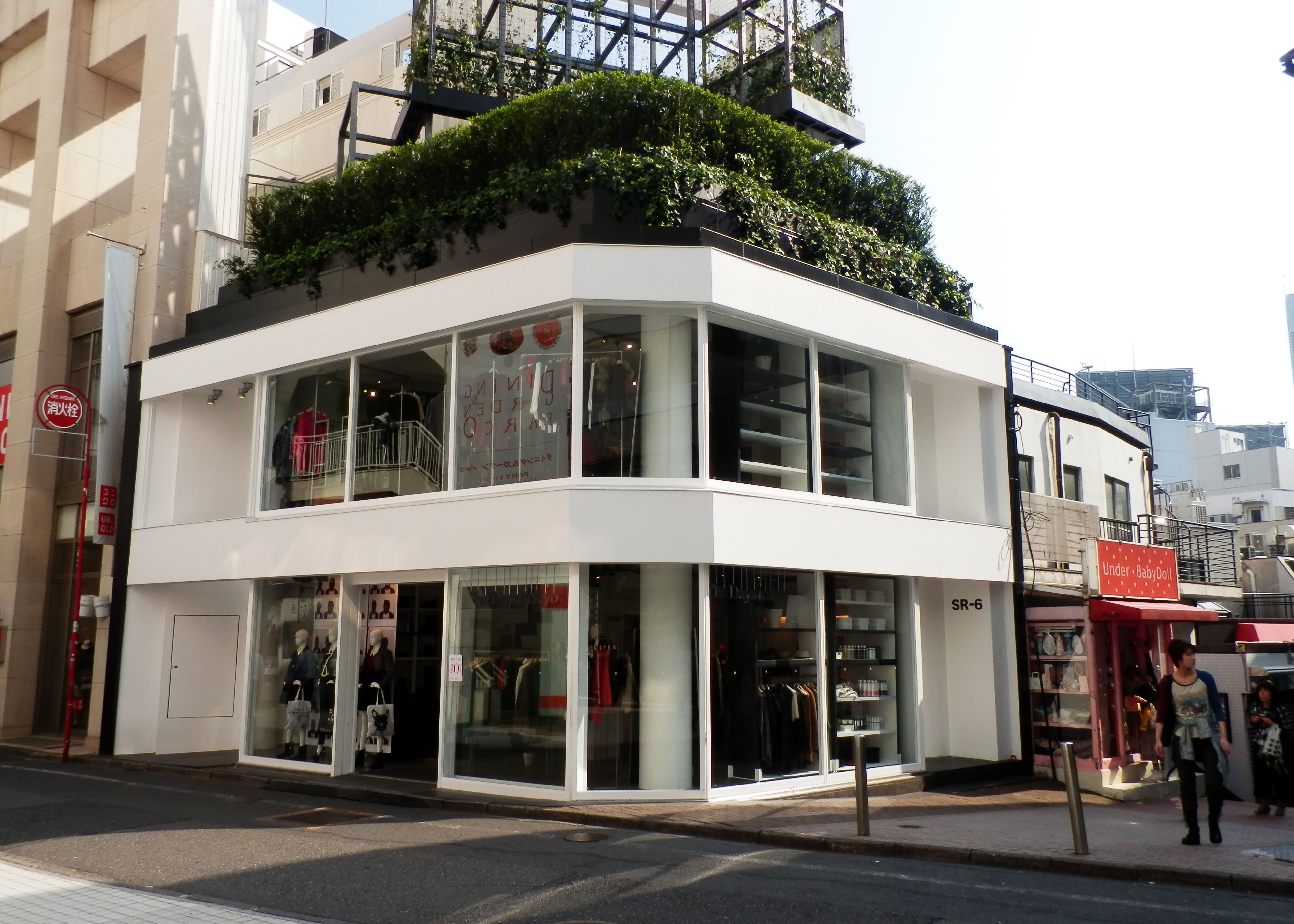
PARCO SR6
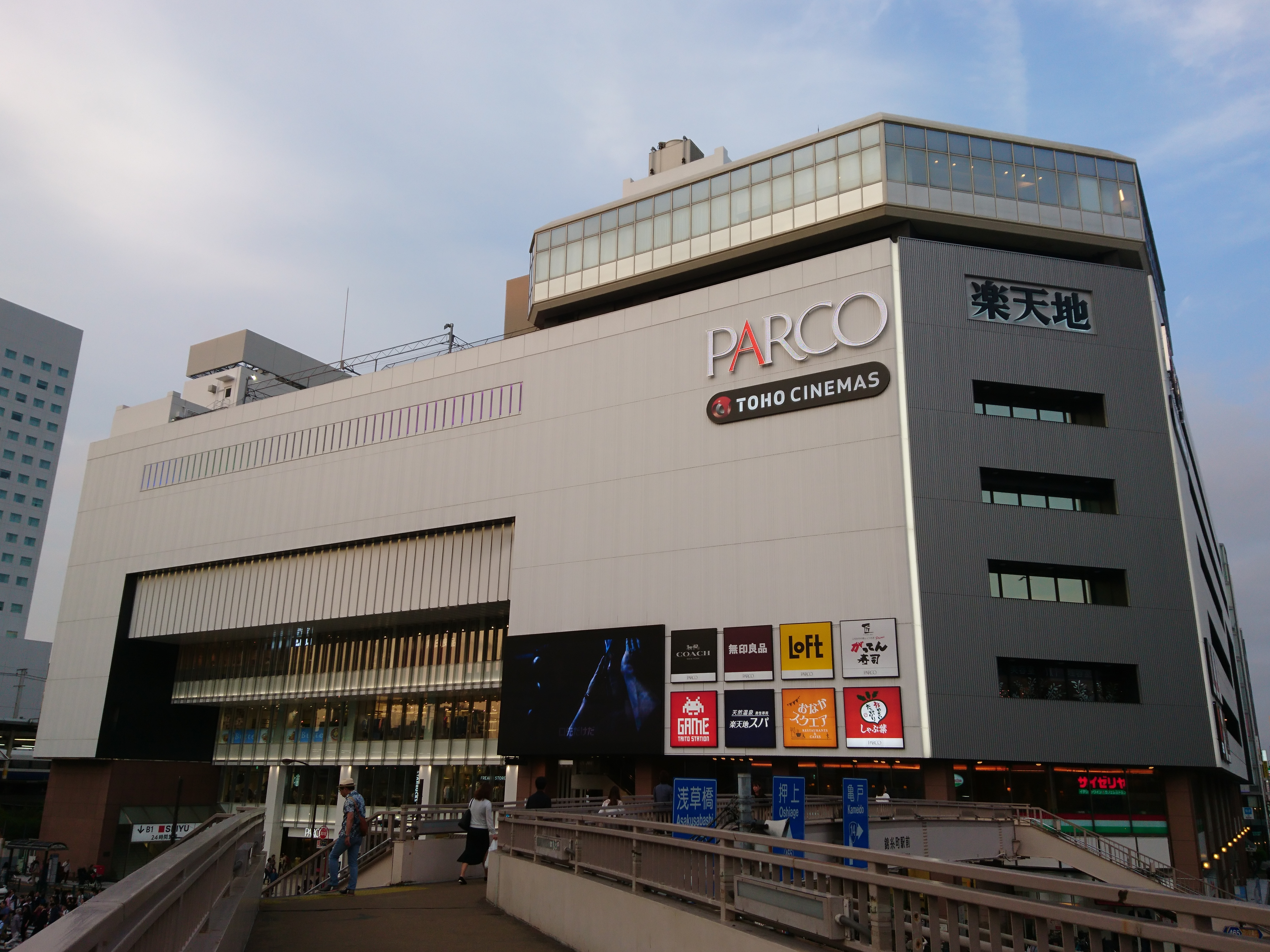
錦糸町PARCO
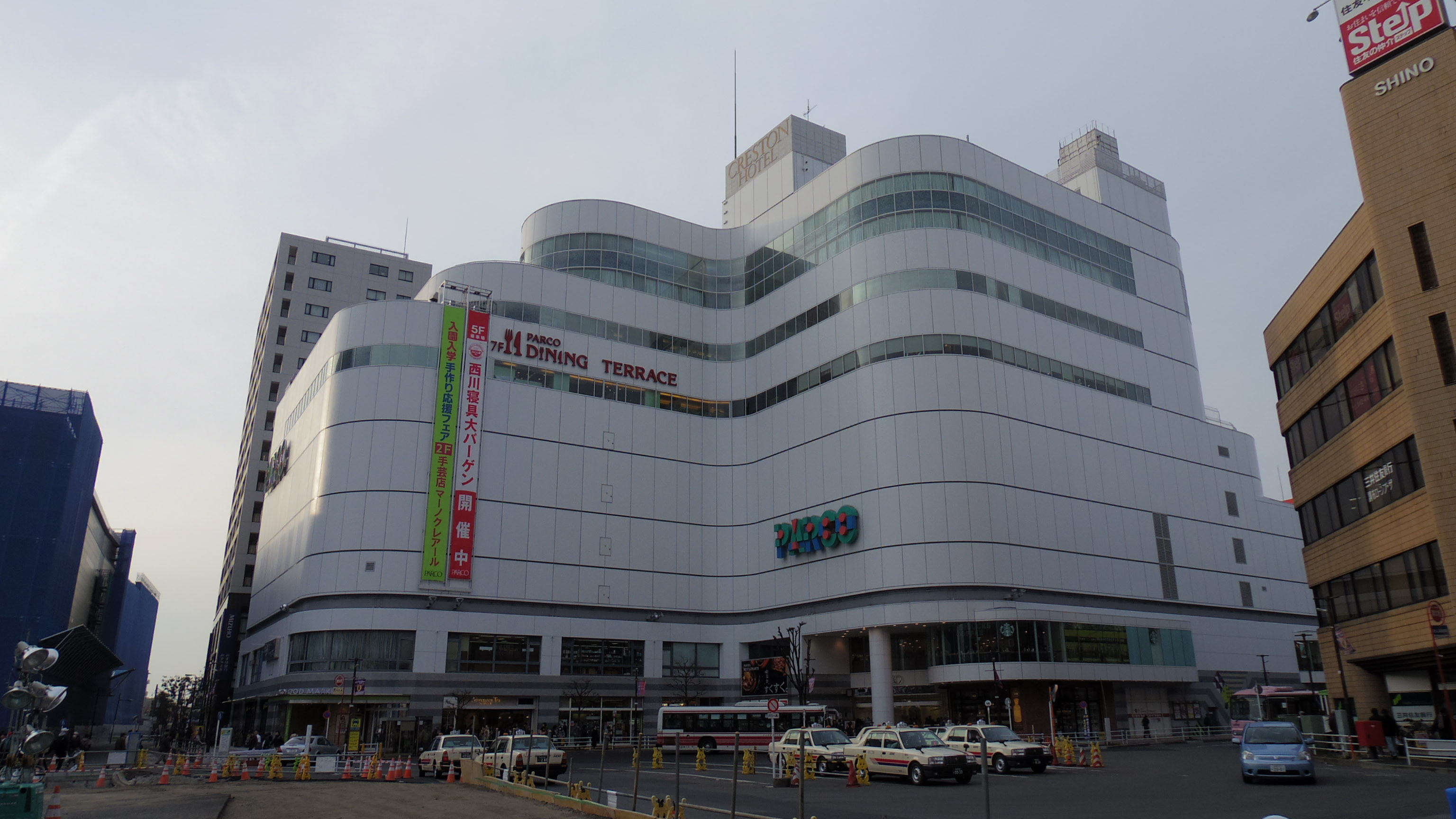
調布PARCO
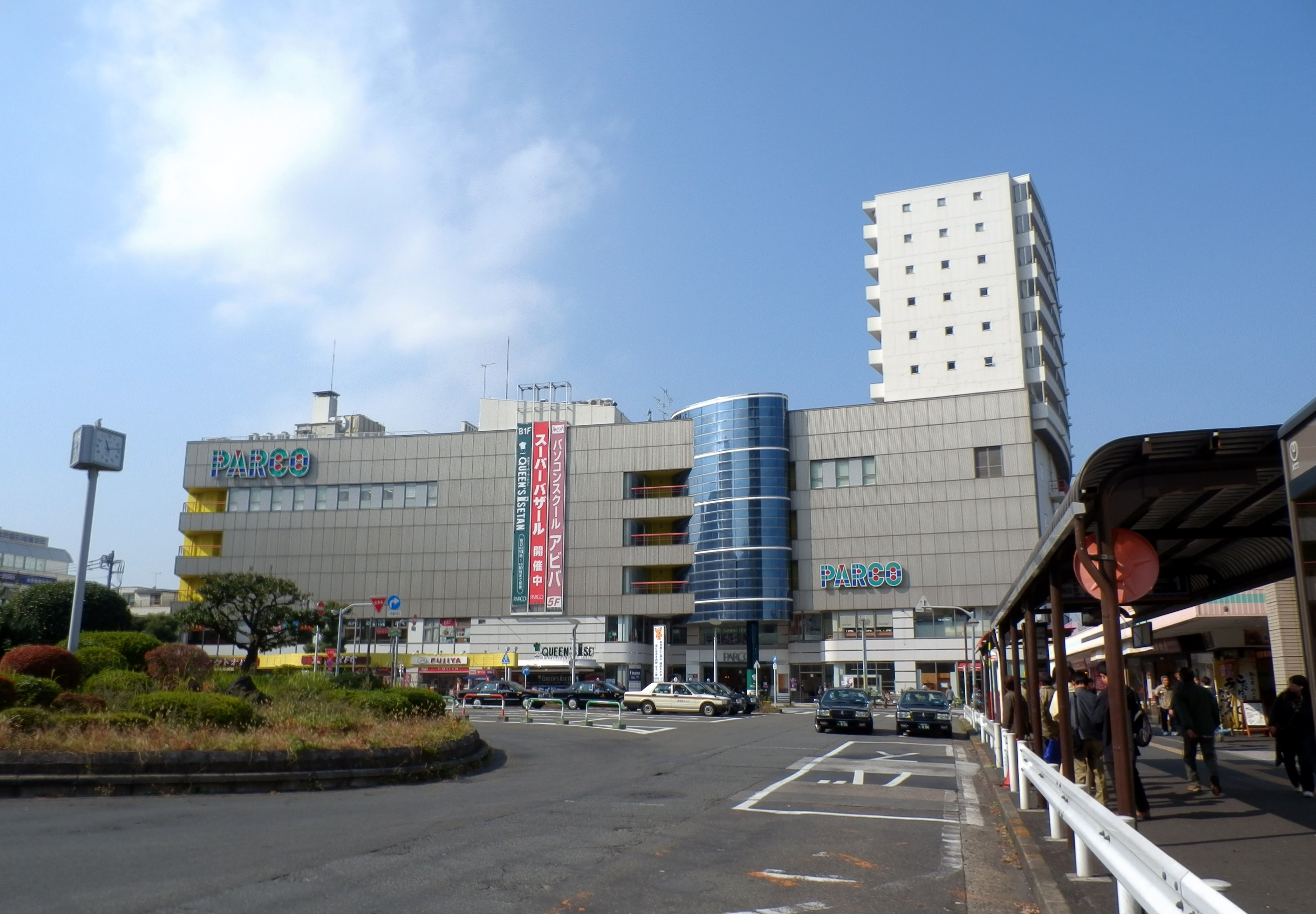
ひばりが丘PARCO
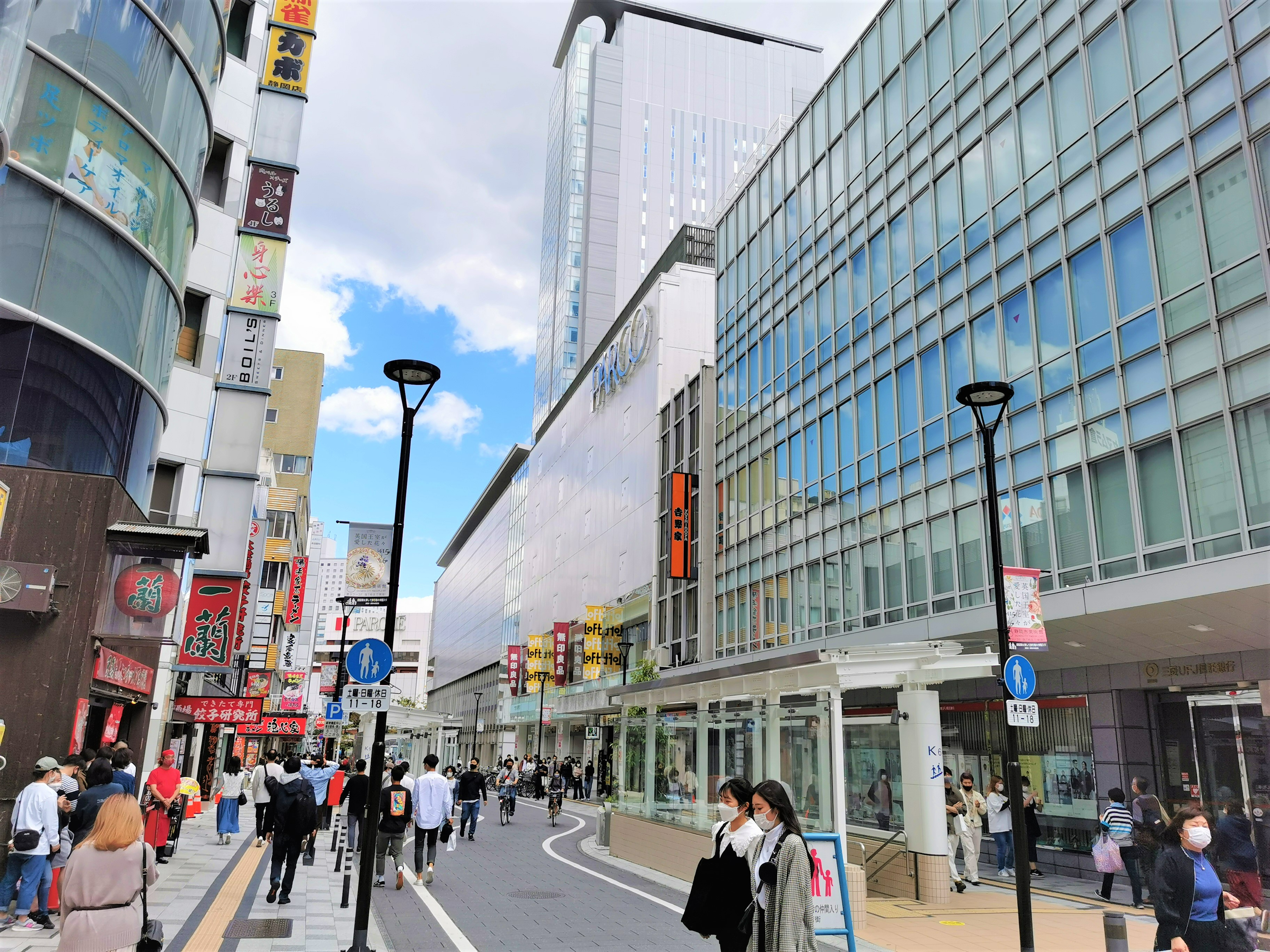
静岡PARCO
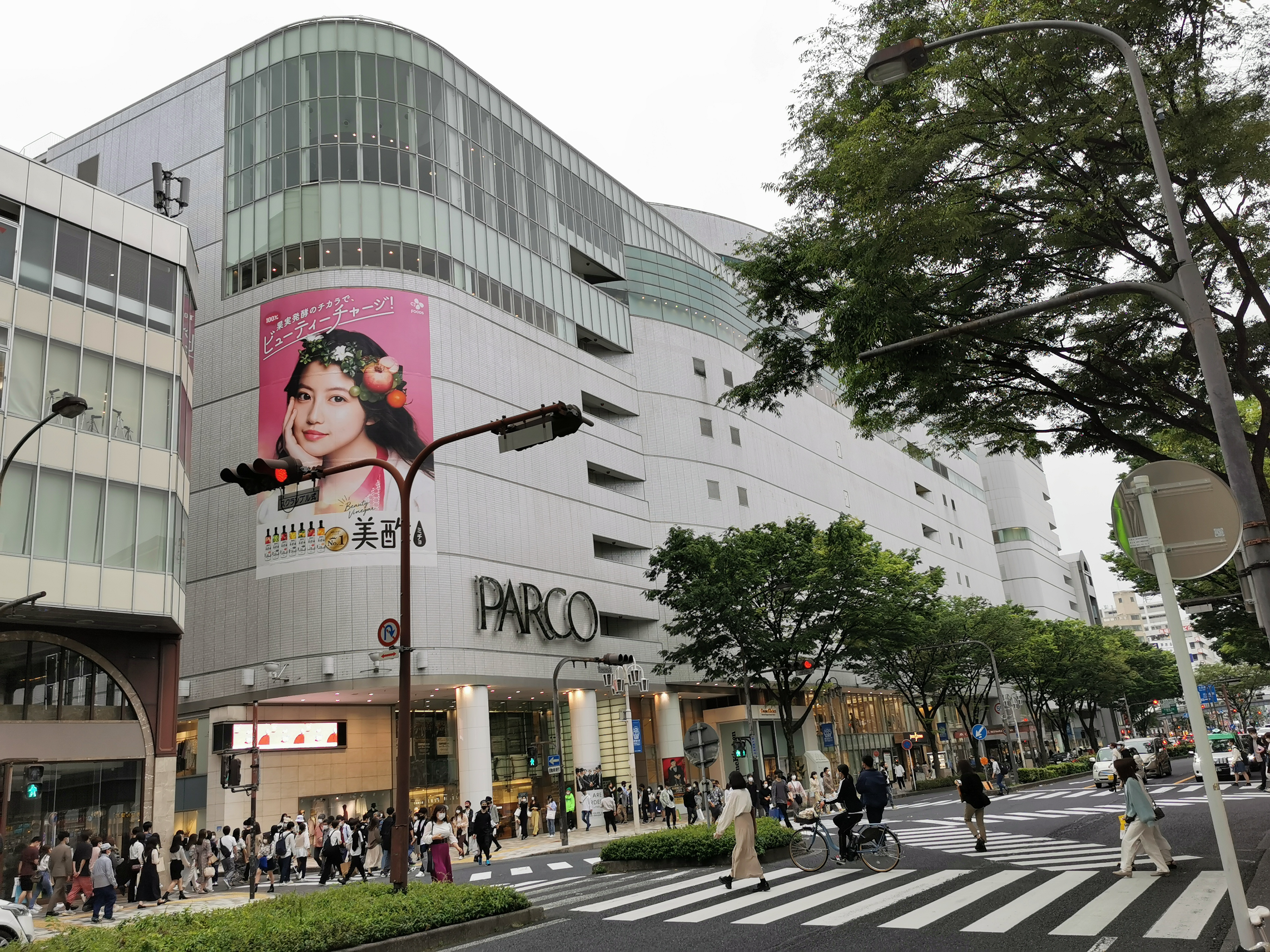
名古屋PARCO西館
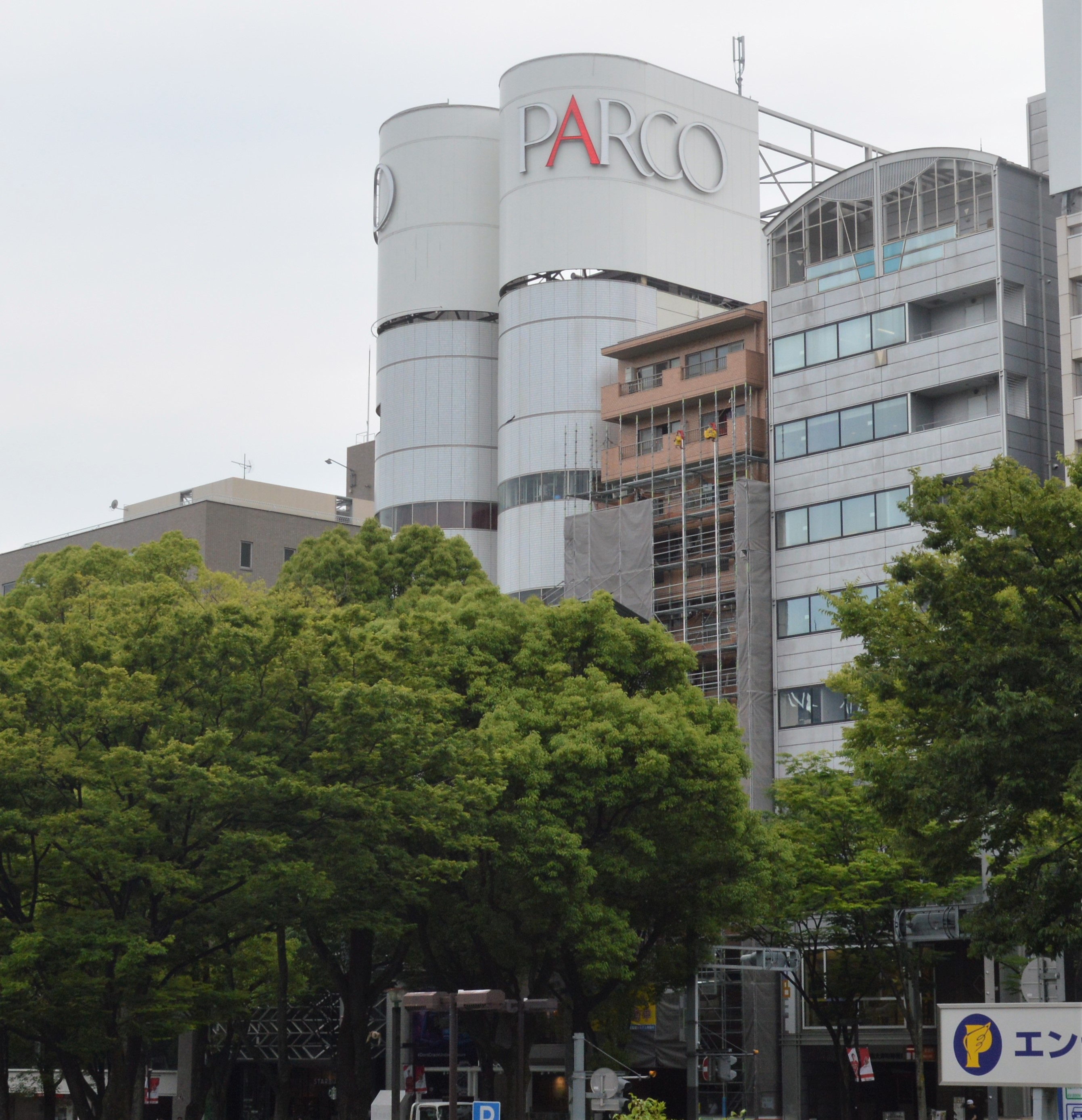
名古屋PARCO東館
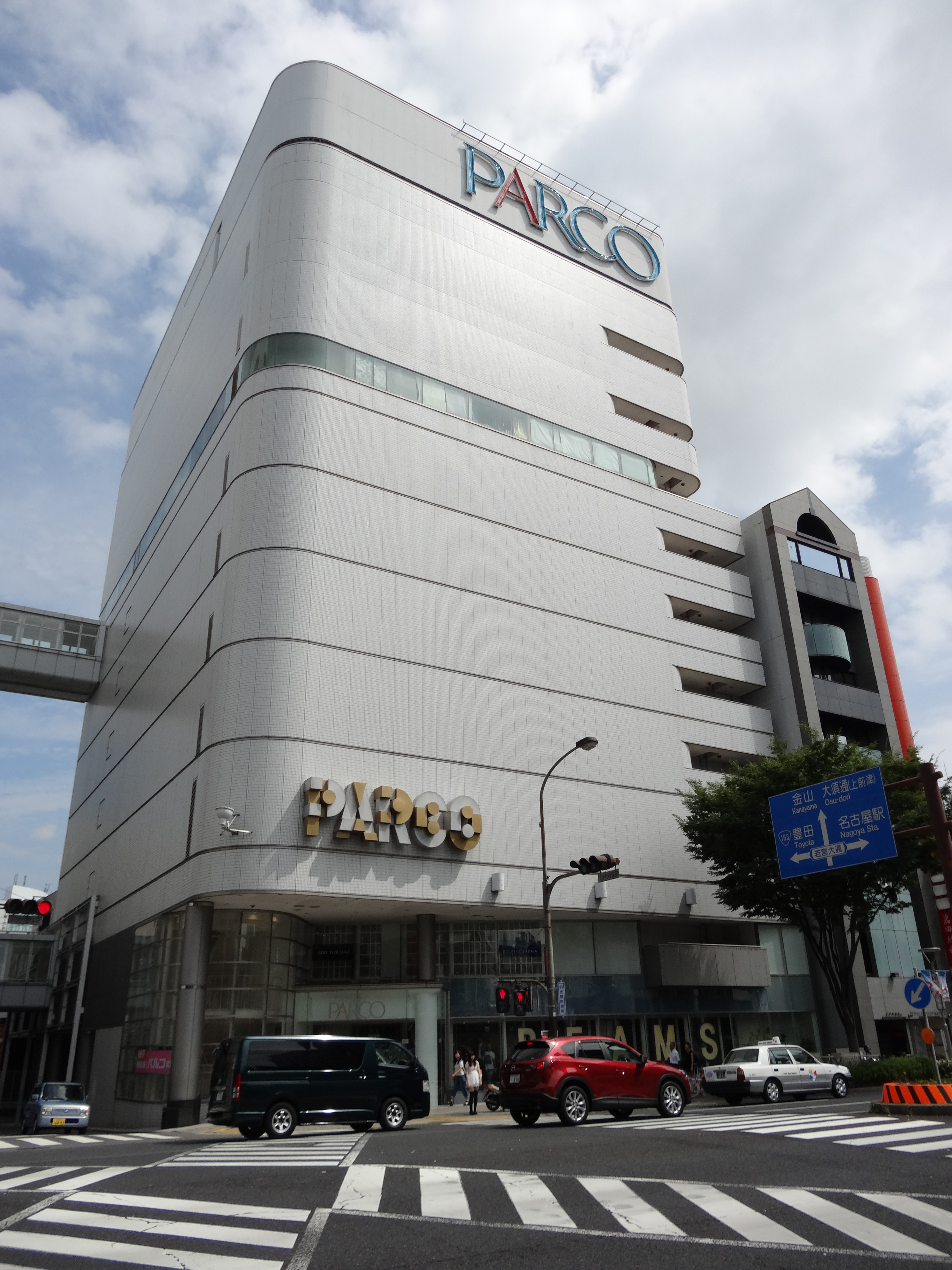
名古屋PARCO南館
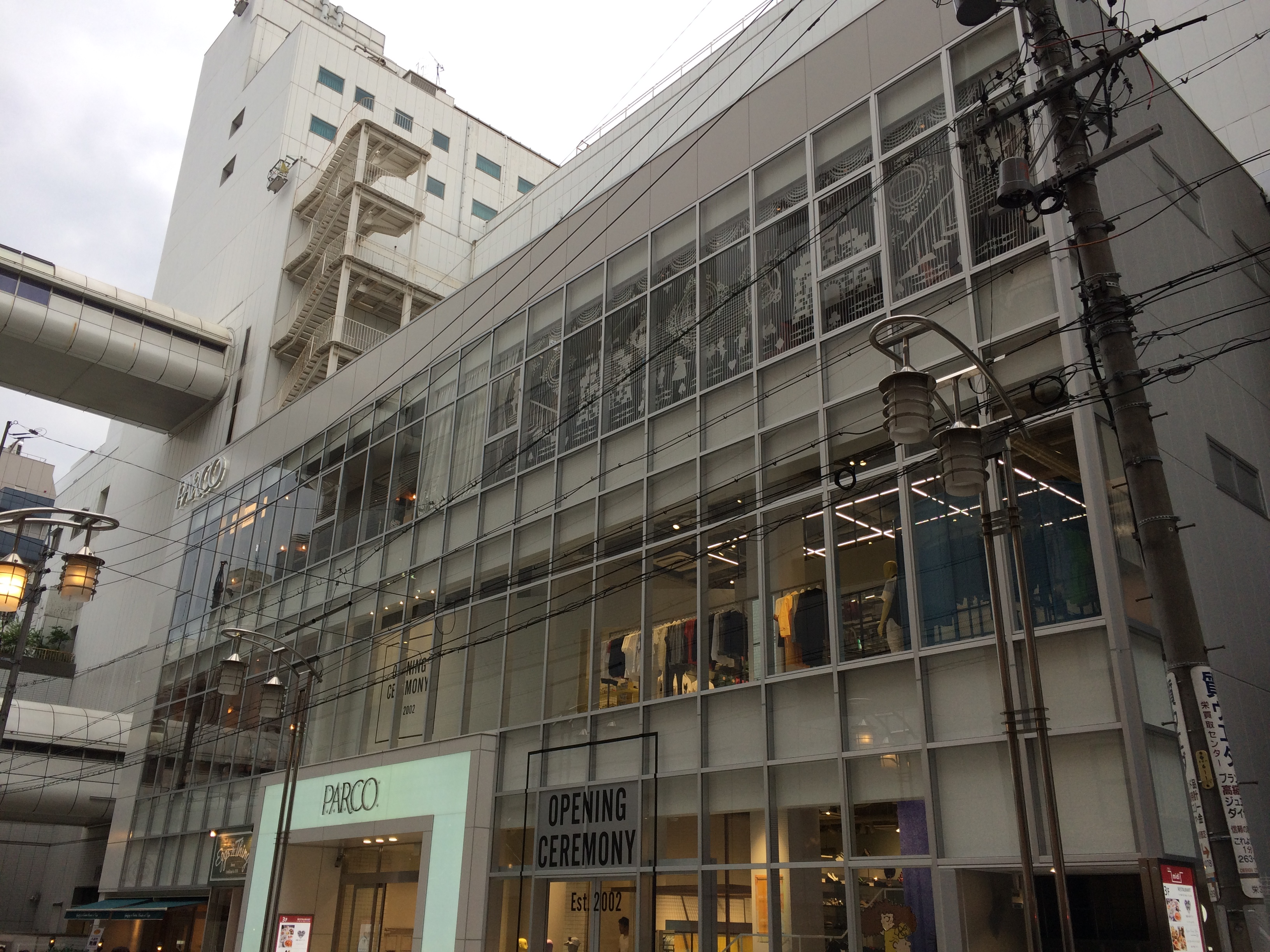
名古屋PARCO midi（パルコミディ）
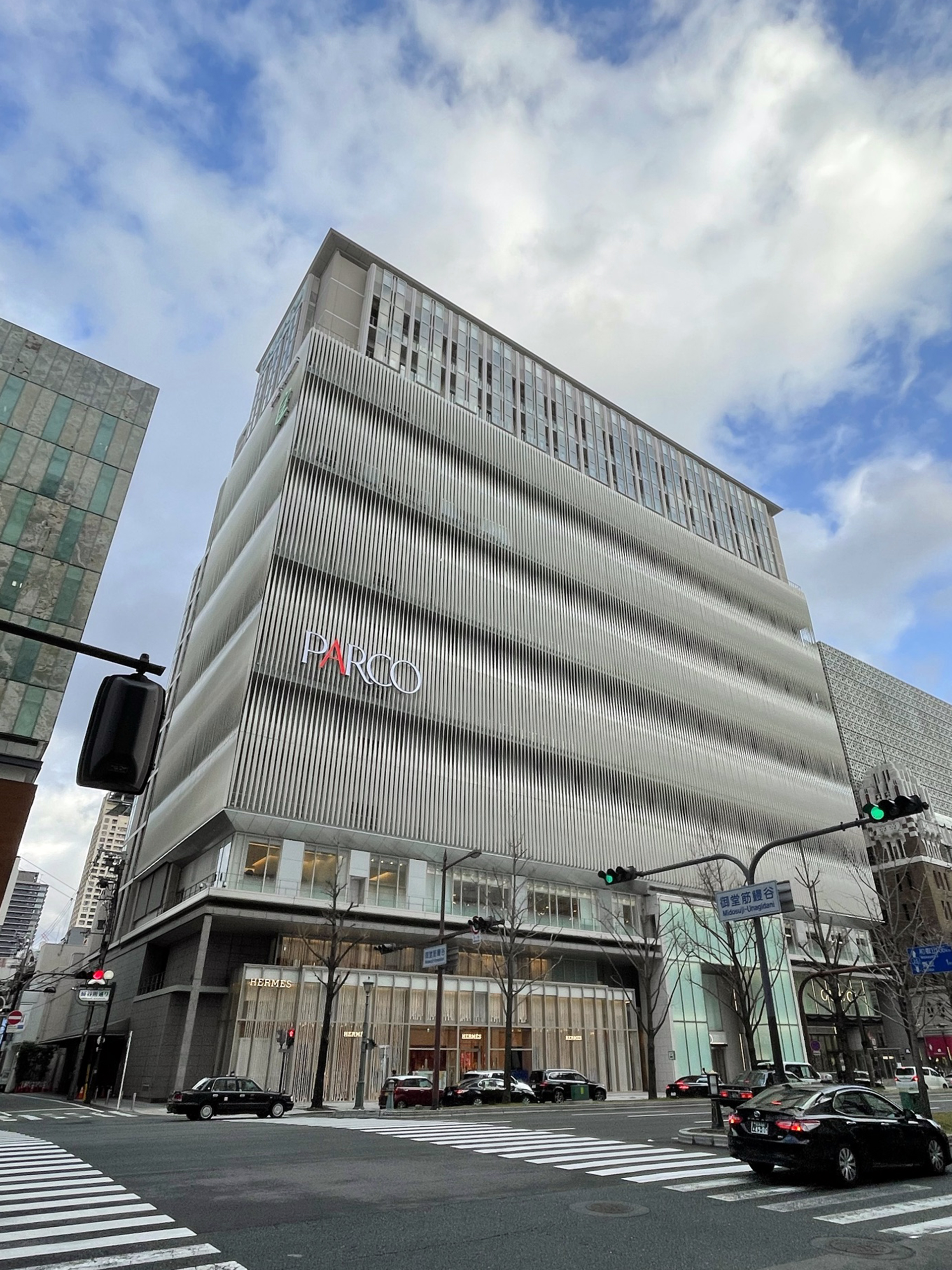
心斎橋PARCO（2代目店舗）
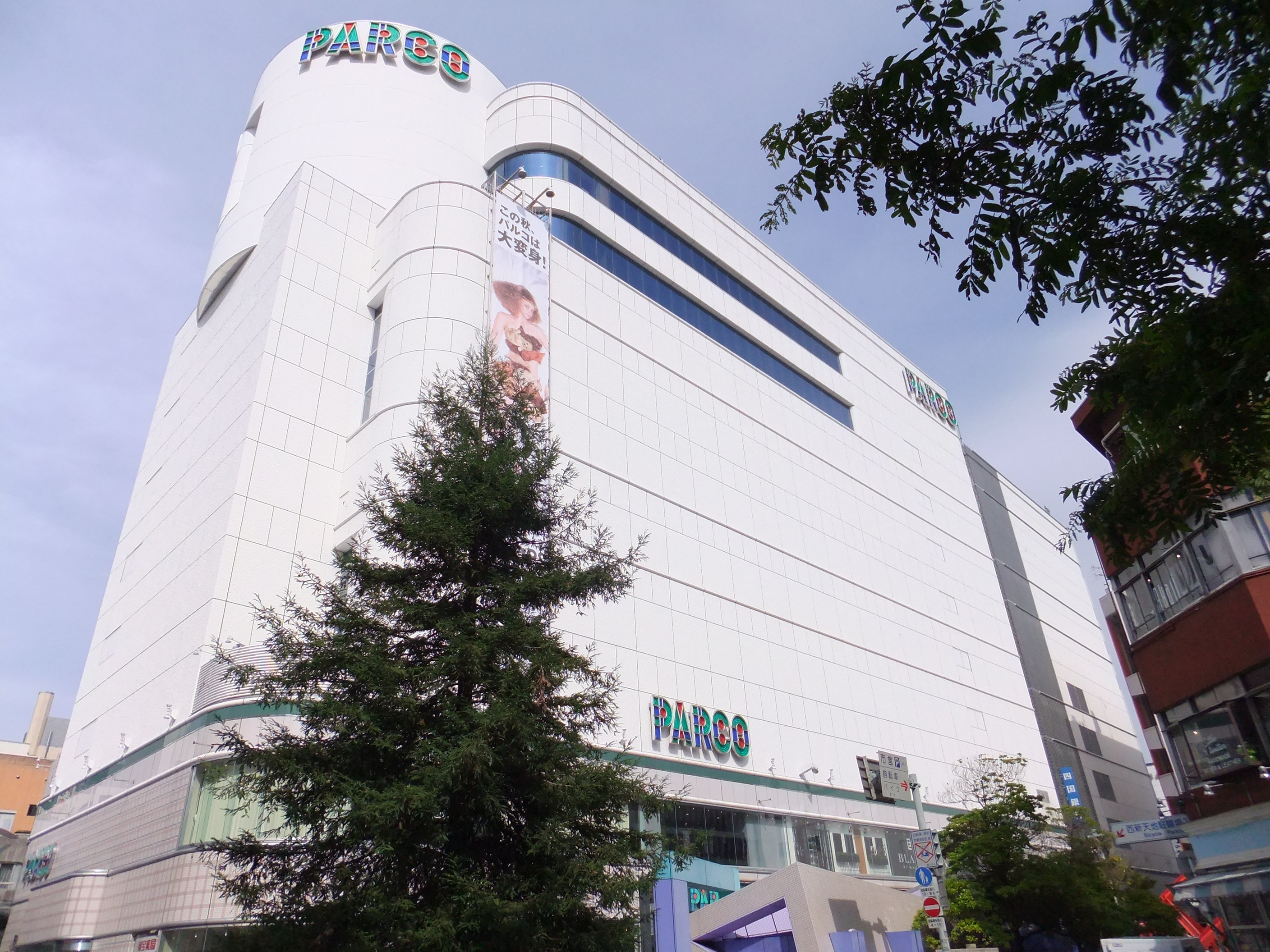
広島PARCO本館
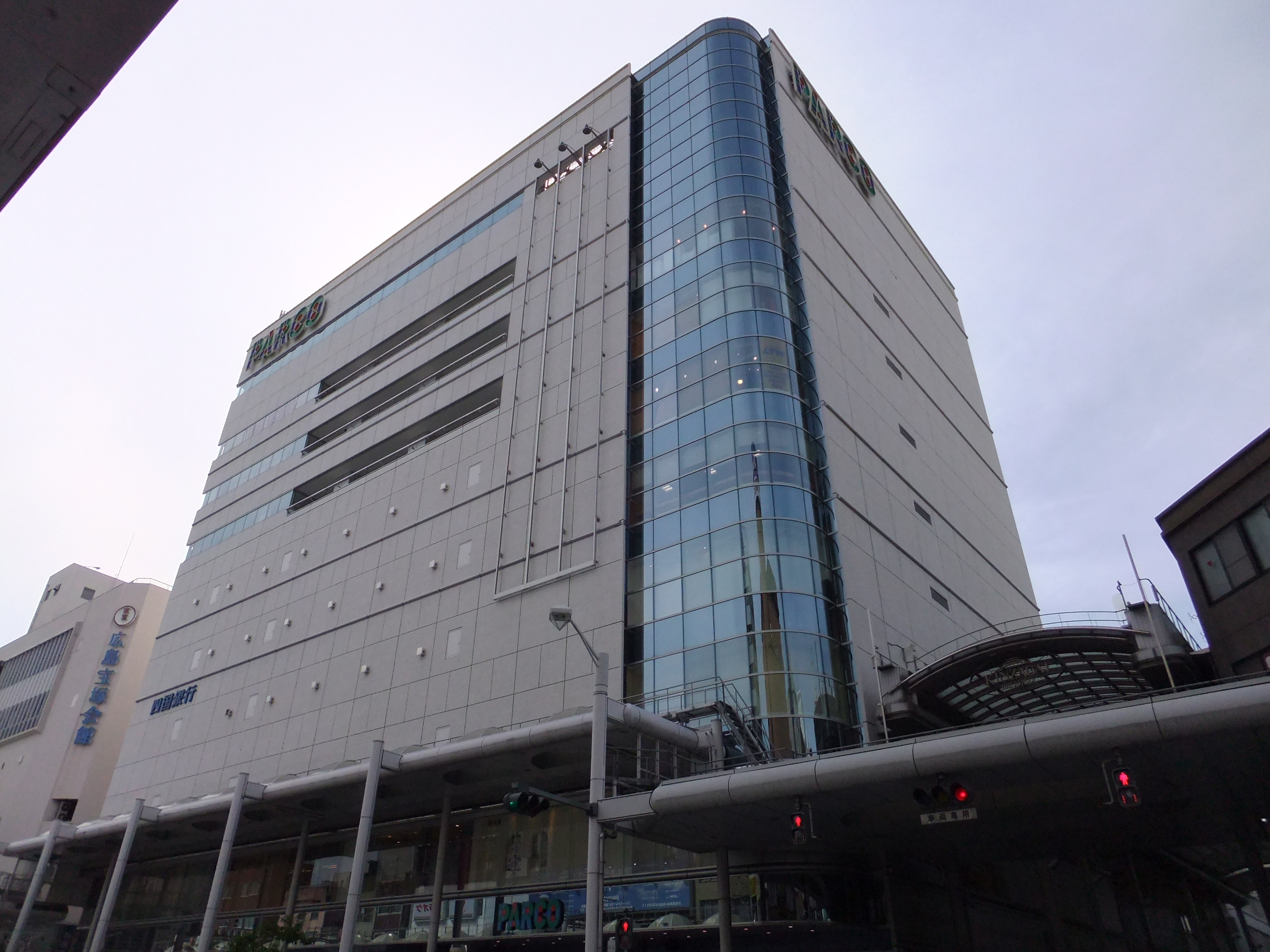
広島PARCO新館
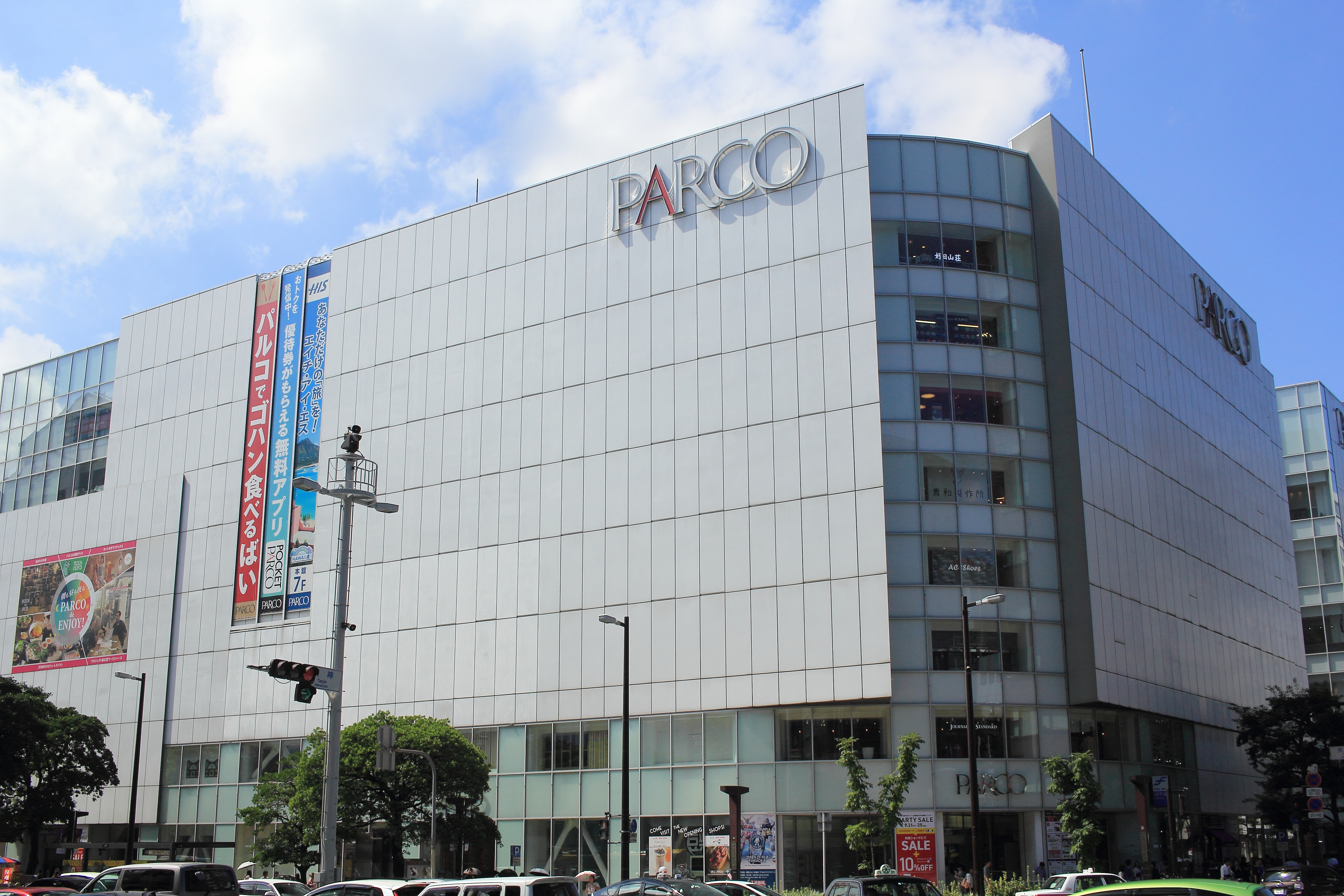
福岡PARCO本館
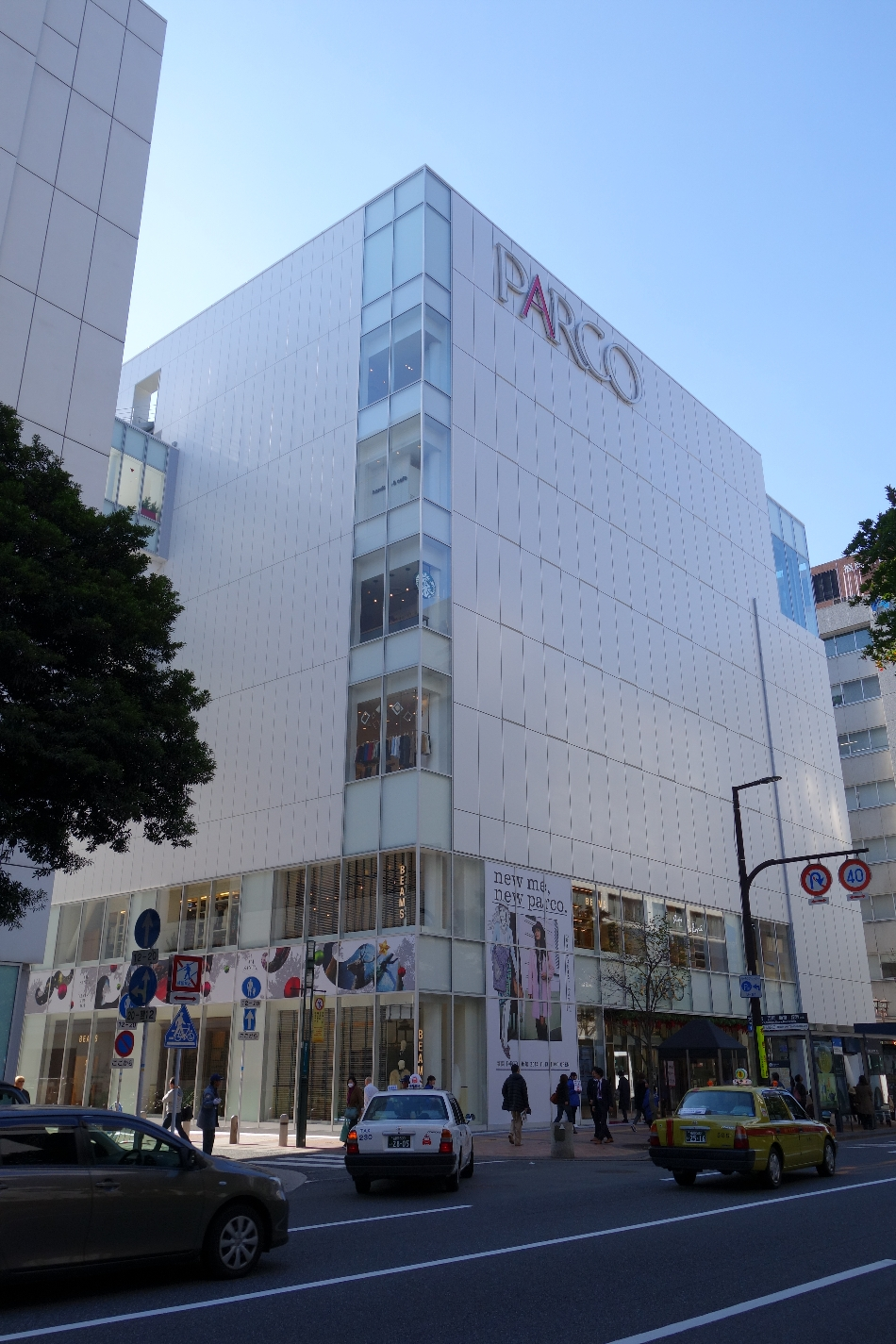
福岡PARCO新館
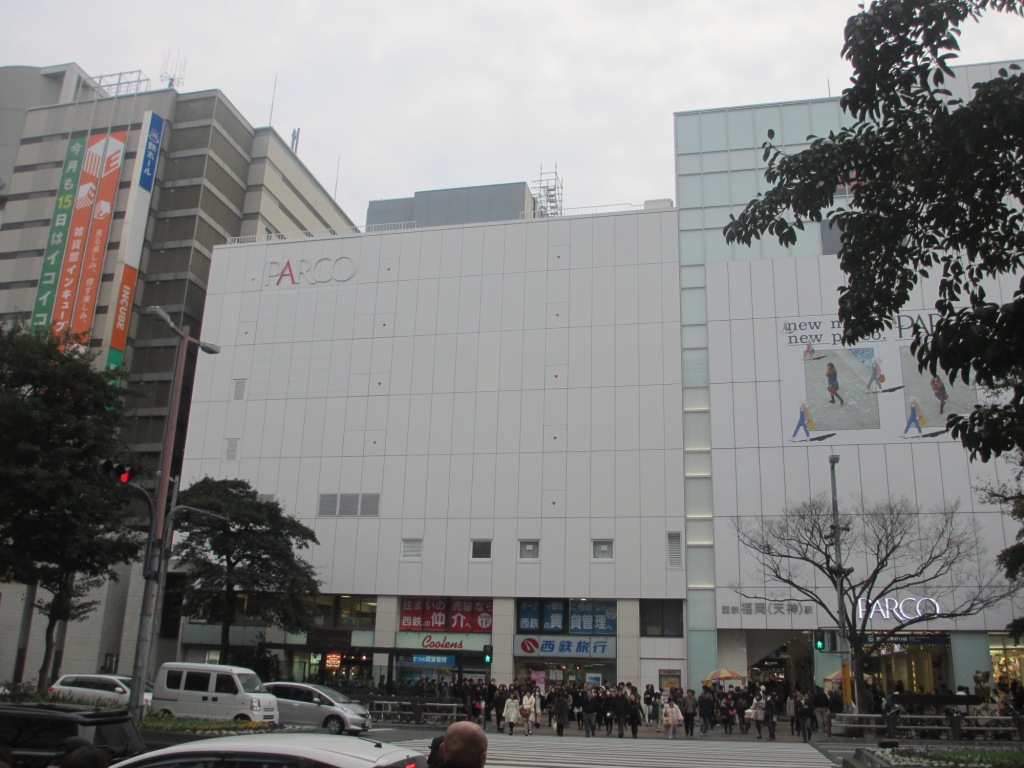
福岡PARCO本館増床部

#### 北海道
札幌PARCO
札幌市中央区。1975年8月24日開店。札幌市の中心市街地である大通地区に位置している。最寄駅は地下鉄の大通駅。
旧富貴堂書店（のちに札幌PARCOにテナント入居し、パルコの完全子会社となる。旭川市にある同名書店チェーンとは別会社）札幌本店初代店舗跡地に建設。

#### 東北地方
仙台PARCO
仙台市青葉区。2008年8月23日開店。仙台駅西口に位置している。
仙台マークワンの地下1階から地上9階部分を所有。
仙台PARCO2は、2016年7月1日に開店。シネマコンプレックス「TOHOシネマズ仙台」を併設。

#### 関東地方
浦和PARCO
さいたま市浦和区。2007年10月10日開店。埼玉県及びさいたま市の行政の中心である浦和駅の東口に位置している。
ストリームビルの地下1階 - 地上7階に入居。単体ビルではパルコ最大の規模。2017年7月31日まで、現在の同じくJ.フロント リテイリング傘下の大丸がテナント（食品フロア）として入居していた。
池袋PARCO
東京都豊島区。1969年11月23日開店。2館体制。池袋駅東口に位置している。
本館  旧・東京丸物百貨店を業態転換したパルコ第1号店であり、株式会社パルコの登記上の本店所在地でもある（本社事務所は渋谷区神泉町に所在する）。2015年6月から9月にかけて、外壁の改修が行われ、白を基調としたデザインに一新し、映像装置（大型ビジョン）も設置された。
隣接するヨドバシHD池袋ビルの前身であった西武池袋本店（旧西武百貨店→そごう・西武）とパルコの親会社J.フロント リテイリングは同業他社で現在は資本関係はないが、元々同じセゾングループであり、そごう・西武がフォートレス・インベストメント・グループに売却された2024年現在でも両者のフロアは連絡階段で繋がっている。
P'PARCO（ピーダッシュパルコ） 1994年3月10日に開店。地下1階地上8階建て。
ウイ・ロードのたもとに建てられた別館。池袋は百貨店が多く、20代後半以上の大人客の開拓は進んでいたが、それ以下の年齢層の取り込みが遅れていた。そこで、20代前半の団塊ジュニアや、10代後半をメイン客層に想定し、別館をオープンさせた。営業面積は5,012㎡。ネーミングのP'は"alternative"もう一つのパルコ、新しいパルコを表している。2014年10月にリニューアル・オープン。新たに「ニコニコ本社」および「EVANGELION STORE TOKYO-01」が入居した（いずれも原宿地域からの移転）。「ニコニコ本社」は2019年7月31日をもって営業終了。
PARCO_ya上野
東京都台東区。2017年11月4日開店。御徒町駅西口に位置している。
2014年3月に閉店した松坂屋上野店南館を、23階建の複合高層ビル（上野フロンティアタワー）に建て替えるのに伴い、新ビルの1-6階に入居。なお、同ビル地下1階には松坂屋上野店の売り場の一部、7-10階にはTOHOシネマズ、12-22階にはオフィスが入っている。コンセプトは「ちょっと上の、おとなの、パルコ。」。
吉祥寺PARCO
東京都武蔵野市。1980年9月21日開店。吉祥寺駅北口に位置する。
高度経済成長期になると都心に近い吉祥寺は、大規模な公団住宅が誕生するなど住宅地化が加速し、駅周辺は商業地としての役割が高まっていった。パルコが開店した"平和通り"は戦前期から商業が発達し、戦後にはアーケードが架けられた。1980年頃から再開発事業の一環となる工事でアーケードは撤去され、少しS字を描いていた通りは拡幅・直線化・歩道の整備がされた。1980年に完成した共同ビルの核テナントとして「吉祥寺パルコ」が開業した。開業当初からのテナントで地下2階で開店した、1号店で旗艦店でもあった「パルコブックセンター」は2018年に閉店している。地下2階・地上8階・店舗数約80・店舗面積約10.000㎡。
渋谷PARCO
東京都渋谷区。渋谷駅から徒歩数分のNHK首都圏局などが立ち並ぶ渋谷公園通り沿いに位置している。渋谷カルチャーの代名詞的存在であり、パルコの旗艦店にあたる。
別業態のZERO GATEを含めると2館体制。過去には4館体制であった。
1973年6月14日に「part1」が開店。当初は株式会社東京パルコによる運営で、1974年3月吸収合併。店内9階に「西武劇場」(1985年に「PARCO劇場」に改名）を併設。
1975年12月5日に「part2」が開店したが、ビルの耐震不足から2007年末をもって休業。その後再開することなく2011年4月6日に閉店している。詳細は、「過去の店舗」の項で後述。
1981年9月10日に「part3」が開店。店内8階に多目的スペース「SPACE PART 3」（1999年に映画館「シネクイント」に改装）を併設。
1983年6月に小型ショールームビル「SR6」が開店。
1988年6月28日に「QUATTRO by PARCO」が開店。のちに4階・5階のライブハウス「渋谷CLUB QUATTRO」のみを残して閉店。詳細は「過去の店舗」の項で後述。
2016年8月7日をもって、建て替えのため「part1」「part3」の営業を終了した。
2019年11月22日に「part1」と「part3」を統合して「渋谷 パルコ・ヒューリックビル」に建て替え、リニューアルオープンした。
「渋谷ZERO GATE」については別項で後述。
錦糸町PARCO
東京都墨田区（楽天地ビル内）、2019年3月16日に開店。JR総武線錦糸町駅の南側に位置している。
錦糸町エリアは東京都市計画で"副都心"拠点の位置づけで、産業・文化・娯楽などの機能が集積している。西友が運営していた「LIVIN錦糸町店」が2017年に撤退した跡地（地上1 - 7階）と別館（地上3 - 6階）部分を賃借し、約26億円が投資されて核テナントとして出店した。1階から7階の総賃貸面積2万2900㎡に105店のテナントを集めた。最上階の7階は、生活インフラとなる郵便局・クリニックモール・サテライトオフィスなどサービス機能が集積し、地域の生活に密着した施設構成としている。クリニックモールの導入はパルコでは初の試みで、子ども連れの従業員や周辺住民、駅利用者が病院を利用しやすい環境を整えることで、ワンストップで便利なサービスが利用できるテナント構成とした。地下1階では24時間営業で、西友の食品スーパーが出店している。
調布PARCO
東京都調布市。1989年5月25日開店。京王線調布駅北口に位置している。
月賦百貨店の緑屋（現在のクレディセゾン）跡地。旧甲州街道を隔てて同じく旧セゾングループの西友調布店（1971年開店）と並び立つ。
調布PARCO開業以来、6階で映画館「パルコ調布キネマ」が営業しており、調布市在住で名誉市民の水木しげる夫妻をモデルとした映画『ゲゲゲの女房』も上映されたが、2011年9月11日をもって閉館した。
2004年4月1日、開業15周年を迎えて店舗の50%を改装する大規模リニューアルがグランドオープン。エントランス2階部分が吹き抜けになり、一部のエレベーターが通過するようになった。
2014年5月25日、開業25周年を記念して『ゲゲゲの鬼太郎』とのコラボレーション企画を行った。また調布市が2016年から毎年、11月30日の水木しげるの命日前後に行う「ゲゲゲ忌」にも、特設ショップ出店やパネル展示などで参加している。
VISAプリペイドカード「パルコプリカ」の現金チャージ機は、調布PARCOと福岡PARCOの2店のみに設置されていた。2016年12月1日の「パルコプリカ」サービス開始時には、調布PARCO限定で『ゲゲゲの鬼太郎』デザインのパルコプリカを無料配布した。なおパルコプリカは2021年1月31日をもってサービス終了が発表された。
ひばりが丘PARCO
東京都西東京市。1993年10月8日開店。西武池袋線ひばりヶ丘駅南口駅前に立地。
町名はひばりが丘、最寄り駅名はひばりヶ丘駅と表記ゆれがあるが、店舗名は「ひばりが丘PARCO」。
当時の保谷市が推進した「ひばりが丘駅南口地区第一種市街地再開発事業」（事業主体 住宅・都市整備公団）の一環で建設された「アリエビル」（地下2階・地上12階建て）の核テナントとして出店したもので、6階以上の上層階には49戸の住宅も併設されている。住宅ビルへの出店は初であり、9名の地権者等が設立した「アリエ」から一括賃借するという形をとった。駅前広場を隔てて西友ひばりヶ丘店（1978年開店）と並び立つ。
生活密着型をコンセプトに、ひばりが丘の3キロ30万人商圏の40～50歳代のミセスおよびそのジュニアをターゲットとし、ファッションの比重を抑え、来店頻度の高い雑貨および食品を強化。デイリー&コンビニエンス性を充実させた。初年度の売上は141億円に達したが、この数字は当初の予定をかなりオーバーした数字だった。2003年9月にはビルの大規模修繕工事を行っている。「ひばりが丘 (東京都)#商業施設など」「ひばりヶ丘駅#南口」も参照。

#### 中部地方
静岡PARCO
静岡市葵区。2007年3月15日開店。静岡駅北口に位置している。静鉄新静岡駅からもほど近い。
西武百貨店静岡店跡（田丸屋ビル）を大幅に改装し開店。
テナント数は101店舗。
名古屋PARCO
名古屋市中区。4館体制（別業態のZERO GATE業態も含めると5館体制）。名古屋市最大の繁華街である栄地区に位置しているが、接続駅は栄駅から一駅南側の矢場町駅となる。松坂屋名古屋店と隣接しており、メインストリートである大津通や久屋大通に面している。長らくパルコ全店で売上高が最大であったが、東京・大阪・福岡に比べ名古屋へのインバウンドの波及効果が低い事もあり、2024年2月期では旗艦店の渋谷パルコが売上高最大の店舗となった。同じく売上高の伸び率が高い浦和店、福岡店、心斎橋店などにも売上高で迫られている。
1989年6月29日に西館・東館が、1998年11月6日に南館が開店した。
2014年7月、名古屋PARCOの3館それぞれに隣接する区画に建設予定の新規ビルに出店することをビル所有者のZILLION社と合意し、2015年3月27日に「名古屋PARCO midi（パルコミディ）」として開店した。名古屋ZERO GATEより小規模の、地上3階建ての商業施設である。
「名古屋ZERO GATE」については別項で後述。

#### 関西地方
心斎橋PARCO（2代目）
大阪市中央区心斎橋筋。そごう心斎橋本店そごう心斎橋本店、そして大丸心斎橋店北館として使われていた建物を改装し、2020年11月20日開店。9年ぶりに大阪・心斎橋にパルコが復活し、関西唯一の店舗となった。地下鉄心斎橋駅直結。心斎橋筋商店街や御堂筋に面している。
当初は2021年春に開業予定であったが、前倒しされた。渋谷パルコ、浦和パルコ、名古屋パルコ、福岡パルコと並ぶ旗艦店とされる。各階の連絡通路で大丸心斎橋店本館と直結している。渋谷PARCO同様に、通常ファッションビルには出店しないような国内外のラグジュアリーブランド・デザイナーズブランドが多数出店しており、関西初出店のテナントも多い。6階はゴジラ・ストアやカプコンストアといったカルチャーを発信している。無印良品、ハンズも入居している。2021年3月16日に「イオンシネマシアタス心斎橋」がオープンした。
建物自体は2005年秋にもともと「そごう心斎橋本店」として竣工したもので、2009年8月末に閉店した後、土地・建物を所有する株式会社そごう・西武が隣接する大丸に売却していた。その後、大丸心斎橋店北館を経て、リニューアル工事を経て使用されている。なお、リニューアル工事によって、そごう心斎橋本店→大丸心斎橋店北館時代から外壁などが変更されている。
初代心斎橋PARCOの跡地で開業した「心斎橋ZERO GATE」については別項で後述。

#### 中国地方
広島PARCO
広島市中区。2館体制（別業態のZERO GATEを含めると4館体制）。広島市の中心市街地である紙屋町・八丁堀地区に位置している。最寄りは広島電鉄（路面電車）の八丁堀駅である。
本館は1994年4月9日開店。「金座街地区第一種市街地再開発事業（第5街区）」（キリンビヤホール広島など）の再開発ビルに入居。
新館は2001年9月21日開店。「金座街地区第一種市街地再開発事業（第6街区）」の再開発ビルに入居。
「広島ZERO GATE」及び「広島ZERO GATE2」については別項で後述。

#### 九州地方
福岡PARCO
福岡市中央区。2館体制。福岡市最大の繁華街である天神に位置し、西鉄福岡（天神）駅や地下鉄天神駅と直結している。一部店舗ではnimocaが使用可能となっている。
本館は2010年3月19日に開店。旧岩田屋本館跡地。
2013年3月、天神ハッチェリービル（旧岩田屋新館）の土地・建物を、隣接する福岡PARCOとともに学校法人都築学園から265億円で取得。福岡市地下鉄天神駅とも接続する地下3階分は現在の建物を改装の上で活用し、地上部分を6階建てビルに改築。2014年11月13日に「福岡PARCO新館」として開店した。
2015年3月19日に本館を増床した。2016年12月1日の「パルコプリカ」サービス開始時には、調布PARCOとともに現金チャージ機が設置された。

### その他新業態
カトレヤプラザ伊勢佐木
神奈川県横浜市中区、2012年2月8日開業。
2008年に閉店した「横浜松坂屋」の跡地に新規開業した。地上3階・延床面積約7.400㎡・店舗数約20、外観と内装はアール・デコ調だった「横浜松坂屋」時代の意匠を再現している。施設名の"カトレア"は「松坂屋」のシンボルフラワーに由来する。2020年9月1日に、株式会社大丸松坂屋百貨店不動産事業部からパルコに移管された。

サンエー浦添西海岸 PARCO CITY（PARCO CITY）
沖縄県浦添市、2019年6月27日開業。
地元小売業サンエーと共同で合弁会社サンエーパルコを設立し、浦添市西海岸地区に建設。施設名称を「サンエー浦添西海岸 PARCO CITY」、店舗名称を「PARCO CITY」としている。地上6階（商業フロア1F-3F）・店舗面積約60.000㎡・店舗数約250。従来の駅前・中心市街地立地のパルコと異なり、イオンモールのような車での来店をメインとしたロードサイド立地の郊外型商業施設である。

HAB@（ハブアット）
熊本県熊本市中央区、2023年4月25日開業。
2020年に閉店した「熊本パルコ」跡地に建て替えられた複合ビル"Shinsekai下通GATE"の地下1階 - 地上2階で開業、延床面積約3.500㎡・店舗数約20。3階 - 11階は星野リゾートが運営する都市型ホテル「OMO5 熊本」が営業している。

### 過去のPARCO店舗
「都市型店舗」「コミュニティ型店舗」というのは現行店舗の分類であり、店舗分類は過去に何度も変更されたため、過去の店舗についてはこの店舗分類を適用せずに記す。

#### 店舗ギャラリー

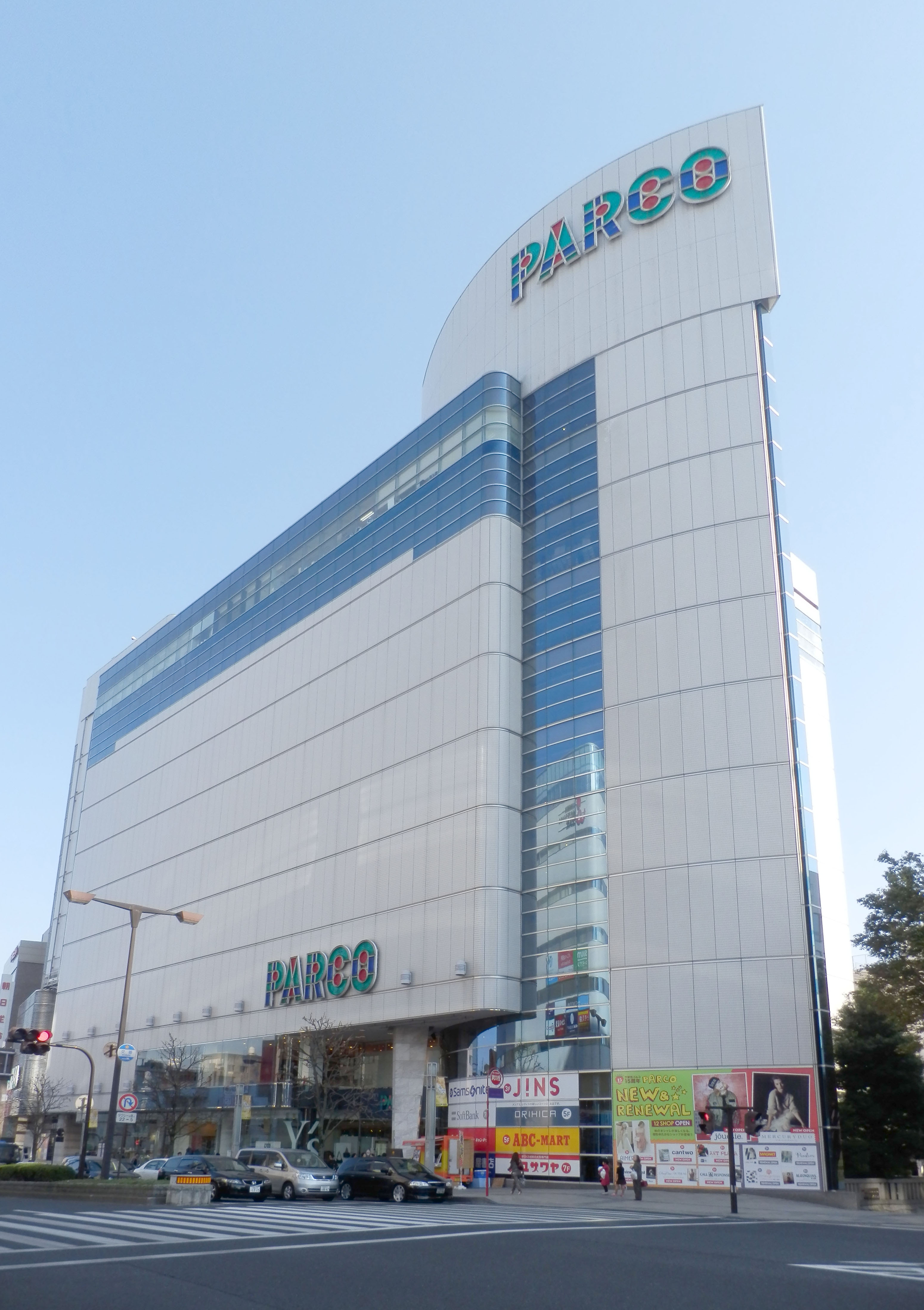
宇都宮PARCO
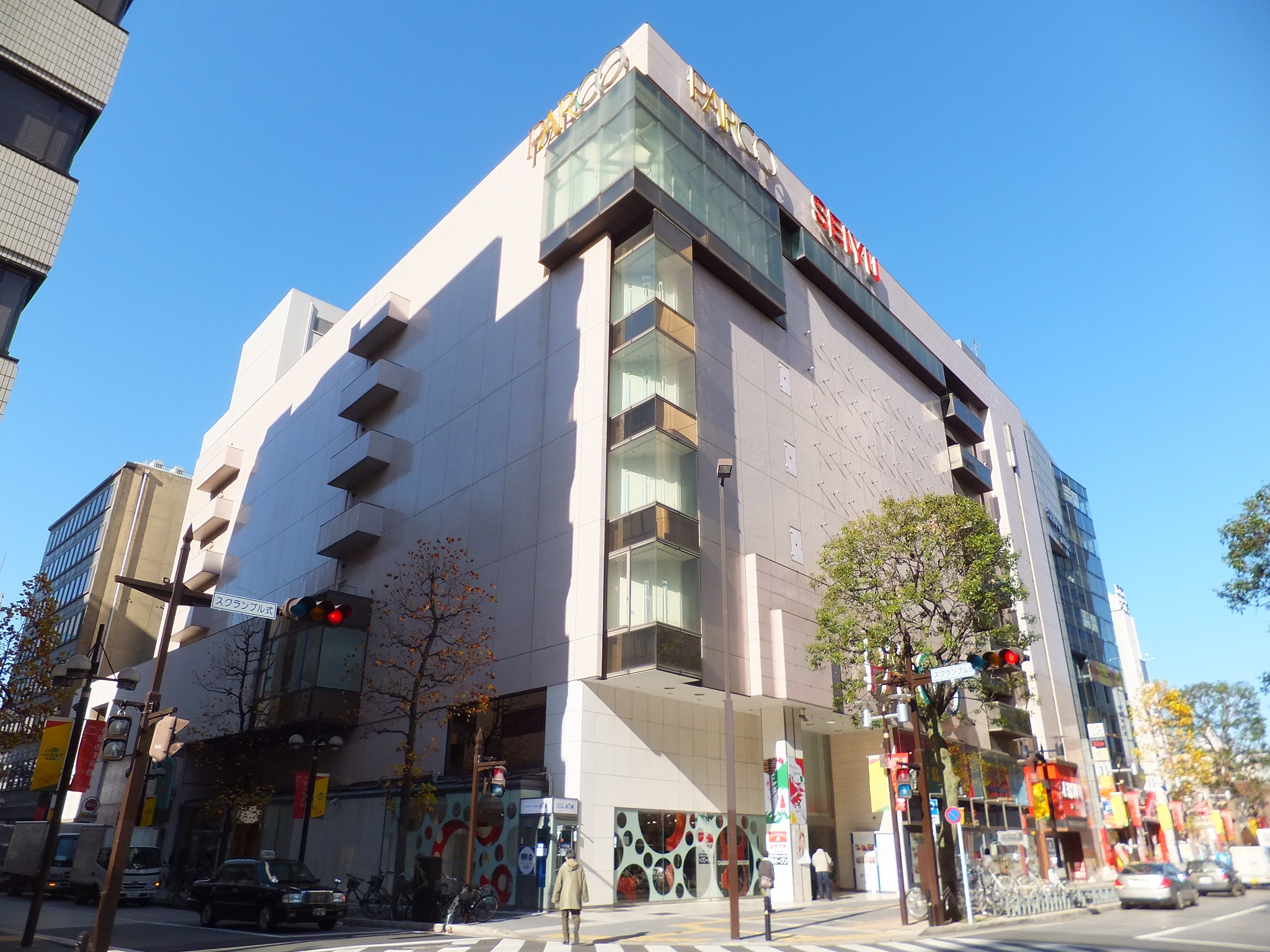
千葉PARCO
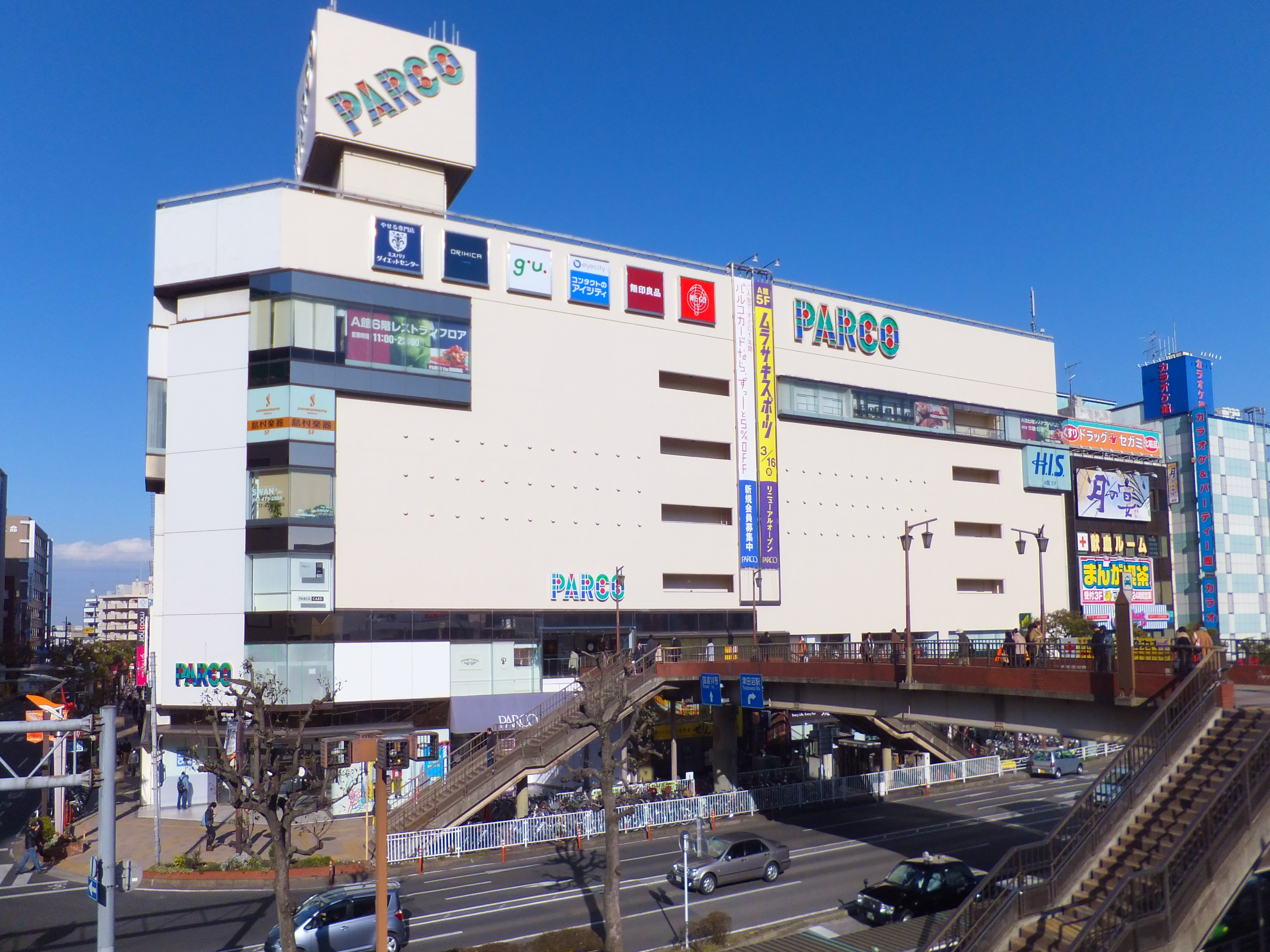
津田沼PARCO
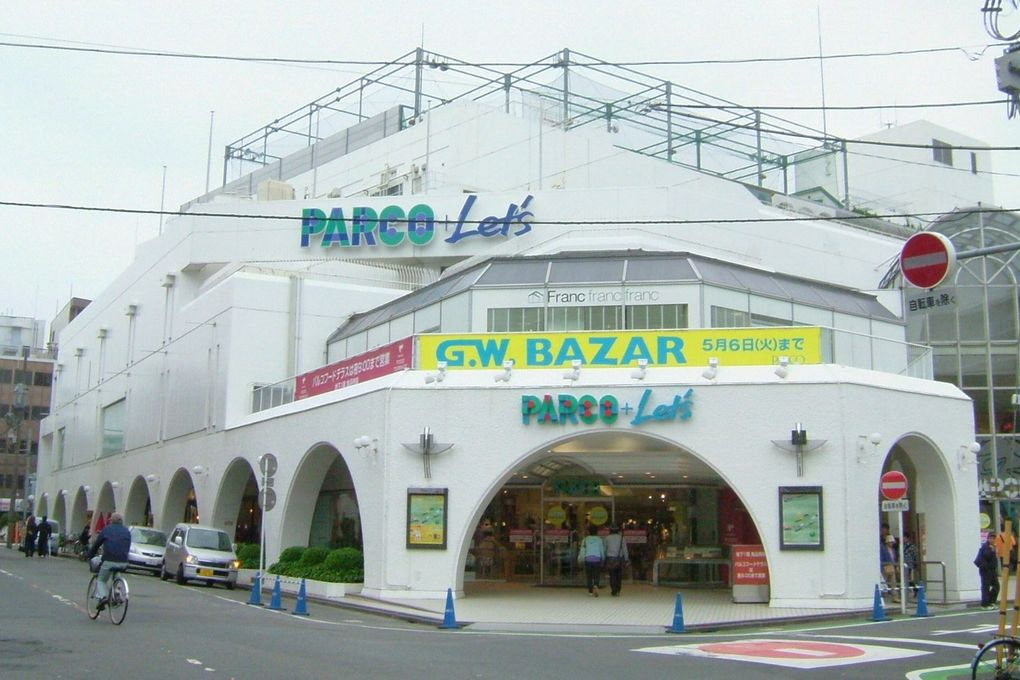
新所沢PARCO
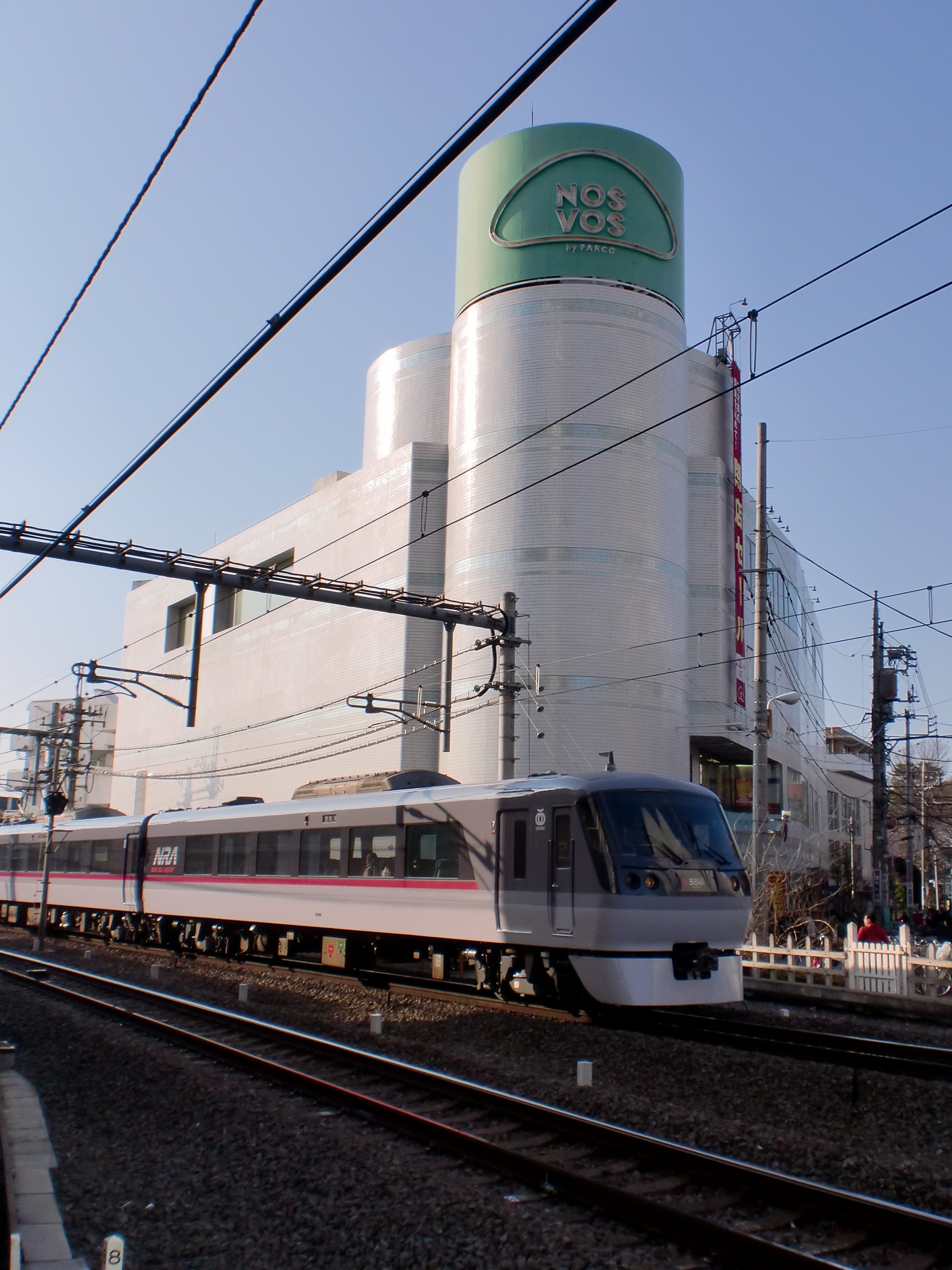
Nos Vos by PARCO
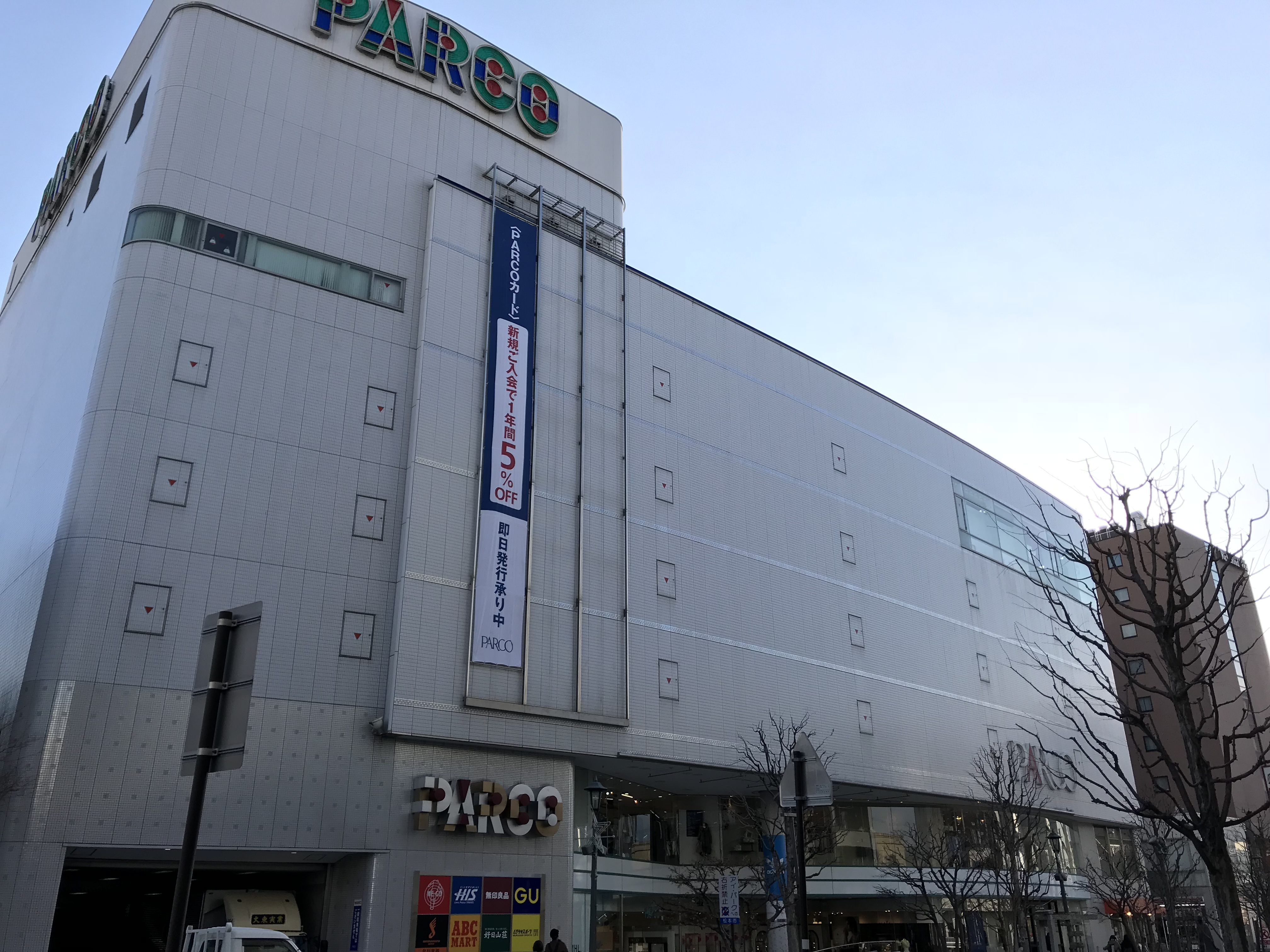
松本PARCO
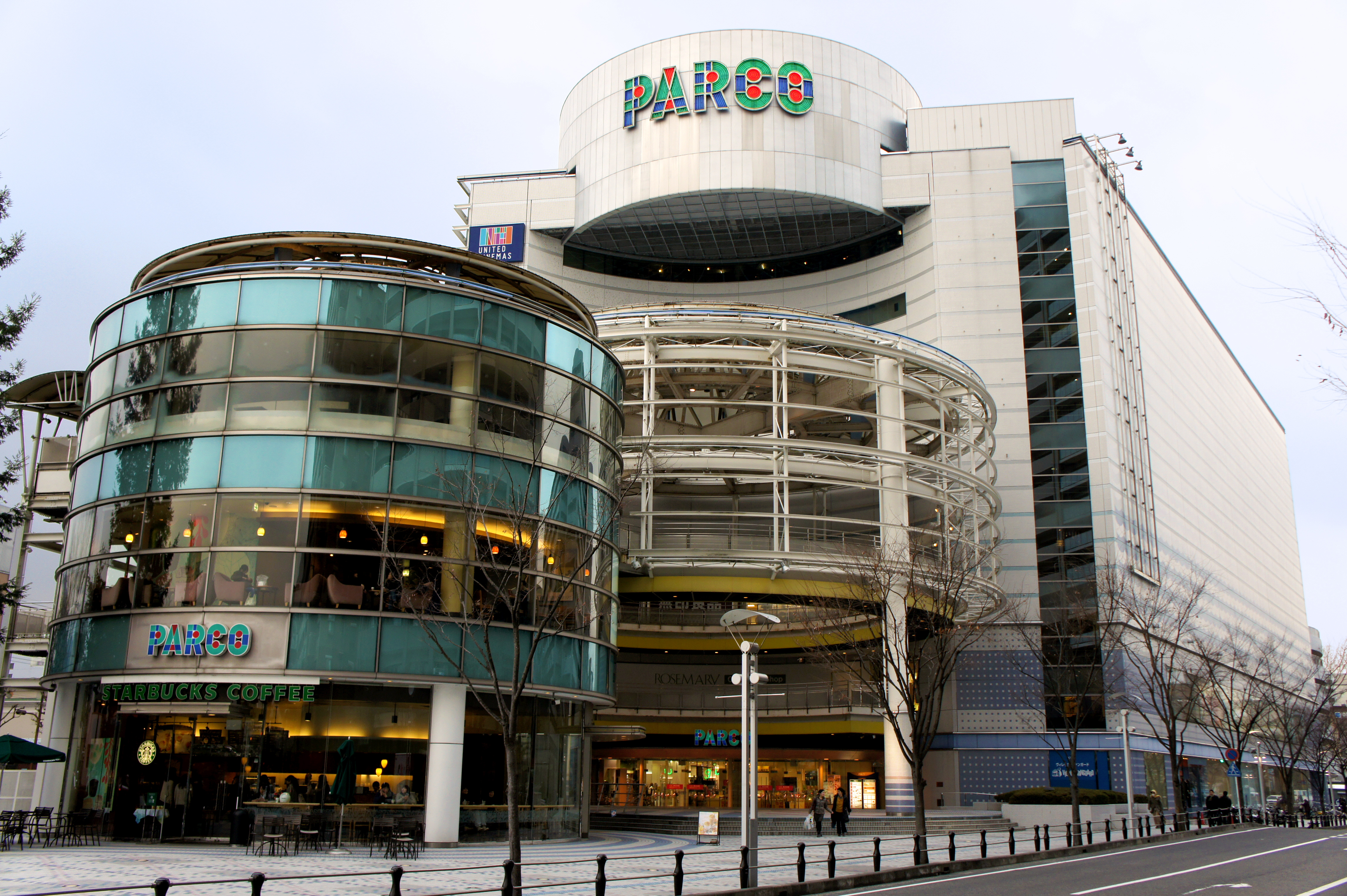
大津PARCO
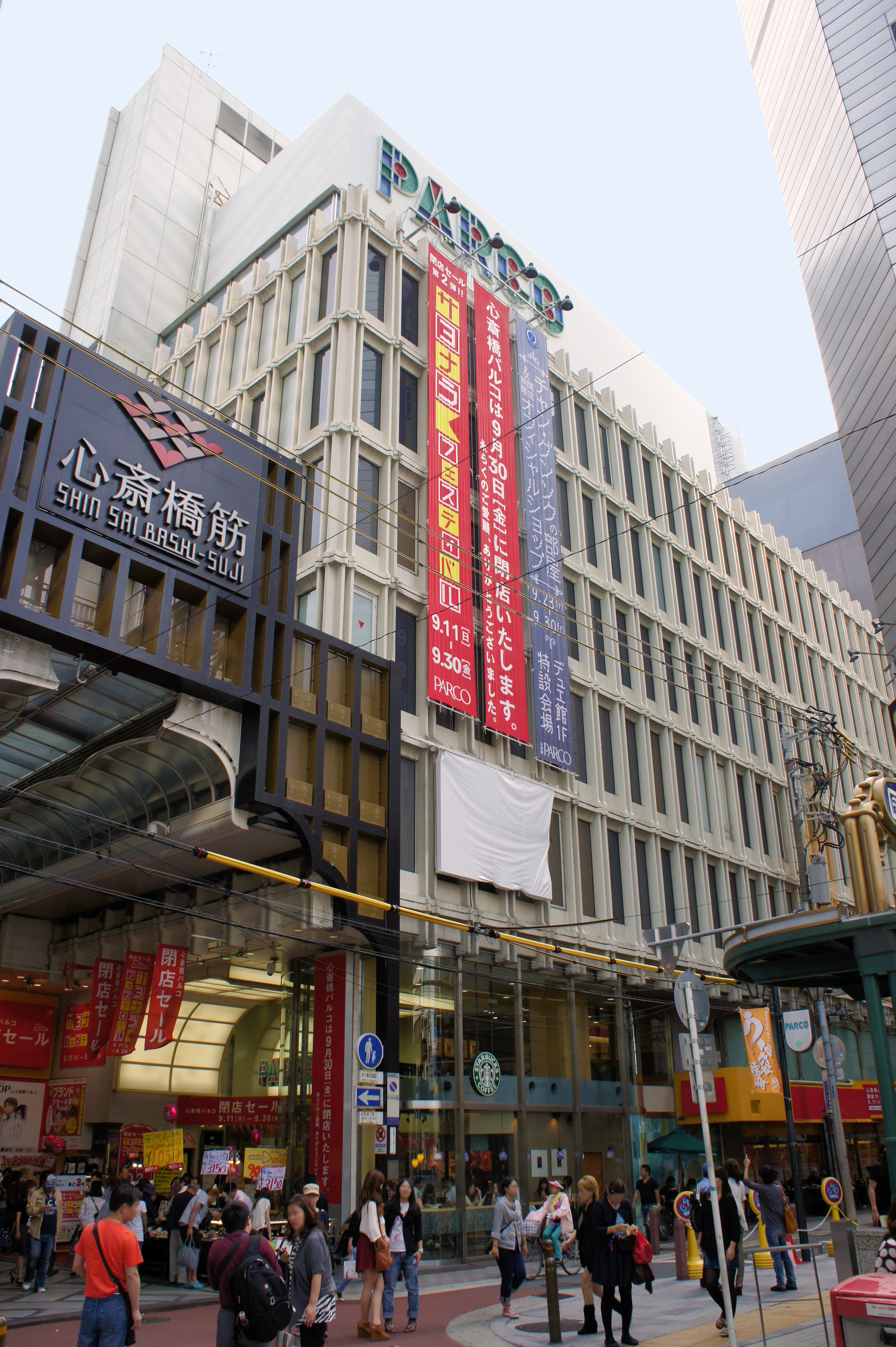
心斎橋PARCO（初代店舗）
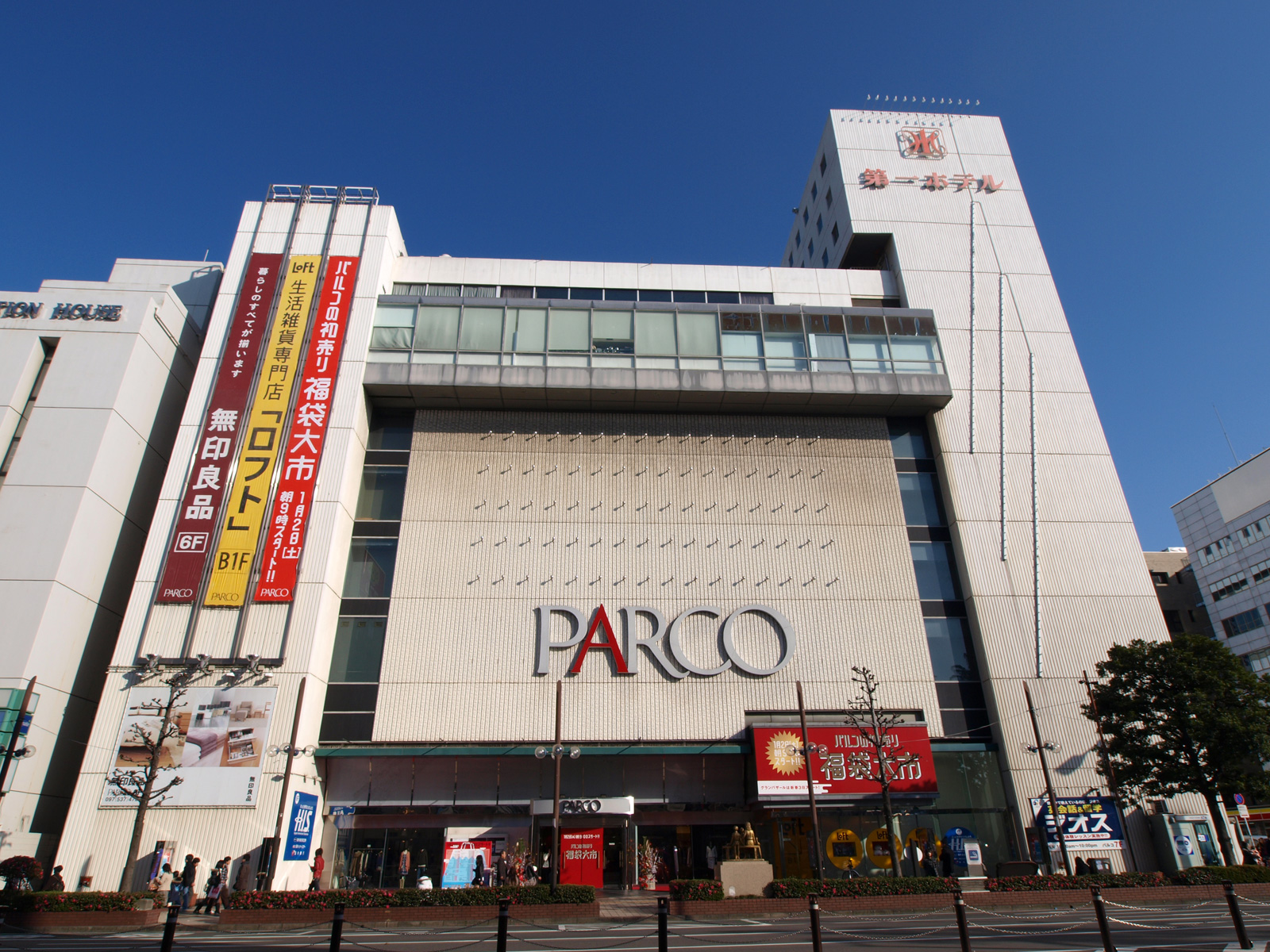
大分PARCO
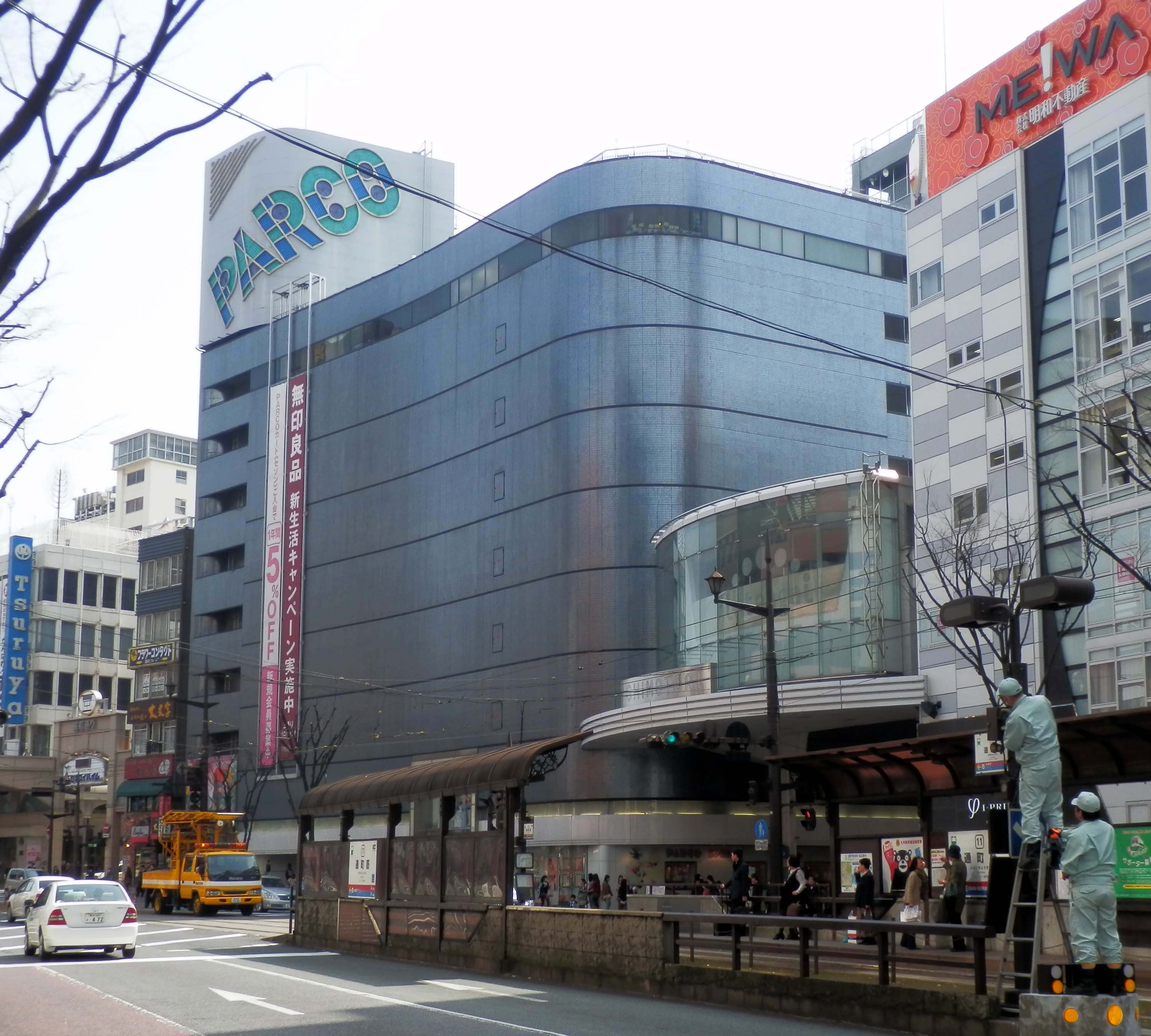
熊本PARCO

#### 北海道
札幌PARCO新館
札幌市中央区。2005年3月開店 - 2011年3月30日閉店。
店舗跡地は隣接の札幌信用金庫本社ビル（後北海道信用金庫本社ビル）と共に再開発された。

#### 関東地方
宇都宮PARCO
栃木県宇都宮市。1997年3月20日開店 - 2019年5月31日閉店。地下3階地上11階建て（営業部分は地下1階～地上10階）。
宇都宮相生地区市街地再開発組合「宇都宮相生再開発ビル」キーテナント。
JR宇都宮駅構内に「パセオ」が出店、「ロビンソン百貨店」の進出、郊外型SCの開業などが重なり、中心部は駐車場不足なため相生地区の地盤沈下が指摘されていた。その象徴的な出来事が1994年の「福田屋百貨店」の郊外移転であった。そうした中で危機感を抱いた地元商業者から再開発の機運が昂まり、再開発ビルの核テナントとしてパルコが誘致され、北関東初、20店目としてオープンした。営業面積17,222㎡。テナント数121店。地域初出店テナント、地域ナンバーワンテナントを集積、初年度売上目標を110億円と設定した。中心市街地のオリオン通りは徒歩圏内で、北側は馬場通り西側はバンバ通りに面した角地に立地しており、バンバ通り側店頭脇には二荒山神社の下之宮が鎮座していた。バンバ通りを挟んだ隣に「西武百貨店」、向かい側には「T・ZONE（上野百貨店マルチメディア館）」が所在していた。ピーク時の2004年年2月期には100億円近い売上があったが、2000年代に宇都宮市郊外で「FKDショッピングモール宇都宮インターパーク店」や「ベルモール」の開業、2010年代以降のネット通販の定着により2015年度から減損損失が続き。有力テナントが郊外の商業施設に流出するなど集客力の低迷から、2019年5月31日を以って22年の営業に幕を降ろした。
パルコの撤退後、後継テナントが決まらず永らく空きビルの状態が続いていたが、2025年1月末にゼビオホールディングスが取得し、中核子会社であるゼビオの本社機能を福島県郡山市から移転させると発表した。開設時期や活用の具体策は未定。

千葉PARCO
千葉市中央区。1976年12月1日開店 - 2016年11月30日閉店。
旧田畑百貨店。同社が1971年6月、西武百貨店と資本提携を締結。増床した上で千葉西武とする構想が出るも、パルコに切り替えられた。
2015年7月31日、千葉県内において郊外型の大型商業施設の開業や増床が相次ぎ、売り上げの好転が見込めないとして2016年11月30日で閉店することを発表、発表通り2016年11月30日に閉店した。跡地は新日本建設（本社：千葉市）が買収した上で、マンションや商業施設からなる複合ビルを建設すると発表。当初は2020年の竣工を目指していたが、跡地周辺の敷地と一体で再開発する方針に変更したため、2020年4月に着工し、2023年3月の完成に変更となった。

津田沼PARCO
千葉県船橋市（A館の一部は習志野市）。2館体制。1977年7月1日開店 - 2023年2月28日閉店。
旧称：西武津田沼ショッピングセンター。現B館は西友津田沼店→ Let's館。
西友が単独での出店を予定していたが、着工した段階で単独の出店は困難であると判断し、パルコとの共同出店となる。西友は1985年に規模を縮小し地下階のみの営業となり、2017年1月に閉店した。
その後、2023年2月28日に全館閉店した。千葉PARCOが閉店済みのため、これにより江戸川以東のパルコが全てなくなった。
B館は2023年3月16日から商業施設Viitとなる。A館は三井不動産レジデンシャルが取得した。

新所沢PARCO
埼玉県所沢市。2館体制。1983年6月23日開店 - 2024年2月29日閉店。
パルコとしては初の本格的な郊外型大型店であり、B1階に食品売り場を設けるなど、ニューファミリーを主たる顧客層に設定しオープンする。PARCO館とLet's館との2棟で構成され、'Let's館には映画館「新所沢レッツシネパーク」も併設されていた。だが、周辺の商業施設との競争激化や施設の老朽化などの影響から閉店となった。所沢市によると、今後の跡地の利用は未定という。

渋谷PARCO part2
東京都渋谷区。1975年12月5日開店 - 2011年4月6日閉店。
ビルの耐震強度不足問題が浮上、ビル所有者（地権者）や建設会社との間で補強工事か建て替え等について協議されたが、結局、2007年末をもって休業し、その後再開することなく解体となった。
跡地には、2014年の「キリン一番搾りガーデン東京 Brewery Experience」の期間限定営業等を経て、2018年2月9日にホテル併設型ファッションブランド旗艦店「hotel koe tokyo」が開業した。

QUATTRO by PARCO
東京都渋谷区。1988年6月28日開店。
渋谷PARCOにおいて、part1–3と異なる小型棟であるため「part4」ではなく、イタリア語で4を意味する「QUATTRO（クアトロ）」という、既存館とは連続性の無いビル名が与えられた。開業当時は地下1階から地上4階にファッション専門店、5階にライブハウス「CLUB QUATTRO」という構成であったが、のちに、4-5階に拡張し現存する「渋谷CLUB QUATTRO」のみを残して地下1階から地上3階は閉店、建主鎌田興産に返還され、鎌田興産ビル、A-FLAG渋谷と改称、QUATTROというビル名も消滅した。跡地には現在GU渋谷店が入居。現在も多店舗展開しているライブハウス「CLUB QUATTRO」の名前の由来となったビルである。

Nos Vos（ノボ）by PARCO
東京都練馬区。1990年9月29日開店 - 2010年2月28日閉店。
西武池袋線大泉学園駅前。パルコとしては初の郊外型小規模商業施設で、のちにひばりが丘PARCOの別館扱いになった。
閉店後、跡地に「OAK plaza」がオープンしたが、2021年10月末で閉館した。

厚木PARCO
神奈川県厚木市。「厚木パルコ Due（デュエ）館」1992年6月開店 - 2003年閉店。「厚木パ ルコ本館」1994年3月25日開店 - 2008年2月24日閉店。
本館は厚木市中町2丁目B地区市街地再開発事業と"なかちょう大通り"の地下道延伸事業を一体として整備した民間の商業ビル「厚木パークビル」(地下1階・地上9階) に出店。初年度は2館で110億円の売り上げがあったが以降は徐々に売り上げが減少、「デュエ館」を閉店し「本館」に機能集約された。2004年度には減損損失を計上し2005年度の売上高は45億円まで落ち込んだ。パルコとビル所有者との賃貸借契約は25年でまだ13年契約期間が残っていたが、2003年の"青山学院大学厚木キャンパス"閉鎖など厚木周辺の商環境の変化で、店舗展開を継続しても収益性の改善が見込めないとして閉店を決定した。
後身は2014年4月26日に開業した、官民一体型の複合施設「アミューあつぎ」

#### 中部地方
岐阜PARCO
岐阜県岐阜市。1976年9月23日開店 - 2006年8月20日閉店。
旧山勝（やまかつ）百貨店。1973年4月、同社が西武百貨店と資本提携を締結。再建に努めるも赤字体質から脱却できず、店舗の改装に10億円を投じてパルコに転換された。開業当初は東海地方で初のパルコ出店ということもあり名古屋方面からの来客も多くが来店したが、名古屋PARCOの開店や、1990年代より岐阜市近郊には他の大型商業施設の開業が相次ぎ、経営難に陥って2006年8月20日をもって閉店した。建物のうち、テナントの自由書房が入居していた7階については2棟またいだパチンコ喜久家本社ビル（現存）に延床されており、喜久家本社ビル入口のエレベーターから直通で上がることができた。そのため喜久家本社ビルの塔屋にも小さく「PARCO」の看板が掲げられていた。現在は7階及び8階に喜久家本社が入居しており、塔屋も喜久家と詳細不明なイラストに刷新されている。
山勝時代からの建物はすでに解体済であるが、再開発については幾度も計画が頓挫し、2023年1月現在でも跡地はコインパーキングに利用されるままになっている。

#### 松本PARCO
長野県松本市。1984年8月23日開店 - 2025年2月28日閉店。地下1階地上6階建て。
旧信州ジャスコ松本店。松本市は1978年の松本国体の開催を機に、その前から松本駅前を中心とする開発計画が着手された。1977年にイトーヨーカドー松本店および駅ビル「セルヴァン」がオープン。翌年には井上百貨店が移転するなど、駅前地区の再開発が進められ、同時に郊外店舗の出店が相次ぎ、松本市の商圏は駅前と核外に2極化した。
このようななかで信州ジャスコは、1981年に駅前から郊外立地寄りの東松本に建てられた「松本カタクラモール」への移転をはかった。店舗移転に伴うジャスコ跡地に、核商業施設が欠落して集客力の低下することを危惧した地元商店街は、商業ビル会社を設立し、自ら店舗運営を行うことを目的として、信州ジャスコからビルを買い取った。だが、商業ビルの運営ノウハウを持たないことからパルコに支援を要請。調査の結果、オープン後の運営もパルコが行う方が集客効果も高いという結果になり、一括してパルコが借り受け、松本PARCOとして運営することになった。売場面積は約6,611㎡と小型であること、消費者のファッションに対するポテンシャルも高いとの判断によって、婦人衣料・雑貨中心の店舗構成となった。1996年4月5日には、北側に新館（地上6階地下1階建て）がオープンした。
こののち、市中心部や松本カタクラモール跡地を含む片倉工業所有地に「イオンモール松本」の開店など競合店の進出が相次ぎ、売上が大きく落ち込んだことから、パルコは、松本PARCOを2025年2月28日を以って閉店すると発表。閉店後の建物の利用については、松本市とパルコが協議した結果、2023年11月、市が市議会経済文教委員協議会でパルコが低層階に新たな商業施設を再開させる方向で検討していることを明らかにし、上層階は市が借りて、子育て支援機能なども備えた「まちなか図書館」として運営する方針を示していた。しかし、パルコ側が2024年3月の松本市長選挙で、この計画への賛否が分かれたことや、2025年2月の閉店までに市側の手続きが進むか見通せないことなどを理由に、協議は打ち切られ、当初発表通り、松本PARCOは閉店した。後利用を巡っては、建物を複合商業施設として活用する案が民間企業から出ており、臥雲義尚市長は「詰めの調整が行われている」としている。

#### 関西地方
大津PARCO
滋賀県大津市。1996年11月2日開店 - 2017年8月31日閉店。地上8階建て。
国内18店目、海外を含めると19店目としてオープン。128の専門店を擁し、売場面積は27,793㎡。専門店のうち8割弱が滋賀県初進出の専門店で構成され、ファッションフロアだけをみると8割近くの80店、うち40店は京都府も含めて初登場という全く新しい本格的なファッションゾーンだった。また7階の「OTSU7シネマ」の導入は、県庁所在地で唯一映画館のなかった大津市にとって市民から歓迎された。

滋賀県南部は、京都や大阪のベットタウンとして人口が急増していたことを背景に、2008年頃から新規SCの開業が相次ぎ、競合が激化。大津PARCOは従来若者中心だったターゲットの年代を拡大し、安価な衣料品チェーンや雑貨店を導入するなど、大型店中心のテナント構成に改めたが、売上の減少傾向が続き、2017年8月31日に閉店した。撤退後の建物には、2018年4月27日に「Oh!Me大津テラス」が開業。

心斎橋PARCO（初代）
大阪市中央区
本館 1971年12月12日開店 - 2011年9月30日閉店。地下3階地上8階建て。
西武百貨店子会社「西武百貨店関西」が1号店としてパルコ業態で出店。1991年3月、西武百貨店からパルコに運営が移管され、5月1日にリニューアルオープン。売場面積は約6,400㎡と小型店だった。2011年9月末を以って閉店。跡地には「心斎橋ZERO GATE」が2013年4月13日にオープンしている。

心斎橋PARCO-2（心斎橋PARCO DUE（デュエ）館）1992年9月開店 - 2011年9月30日閉店。
跡地はビッグステップの別館「BIGSTEP WEST」になっている。

#### 九州地方
大分PARCO
大分県大分市。1977年4月29日開店 - 2011年1月31日閉店。
旧西友大分店。同店の業績不振のため、パルコに業態転換された。跡地は大分市が買収し、「祝祭の広場」が整備された。

熊本PARCO
熊本市中央区。1986年5月2日開店 - 2020年2月29日閉店。
大分PARCOに次いで九州地方で2店目の出店。コミュニティ型店舗。地下2階地上9階建て。
旧長崎屋熊本店。同店は熊本市の繁華街のほぼ中央、上通商店街と下通商店街の接点、手取本町に1971年に開店したが、商業立地と量販店の営業政策が適合せず、1984年に撤退した。撤退後、物件所有者である三陽からパルコに出店の打診があったが、地元商店街が強硬に進出に反対した。このためパルコ側は、店舗面積を約11,000㎡に拡張する計画でいたが、旧長崎屋と同じ約6,600㎡としてオープンした。店舗構成は、吉祥寺PARCOと同規模の中型店であり、消費者の感度も高いというマーケティング調査の結果、松本PARCOと同様、衣料品・雑貨を中心とした店舗構成とした。以降、33年間にわたって営業を続けてきたが、建物の老朽化および地域の商業環境変化のため、2020年2月29日午後8時をもって閉店した。
ビルを所有する山陽は、熊本市の「まちなか再生プロジェクト」を活用し、ビルを建て替え、地下1階、地上11階建ての複合ビル「Shinsekai下通GATE」が2023年4月25日に開業。パルコは地下1階から地上2階に「HAB@熊本」として再出店し、上層階にはホテルチェーンの星野リゾート運営の「OMO5 熊本」が入る。

### 出店撤回した店舗
浜松店
浜松市中区（現・中央区）鍛冶町の旧西武百貨店浜松店に隣接する再開発ビル「ザザシティ浜松中央館」への出店計画を進めていたが、景気低迷と入居条件などが原因で1995年（平成7年）に白紙撤回された。翌年には西武浜松店も撤退している（現在はザザシティ浜松西館に建て替えられている）。この2件の撤退は中央館建設に大幅な遅れをもたらし、中央館開業直前に隣接する松菱が破産するなど中心市街地への客足を取り戻そうとする浜松市のまちづくり計画に大きな悪影響を及ぼした。空洞化が深刻な浜松市中心市街地では2005年度中期経営5か年計画での地方政令指定都市出店に再度期待がかかっていたが、2007年（平成19年）に静岡新聞紙面インタビューで当時の伊東勇社長により「出店は難しい」と否定されている。

梅田店
旧大阪鉄道管理局庁舎跡地に西武百貨店や積水ハウスとの企業連合で出店予定だった。落札が有力視された三越(富士火災海上保険との企業連合)と共に失敗。ヨドバシカメラが落札し、ヨドバシ梅田となる。

港南台店
髙島屋港南台店隣接地、現在ファミリーレストランなどが所在する区画への出店計画。1991年出店予定。地下2階地上5階の計画だった。

## 店舗一覧（ZERO GATE）

### ZERO GATE（ゼロゲート）業態
小規模で多数のテナントで構成する大型ビルのPARCO業態とは異なり、都心部一等地に限定した中低層商業施設を、単独または少数のテナントで構成するファッションビル形態。もともとは1ブランドで多くの店舗面積を必要とするファストファッションの受け皿として開発された商業ビルである。FOREVER21の破綻など2010年代後半からのファストファッションブランドの勢いの停滞により、ファストファッションブランドやアパレル以外のテナントも増えている。
2023年3月1日、J.フロント都市開発へ承継した。
なお「都市型店舗」及び「コミュニティ型店舗」の店舗分類はPARCO業態にのみ適用され、ZERO GATE業態には適用されない。

### 現在のZERO GATE店舗
札幌ZERO GATE
札幌市中央区。2016年2月26日開店。
2011年3月30日に閉店した札幌PARCO新館の跡地と、札幌信用金庫の土地の一部を賃借し、札幌PARCO南側に地下2階、地上4階ビルとして建設。
- 地下2階、地上1 - 3階：「FOREVER 21」が出店。道内初進出であったが、日本からの撤退により2019年10月31日閉店。ラオックスが2019年12月10日に開店。（2020年2月28日閉店）
- 1階：「au Style SAPPORO」が出店（2021年2月28日開店）
- 2 - 3階：「Can★Do札幌大通店」が出店（2021年4月9日開店）
- 地下では中心部を伸びる地下街さっぽろ地下街と直結。

渋谷ZERO GATE
東京都渋谷区。2002年4月27日開店。ZERO GATEの1号店である。
2011年4月16日にリニューアル、ZERO GATE第1号店となった。
- 全フロア（地下1階 - 地上4階）：「ベルシュカ」日本1号店が出店。（2022年7月18日閉店）｢コメ兵｣が2023年12月1日開店。

原宿ZERO GATE
東京都渋谷区。2018年3月17日開店。
- 1 - 3階：「LINE FRIENDS flagship store in Harajuku」が出店。（2022年12月31日閉店）｢UGG｣が2023年7月1日開店。
- 4階：「B.I.F BY NERGY」が出店。

川崎ZERO GATE
川崎市川崎区。2019年8月8日開店。
川崎駅前のさいか屋（2015年閉店）跡地に建設された地上2階建の商業施設で、ZERO GATEでは初めてターミナル駅前に立地する。9店舗のテナントが出店（仮設建築とも言われる）。
主なテナントは
- 1階：楽天モバイル、ローソン（閉店）、バーガーキング、アインズ&トルペ、GEO
- 2階：ドトール珈琲店、スシロー、ホットヨガスタジオ LAVA、ミュゼプラチナム

名古屋ZERO GATE
名古屋市中区。2014年10月10日開店。
2013年7月に名古屋PARCO西館の西向かいの土地を、土地所有者のタキヒヨーとの間で賃借することに合意し、地上3階建ての新規商業施設を建設。
主なテナントは
- 1階：チャールズ&キース、デシグアル、スギ薬局（2019年12月12日開店）
- 2階：センスオブプレイス バイアーバンリサーチ、アメリカン・イーグル・アウトフィッターズ（2019年12月31日閉店）
- 3階：スーパースポーツゼビオ

京都ZERO GATE
京都市下京区。2017年11月4日開店。地下2階、地上7階建。
主なテナントは
- 1階 - 3階：Apple京都（2018年8月25日開店）
- 5階：ECC外語学院四条烏丸校（2017年11月4日開業）
- 6階：COTA KYOTO スタジオ オフィス（2017年11月20日開業）
- 7階：叙々苑・游玄亭（2017年11月16日開店）

心斎橋ZERO GATE
大阪市中央区。2013年4月13日開店。
初代心斎橋PARCOを建て替えたビルに入居。PARCO業態からZERO GATE業態へと転換。
- 全フロア（地下1階 - 地上4階）：「H&M」が出店（2024年12月1日閉店）。

三宮ZERO GATE
神戸市中央区。2018年9月14日開店。
アパレル大手のワールドが運営していた「神戸 Mediterrasse（メディテラス）」の土地建物をパルコが買収し、既存建物を解体し地上4階建てとして建設。
- 1階：「COLONY 2139」が出店
- 2階：「アディダス ブランドコアストア」が出店
- 3階：「ホットヨガスタジオ ロイブ」が出店
- 4階：「ガールズミニョン」が出店

広島ZERO GATE
広島市中区。2013年10月10日開店。
広島宝塚会館の再開発ビル（地下1階 - 地上14階）の地上1-3階に入居。
- 1階：「4℃ブライダル」などが出店
- 2階：「ジョイフル恵利・スタジオプリンセス」などが出店
- 3階：「たかの友梨ビューティクリニック」などが出店

広島ZERO GATE 2
広島市中区。2016年9月10日開店。
- 全フロア（地上1 - 3階）：「WEGO」が出店。

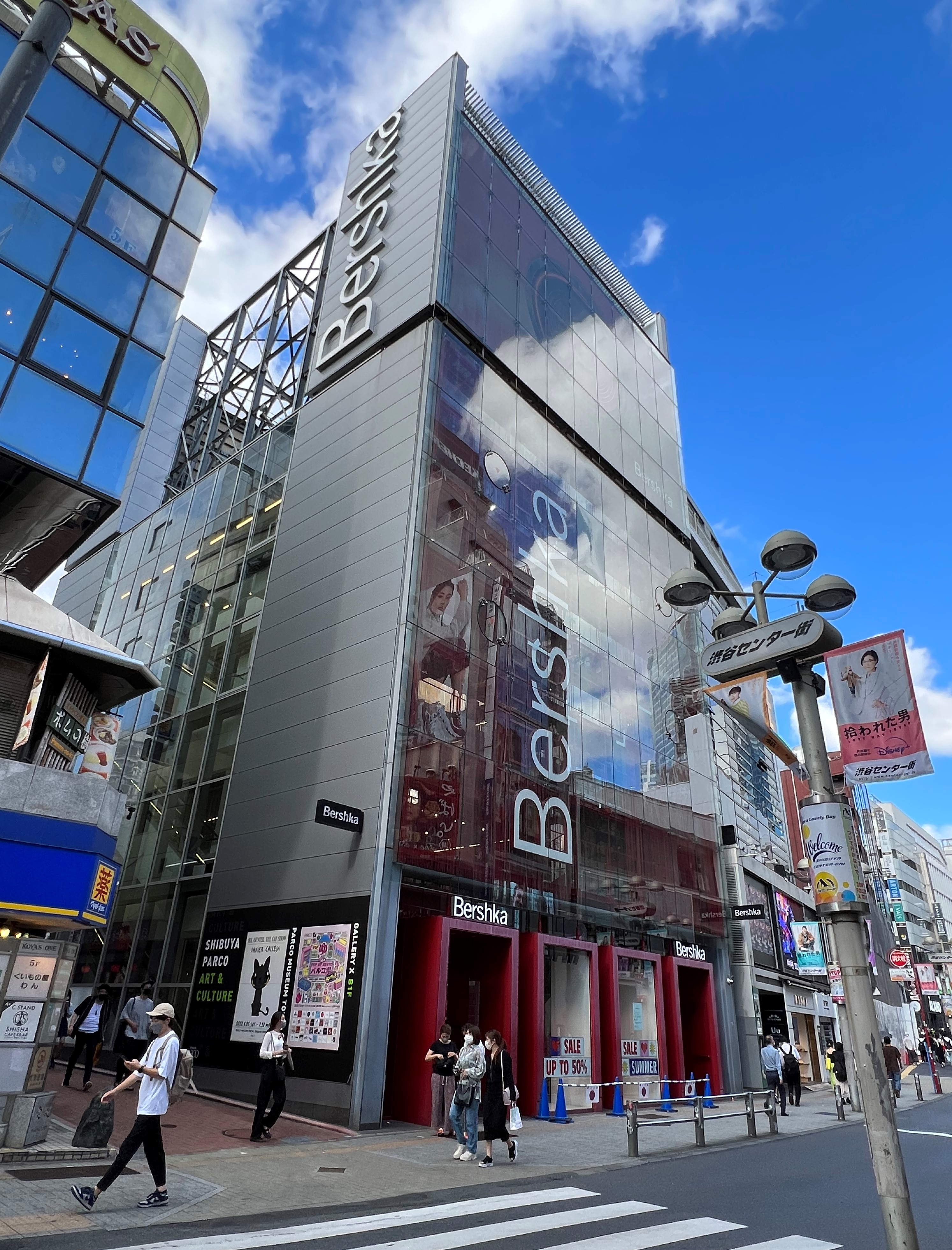
渋谷ZERO GATE
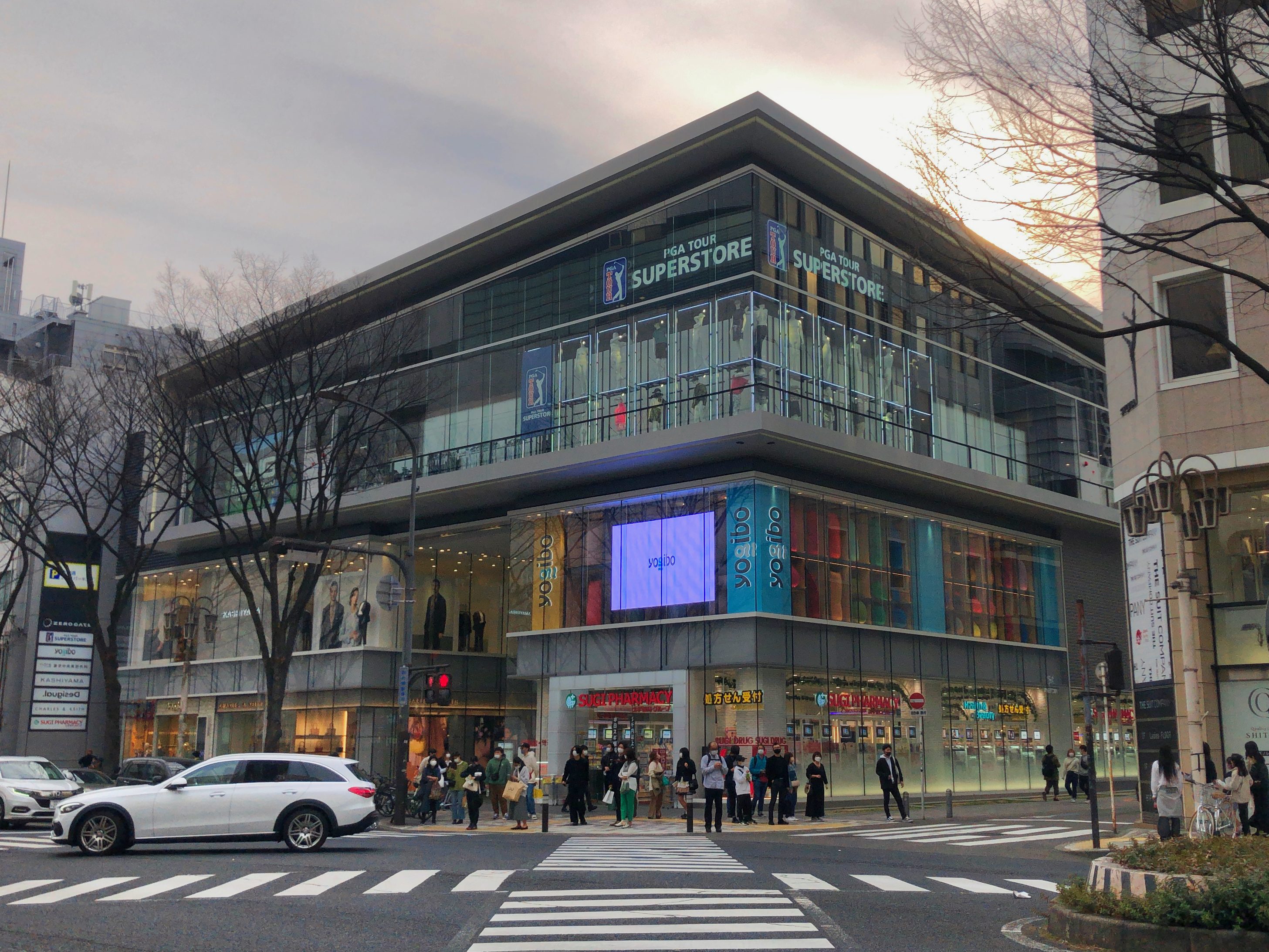
名古屋ZERO GATE
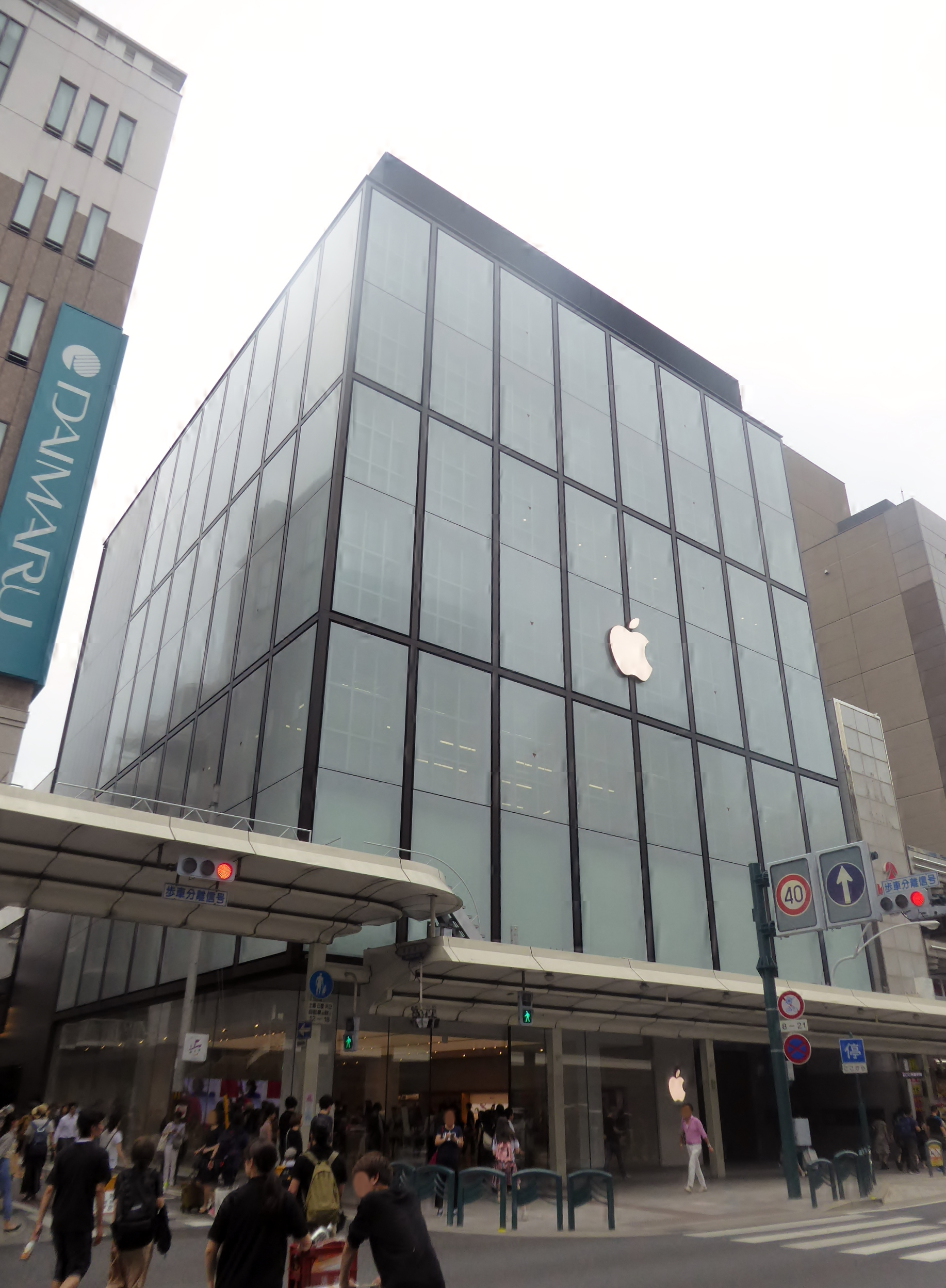
京都ZERO GATE
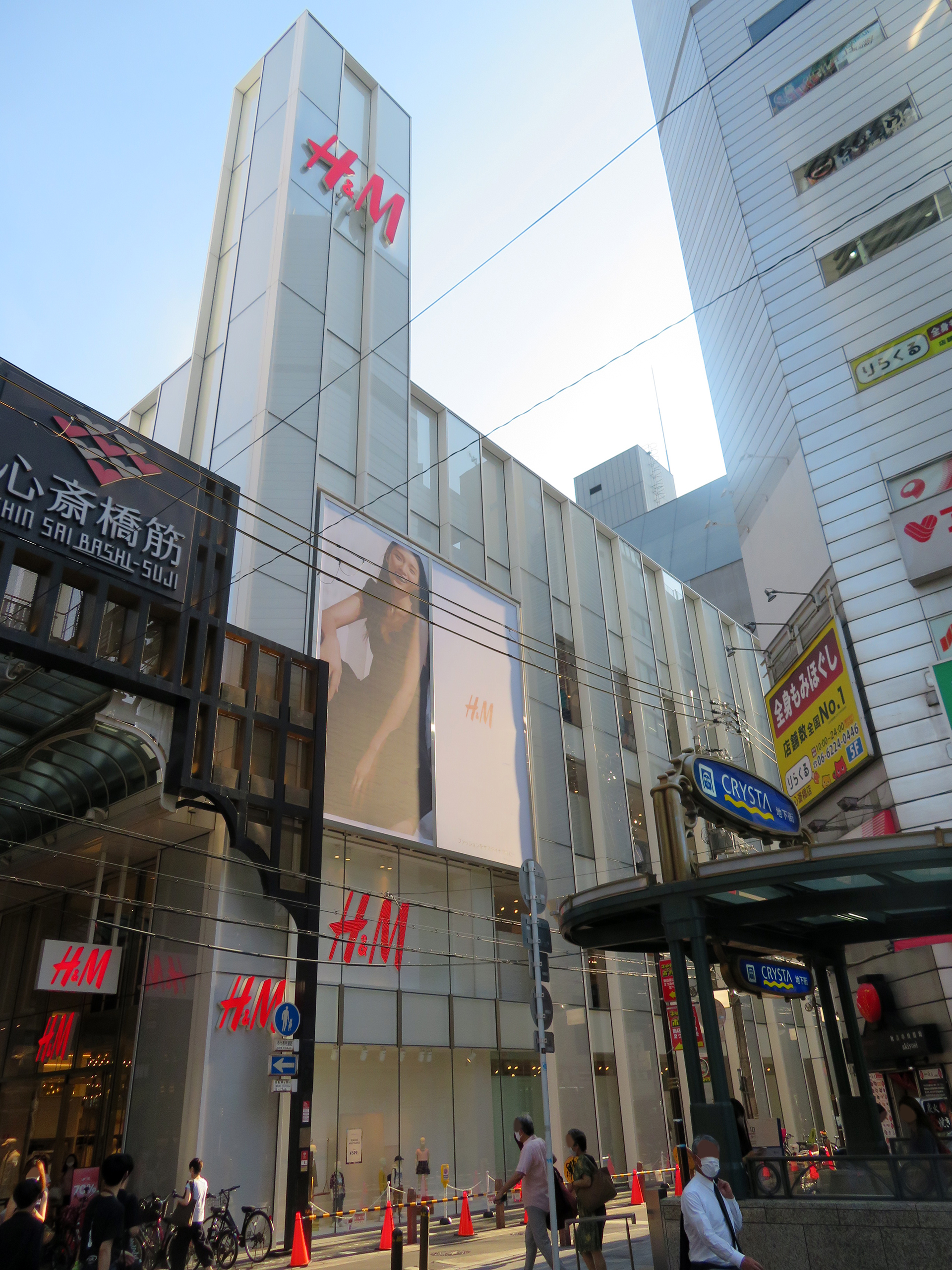
心斎橋ZERO GATE
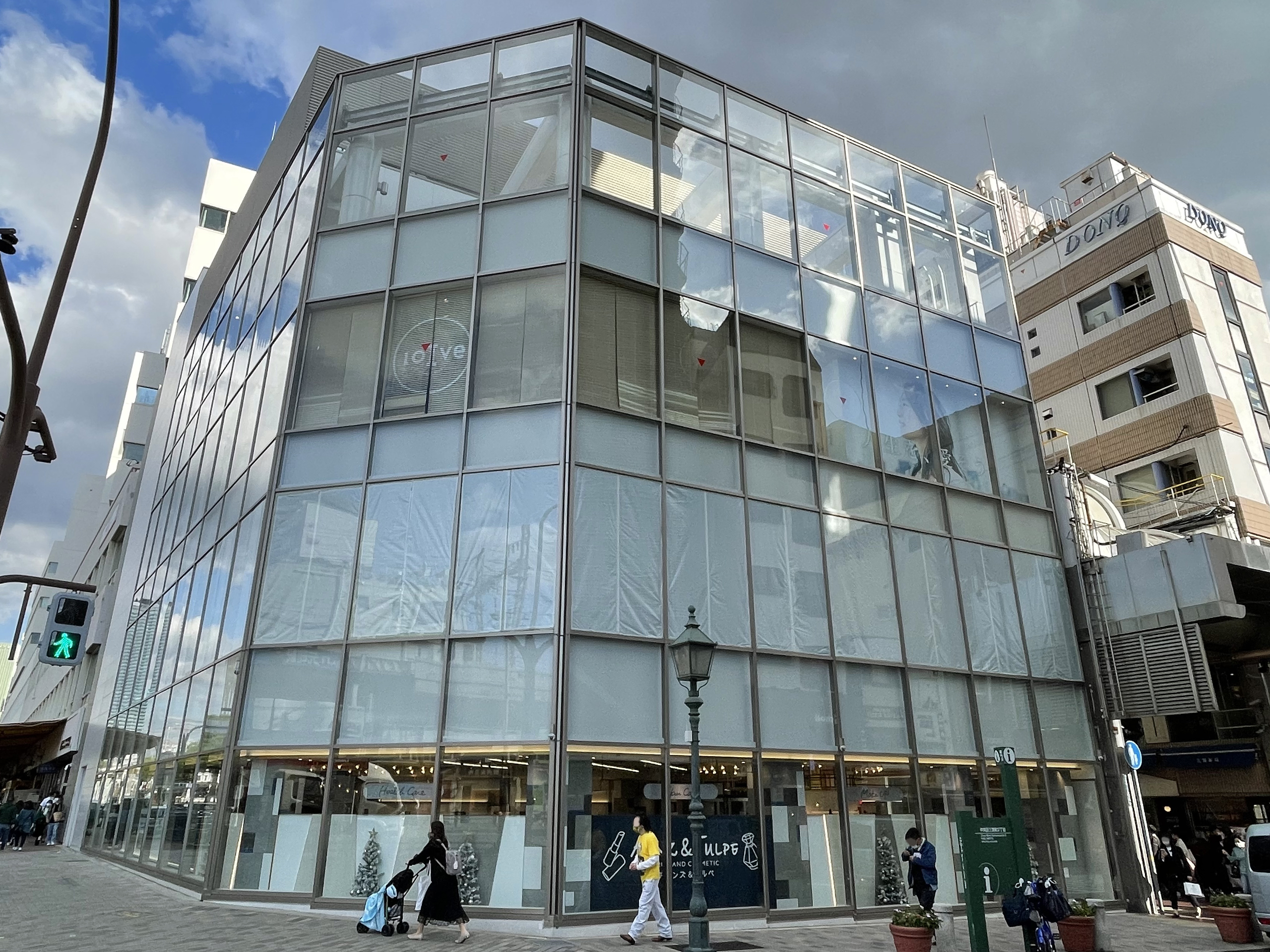
三宮ZERO GATE
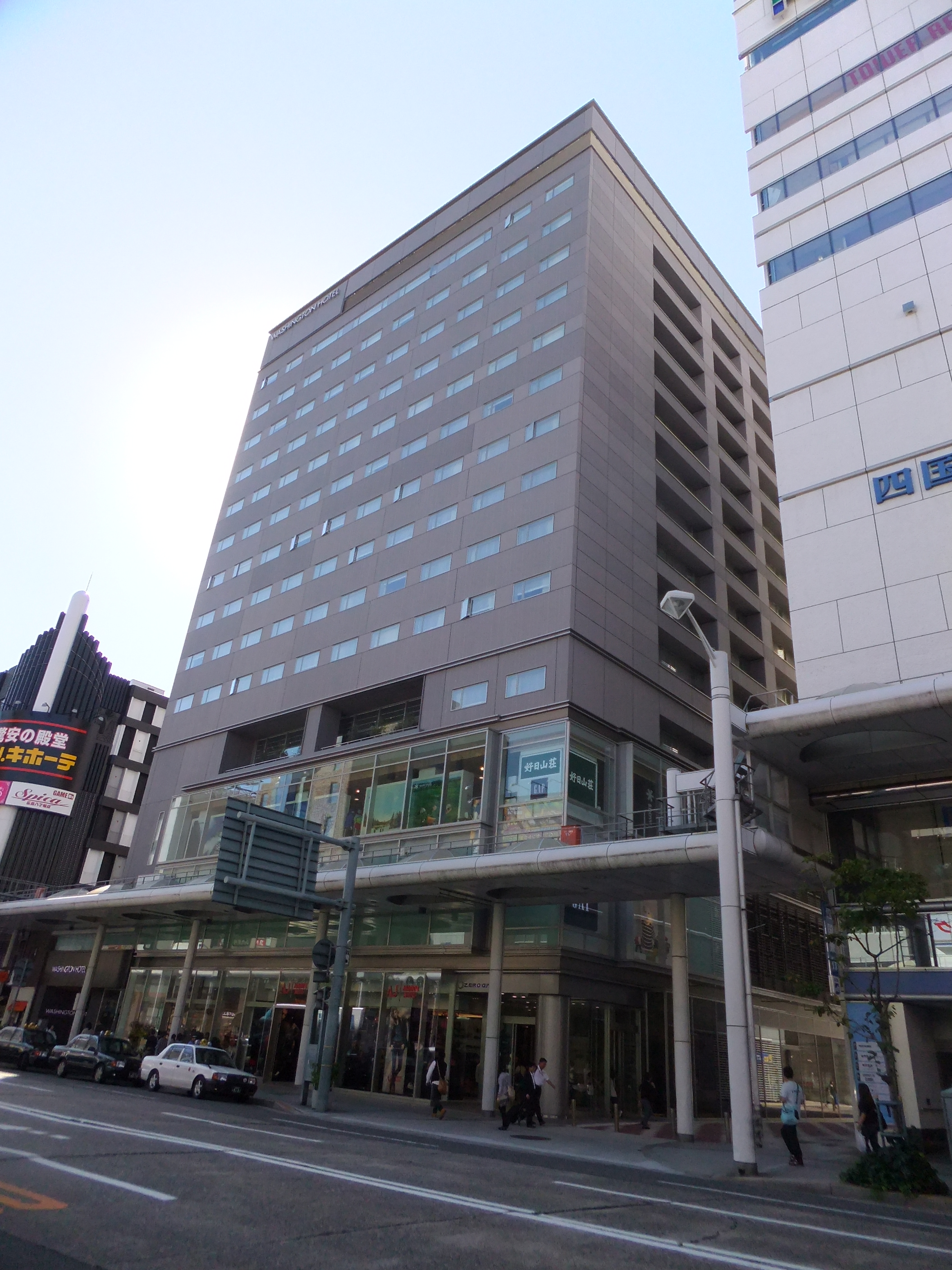
広島ZERO GATE
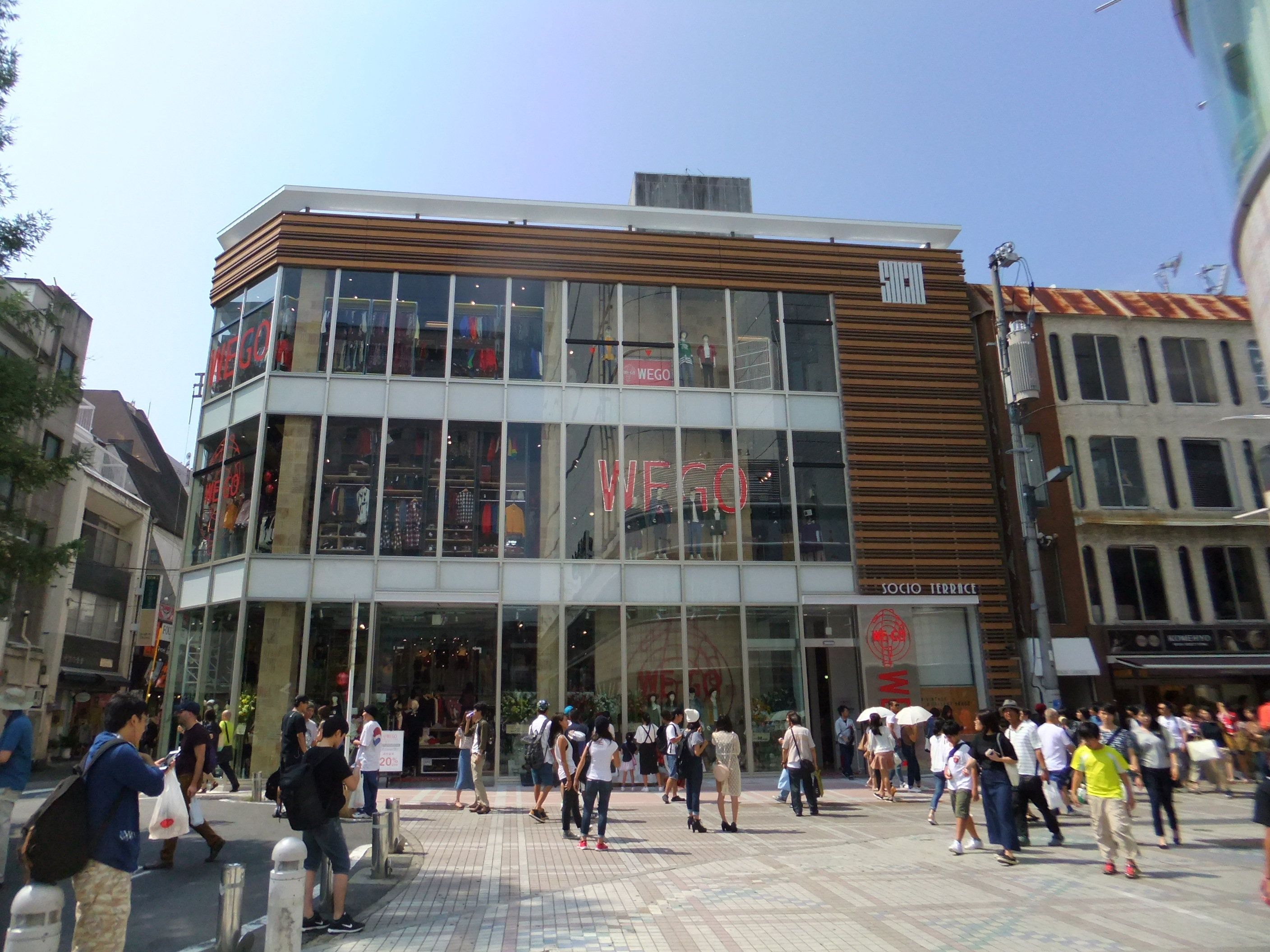
広島ZERO GATE2

### 過去のZERO GATE店舗
道頓堀ZERO GATE
大阪市中央区。2013年4月20日開店 - 2021年9月30日閉店。
- 全フロア（地上1 - 3階）：「FOREVER 21」が出店するも、日本からの撤退により2019年10月31日閉店。ラオックスが2019年12月1日開店。（2021年9月30日閉店）

## その他の施設・店舗・関連会社

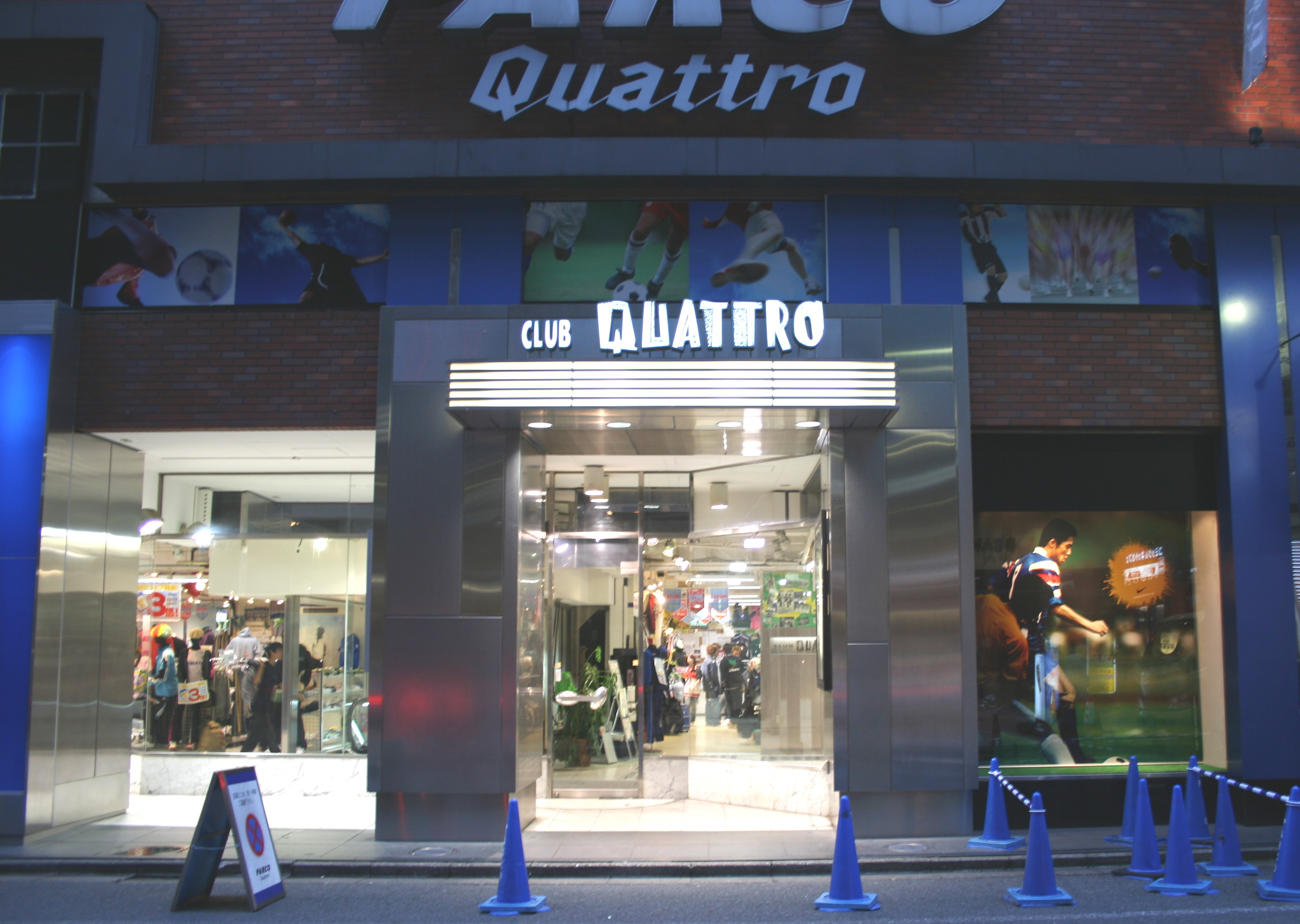
渋谷の CLUB QUATTRO

### 文化事業施設
- 渋谷PARCO（改築後）
  - 8階 - PARCO劇場（旧PARCO PART1時代は9階）
  - 8階 - ホワイトシネクイント
  - 4階 - Parco Museum（旧PARCO PART1時代は3階）
- 旧PARCO PART1内（改築前、現在は営業終了）
  - 1階 - LOGOS GALLERY
  - 1階 - TOKYO FM渋谷スペイン坂スタジオ[182]（1993年オープン、2005年リニューアル）
- 旧PARCO PART3内
  - シネクイント - 渋谷区宇田川町20-11 渋谷三葉ビル7階に移転開業（2018年7月6日）
- CLUB QUATTRO（渋谷・名古屋・梅田・広島）
- Studio PARCO（渋谷区）
- radio drive plus
- ル テアトル銀座 by PARCO
- パルコ出版 - 出版部門。「株式会社パルコ エンタテインメント事業部 コンテンツ事業担当 出版チーム」
  - ビックリハウス - 同部門発行のサブカルチャー雑誌。1974年創刊、1985年終刊。

### その他の商業施設
- 「Pedi汐留」（港区） - 東京汐留ビルディング地下1階から2階および地上2階部分をビルオーナーから借り受け、テナント誘致や管理運営を行っている。
- ノースポート・モール（横浜市都筑区）- 運営法人への出資（49%）。
- 名古屋・栄の日本生命栄町ビルに、商業施設「BINO（ビーノ）栄」を2020年11月6日開業と発表。地下2階、地上5階建て、延べ床面積6,300㎡。地下街サカエチカと直結。地下2階にスギ薬局、地下1階に山本屋本店、とりしげ、海老どて食堂、カレーハウスCoCo壱番屋パスタ・デ・ココ、1階にIWC（インターナショナル・ウォッチ・カンパニー）、ロレックスブティックレキシア、ウブロ、2階にコメダ珈琲店、ラザールダイヤモンド、JTB、3階にソニーストア、4階にチャコット、5階に寿司向月、うなぎ四代目菊川、馬喰一代の16店が出店[183]。

### 関連会社
- 株式会社パルコスペースシステムズ - 総合空間事業[184]
- 株式会社パルコデジタルマーケティング - Webコンサルティング事業[185]
  - 旧社名：株式会社パルコ・シティ
- PARCO（Singapore）Pte Ltd
- かつての食品専門店事業担当子会社の店舗は次のとおり。

| 名称                      | 所在地             | 備考                                                           |
| ------------------------- | ------------------ | -------------------------------------------------------------- |
| ひばりが丘パームガーデン  | 東京都西東京市     | パルコ地下1階 九州屋などから商品供給 → 退店 → クイーンズ伊勢丹 |
| 大泉NOSVOSパームガーデン  | 東京都練馬区       | 閉店 → OAK plaza                                               |
| 西荻窪パームガーデン      | 東京都杉並区西荻南 | 閉店 → 建物存続 → 美容室                                       |
| 調布PARCOフードマーケット | 東京都調布市       |                                                                |

閉鎖した店舗は背景が灰色。

## トピックス

### 国際財務報告基準（IFRS）の導入
親会社Ｊ.フロント リテイリングとの会計基準統一等の目的で、2018年2月期（2017年度）決算より、従来の日本会計基準から国際財務報告基準（IFRS）に変更した。これにより、従来の日本会計基準ではテナント（入居する専門店）の売上総額を中心とした売上高としていたのを、国際財務報告基準（IFRS）では、テナントから徴収する営業料を中心とした営業収益に変更された。より実質的な収入が売上指標となったことで、次の2点が解消されることとなった。
- テナント（他社）の売上高を自社の売上高としていわば二重計上することへの是非論議。
- 分母が大きすぎるため、売上高利益率が極端に低くなる弊害。

|                              | 売上高 営業収益  | 営業利益 | 当期利益 |
| ---------------------------- | ---------------- | -------- | -------- |
| 2015年度（日本会計基準）     | 売上高 2,763億円 | 127億円  | 60億円   |
| 2016年度（日本会計基準）     | 売上高 2,683億円 | 128億円  | 75億円   |
| 2017年度（国際財務報告基準） | 営業収益 916億円 | 117億円  | 78億円   |

## テレビ番組
- 日経スペシャル ガイアの夜明け 街は巨大な広告だ（2003年5月27日、テレビ東京）[187]。